# الدولة السعودية الثالثة
الدَّولةُ السُّعوديَّة الثالثة هي وريثة الدولتين السُّعوديتين: الأولى والثانية، أسَّسها في (5 شوال 1319 هـ / 15 يناير 1902م)، الملكُ عبد العزيز آل سعود الذي استعاد مدينة الرياض؛ ليؤسِّسَ الدولة السعودية الحديثة والمعاصرة (المملكة العربية السُّعودية).
عُرفت الدولة السُّعودية الثالثة في بداية عهدها باسم إمارة الرياض، وبعد ضمِّ الأحساء سمِّيت إمارة نجد والأحساء. وتمكَّنت الإمارة من التوسُّع حتى استطاعت عام 1921 من السيطرة على كامل أراضي نجد بعد إسقاط إمارة آل رشيد في حائل المنافسة. وأصبحت إمارة نجد والأحساء تُعرف باسم سلطنة نجد، ثم مملكة الحجاز ونجد وملحَقاتها، واستمرَّ هذا الاسم معتمدًا حتى إعلان قيام المملكة العربية السعودية عام 1932.

## خلفية تاريخية

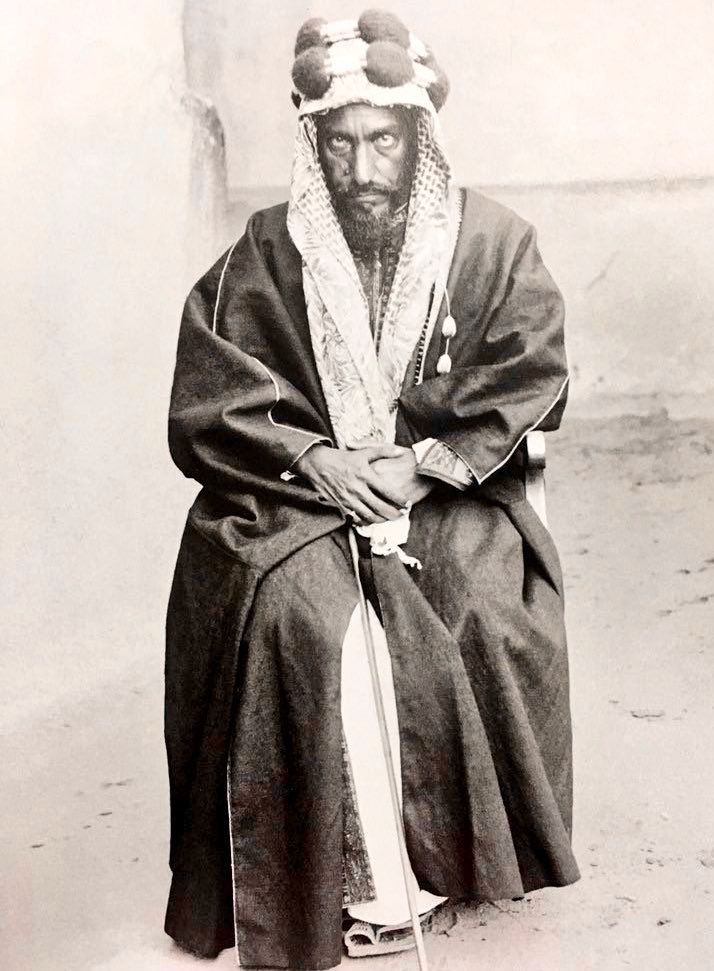
عبد الرحمن بن فيصل بن تركي آل سعود (1850–1928) آخر حكام الدولة السعودية الثانية

رحل الإمام عبد الرحمن بن فيصل بن تركي آل سعود مع أسرته عن نجد، واستقر به المطاف ليعيش في الكويت، في عهد أميرها الشيخ محمد آل صباح، الذي أوعزت إليه الدولة العثمانية أن يمنح آل سعود حق الإقامة في الكويت. وهنا يتضح موقف الدولة العثمانية من آل سعود، بعد سقوط دولتهم الثانية (1309 ـ 1319هـ - 1891 ـ 1902)؛ فهي ترى تحديد إقامتهم وتحركاتهم خوفاً من إثارة القلاقل والدسائس ضد أصدقائها آل رشيد.

### سقوط الدولة الثانية
لقد كانت نهاية الدولة السعودية الثانية تدريجية؛ فقد كانت تلك الدولة قبل سقوطها دولة قوية في كيانها السياسي، في شبه الجزيرة العربية، في عهد أحد أبرز أئمتها، وهو الإمام فيصل بن تركي، في فترة حكمه الثانية، إلا أن تلك الدولة أخذت في التآكل والتصدع، نتيجة لعدة عوامل داخلية؛ تأتي الفتنة المحلية التي أعقبت عهد هذا الإمام في مقدمتها. وكانت النتيجة الحتمية سقوط تلك الدولة، بعد أن تفسخت مناطقها، فاجتاح العثمانيون منطقة الأحساء، واجتاح آل رشيد كل البلاد النجدية، فأنهى آل رشيد حكم آل سعود في كل نجد، رغم أن إمارة آل رشيد كانت قد نشأت بمساندة ودعم من الإمام فيصل بن تركي، لأميرها عبد الله بن علي الرشيد، حين عينه أميراً على جبل شمر. ومنذ ذلك الحين والإمارة الرشيدية قائمة، تلك الإمارة التي قوضت دعائم الحكم السعوديّ في نجد، ثُمَّ أسقطته في عهد الإمام عبد الرحمن بن فيصل بن تركي آل سعود، آخر أئمة الدولة السعودية الثانية. وانتهت الدولة في أوائل أغسطس 1891م.

### عرض الدولة العثمانية
أرسل المتصرف العثماني في الأحساء، عاكف باشا، إلى الإمام عبد الرحمن، مندوباً، اجتمع به في عين نجم قرب المبرز (على بعد ميلَين، شمالي الهفوف)؛ فعرض عليه إمارة الرياض، على أن يعترف بسيادة الدولة العثمانية، ويدفع خراجاً سنوياً، قدره ألف ريـال أو أقل، وتتعهد الحكومة العثمانية بحمايته، وتمده بالمال والسلاح، فاعتذر عبد الرحمن، بأنه يخشى أن ينقلب عليه أنصاره.
ويرجح هذا القول الدكتور العثيمين؛ فيقول: «ومن المرجح، أن ما قيل صحيح. فقد كان من صالح الدولة العثمانية، أن تكون نجد مقسمة؛ لأن ذلك مما يضعف قوة هذه المنطقة. وهي بهذا التقسيم تضمن تنافس الحاكمين النجديين على إظهار المودة لها. وبالإضافة إلى ذلك، فإن في كون الإمام عبد الرحمن تابعاً لها ضماناً بعدم حدوث هجمات منه، أو من أنصاره، على منطقة الأحساء والقطيف، المهمة بالنسبة لها، وضماناً بعدم استغلال عدوتها بريطانيا للموقف، وتبني قضية الإمام عبد الرحمن، منافسة لها في المنطقة. وما أبداه الإمام عبد الرحمن من تعليل لعدم قبوله العرض العثماني، أمر أملاه، فيما يبدو، جو المقابلة أو الاجتماع. لكن من المرجح أن سبب الرفض ما قاله الباحث نخلة، وهو عدم ثقة الإمام في الدولة العثمانية، وعدم ثقته بإخلاص العشائر النجدية له، بعد انتصارات ابن رشيد المتكررة».
وبعد أن رفض الإمام عبد الرحمن عرض الدولة العثمانية، أراد أن يستقر في الكويت، لأنها كانت بعيدة، نسبياً، عن خطر خصمه، الأمير محمد بن رشيد، ولأنها أصبحت ملجأ لمن فرّ من أهل نجد عن بلدانهم، خاصة أهل القصيم؛ إذ إن علاقات النجديين التجارية بها، كانت قوية، حينذاك. ومن هنا؛ فإن وجود الإمام عبد الرحمن فيها، يتيح له فرصة الاطلاع على أحوال نجد، من خلال حركة تجارها، كما يتيح له فرصة الاتصال بمن فيها من المناوئين لابن رشيد. لكن محمد بن صباح، حاكم الكويت، اعتذر له عن السماح له بالإقامة فيها.
ويبدو أن سبب اعتذار محمد بن صباح للإمام عبد الرحمن، كان لأمرين: الأمر الأول أنه كان بإيعاز من العثمانيين، والأمر الثاني هو خوف أمير الكويت من محمد بن رشيد. فاختار عبد الرحمن البقاء في البادية، التي كان قد أقام فيها، قبل معركة حريملاء، والتنقل بينها وبين واحة يبرين، القريبة من الأحساء. ثم انتقل إلى قطر. فقد كتب الإمام عبد الرحمن إلى أميرها، جاسم بن ثاني، يصف ما هو فيه، فأجابه ابن ثاني مرَحّباً. وانتقل الجمع إلى قطر، ولحقت به أسرته، التي كانت في البحرين، ومكثوا فيها مدة شهرَين، وذلك من صفر إلى جمادى الأولى سنة 1310هـ - أغسطس إلى نوفمبر 1892م.
غير أن الدولة العثمانية، راجعت موقفها من الإمام عبد الرحمن، فأرادت أن تلبي طلبه بالذهاب إلى الكويت؛ فأرسل إليه متصرف الأحساء يستدعيه، فأجاب الدعوة، وقدم على المتصرف. وجرى الاتفاق على أن يقيم الإمام عبد الرحمن وأسرته في الكويت، وتدفع له الدولة العثمانية راتباً شهرياً، قدره ستون ليرة عثمانية.
أما سبب تغيير الدولة العثمانية لموقفها من الإمام عبد الرحمن بن فيصل بن تركي آل سعود، فهو أنها أدركت، آخر الأمر، أن وجوده في الكويت، يضمن لها مراقبة تحركاته، ويحول بينه وبين العمل مع بعض القبائل، التي يصعب على متصرفها في الأحساء والقطيف، أن يطاردها أو يحد من نشاطها. فاستقر الإمام عبد الرحمن، ومعه ابنه، عبد العزيز (الملك عبد العزيز، فيما بعد)، في الكويت عام 1310هـ - 1892م. ومنها خطا الأمير عبد العزيز بن عبد الرحمن الخطوة الأولى، لاسترداد ملك آبائه وأجداده.
وفي حائل، توفي محمد بن عبد الله بن رشيد، في 3 رجب 1315هـ - 29 نوفمبر 1897م ، الذي كانت له السيادة المطلقة في نجد، وتولى الحكم، من بعده، ابن أخيه، عبد العزيز بن متعب بن عبد الله بن رشيد، الذي كان جباراً مستبداً، لا يعرف غير إراقة الدماء، ومصادرة الأموال، والبطش، ونكث العهود. وأرهق هذا الحاكم الجديد أهل نجد، بالقتل والعسف وابتزاز الأموال، فسئموا حكمه وتمنوا الخلاص منه.

### تأسيس إمارة الرياض

الأمير عبد العزيز آل سعود وبجانبه الشيخ مبارك الصباح في الكويت عام 1910.

استفاد آل سعود كثيراً من إقامتهم في الكويت وقتذاك؛ فمنها بدأت تحركاتهم السياسية وغير السياسية، لاستعادة حكمهم الذي فقدوه. وكانت أواصر العلاقة الطيبة قد توطدت بين آل سعود والشيخ مبارك الصباح، خاصة علاقة هذا الشيخ بالفتى عبد العزيز بن عبد الرحمن بن فيصل آل سعود؛ فقيل إن الشيخ مبارك الصباح طوق الأمير الفتى بذراعيه، وحاول أن يستغل قدرات آل سعود وأمجادهم التاريخية في ضرب عدوه وخصمه ابن رشيد، خاصة بعد أن تخلص مبارك من أخويه محمد الصباح وجراح الصباح؛ فقد توتَّرت العلاقة بين مبارك الصباح وعبد العزيز ابن متعب بن رشيد، خاصة أن مبارك يساعد آل سعود الذين يقيمون في بلاده.
ومعروف أن تصادماً قد حدث بين جماعات آل رشيد وجماعات آل صباح، حتى إن غارات ابن رشيد وصلت إلى حدود العراق، وتصدى لها الشيخ سعدون باشا أبو عجيمي، رئيس قبائل المنتفق، الذي كان يؤيد موقف الشيخ مبارك ضد آل رشيد.
كانت إمارة الرياض ضمن عناصر قصر الحكم؛ حيث كانت نواتها وعناصرها، فقد كان لها أمير سابق يدعى الشيخ محمد بن سعد بن زيد، الذي كان له مكتب خارج القصر، قرب بوابة القصر الكبير، في نفس السوق القديم.

## تأسيس الدولة السعودية الثالثة

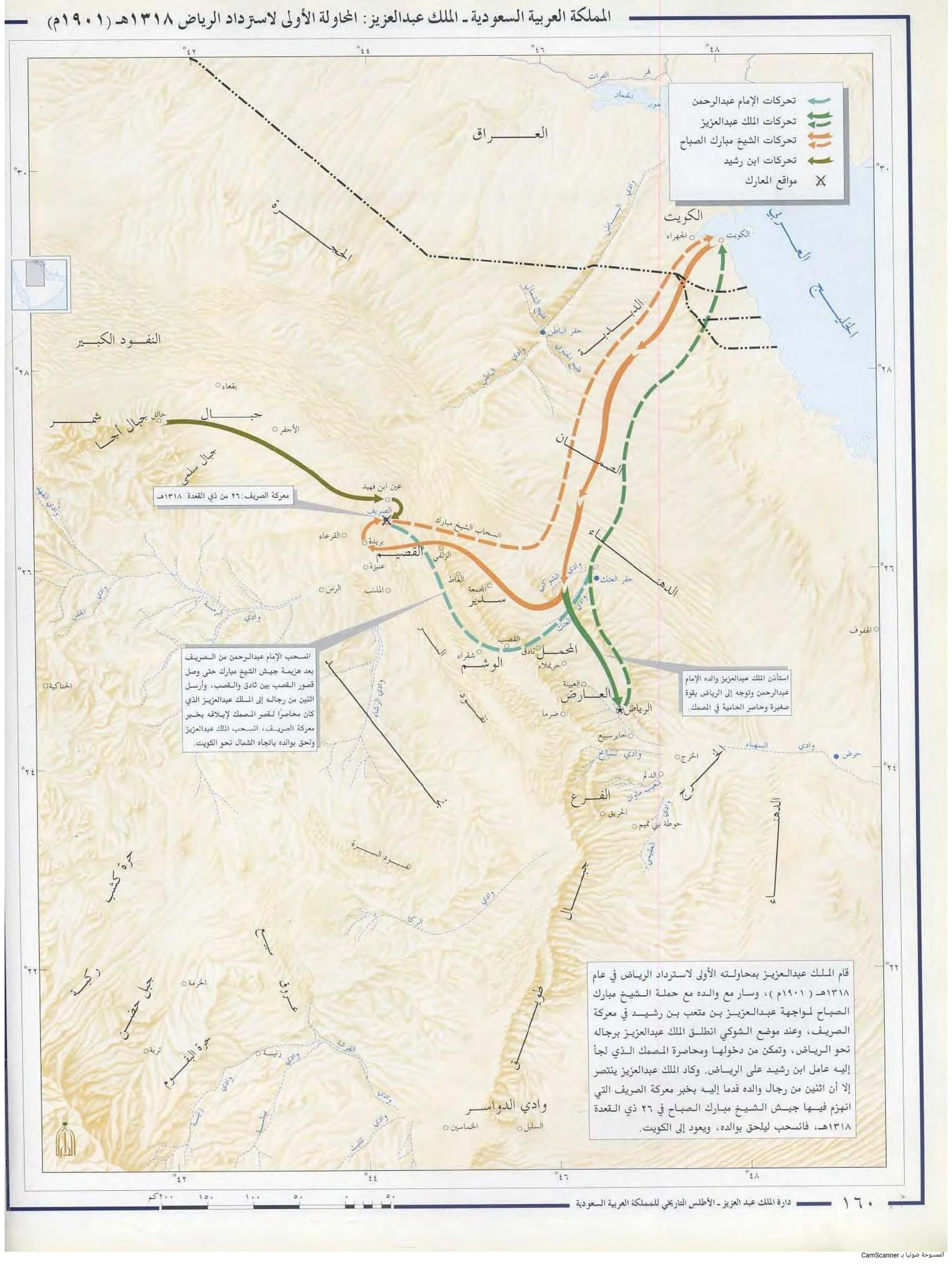
خط سير حملة مبارك الصباح إلى الصريف

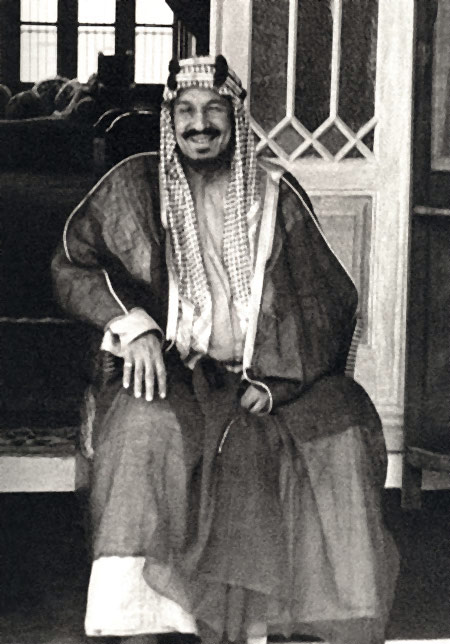
عبد العزيز بن عبد الرحمن

توجه الأمير عبد العزيز، من الكويت إلى (عوينة كنهر)، في طريقه إلى استرداد الرياض. 15 ربيع الآخر 1319هـ - يوليو 1901م.
وتشير المصادر التاريخية إلى أن الأمير عبد العزيز بن عبد الرحمن آل سعود، كان قد استأذن من الشيخ مبارك ووالده عبد الرحمن، بالتوجه صوب الرياض، ومحاولة الاستيلاء عليها واستردادها، فأذن له الشيخ مبارك ووالده عبد الرحمن، فتوجه إلى الرياض مع بعض قواته، فدخلها بغتة، فلجأت حاميتها إلى الحصن وتحرزت به، فحاصرها عبد العزيز قرابة أربعة أشهر، وقرر إرغامها على التسليم بهدم جانب من الحصن، ولكن هزيمة الشيخ مبارك ومن معه في الصريف جعلت عبد العزيز ينسحب، ويخلي الرياض، ويعود إلى الكويت. وقد أكسبته هذه المحاولة خبرة جديدة، وزادت معرفته بالرياض وأهلها، وعرف مدى استجابتهم لعودة حكم آل سعود، وكرههم لسيطرة آل رشيد[بحاجة لمصدر]، فأحيت في نفسه الآمال، وقوت رجاءه بربه في إمكان استعادة ملك آل سعود.
لقد عاد الأمير عبد العزيز، مرة أخرى، إلى الكويت، ليعيش مع والده فيها، مستفيدا من تجربته الأولى، ونجاحه النسبي في دخول الرياض، فبدأ يخطط لإعادة المحاولة. يقول أمين الريحاني في كتابه «تاريخ نجد الحديث»: «إن عبد العزيز، استمر محاصراً لقصر المصمك، مدة أربعة أشهر»؛ لقد جدد بقاؤه في الرياض هذه المدة، معرفته بتلك البلدة، سكاناً وأرضاً وتحصيناً، كما أظهره أمام الآخرين بمظهر القائد الكفء، ومكنه من تعرف أوضاعها، ومواقف الناس فيها، خاصة من لهم تعاطف مع آل سعود. وهذا كان له أكبر الأثر في تشجيعه على تكرار المحاولة، مرة أخرى. ومن هنا، جاء إلحاحه الشديد على أبيه، والشيخ مبارك بن صباح، بعد عودته إلى الكويت، في السماح له بأن يبدأ بالخروج من الكويت، قائداً لغزوات، وقد عارضه والده، في بداية الأمر. ولعل معارضة الإمام عبد الرحمن لابنه، عبد العزيز، مردها إلى أن التجارب المرة، التي واجهها الأب، وبخاصة ما حدث في معركة الصريف، جعلته يقتنع أن أي عمل عسكري، في تلك الفترة، قد يؤدي إلى نتائج وخيمة، لابنه وأسرته. إلا أن الأمير عبد العزيز، كان ينظر إلى ما جرى في الرياض على يديه هو، ولا ينظر إلى ما دار في الصريف، التي لم يحضرها. أمّا موقف الشيخ مبارك بن صباح، فقد كان مغايراً لما يراه الإمام عبد الرحمن؛ إذ رحب بفكرة الأمير عبد العزيز، وإن كان غير مقتنع بنجاحها؛ فإن مثل هذه المحاولة، ستشغل أمير حائل، عبد العزيز بن متعب الرشيد، عن مضايقة الكويت وتهديدها، مما يخفف الضغط عليها، إن لم يزله كليةً.

### الحشد للرياض
وسمحت الفرصة للأمير الشاب عبد العزيز بن عبد الرحمن بن فيصل آل سعود، وهو في الكويت، أن يخوض أولى تجاربه العسكرية؛ ففي الأشهر الأولى من عام 1318هـ - يونيه 1900م، قام شيخ الكويت، الشيخ مبارك بن صباح بحشد قواته، في منطقة الجهراء، استعداداً لمحاربة ابن رشيد. وكان الإمام عبد الرحمن بن فيصل، ضمن جيش الشيخ مبارك، يرافقه ابنه، عبد العزيز، في هذه الحملة. ووصل الجيش إلى مكان في نجد، يسمى «الشوكي»، على بعد مئة وستين ميلاً من الرياض، إلى جهة الشمال الشرقي منها. وفي ذلك المكان، فارق عبد العزيز جيش الشيخ مبارك، وسار على رأس قوة صغيرة، متجهاً إلى الرياض، أملاً في انتزاعها من عبد الرحمن بن ضبعان، الأمير المعين عليها من قبل ابن رشيد. وقد تمكن عبد العزيز من الوصول إلى الرياض، بعد يومَين فقط، ودخل الرياض دون صعوبة، ثم بدأ بحصار أميرها، الذي اعتصم بقصر المصمك. وعلى إثر هزيمة الشيخ مبارك في معركة الصريف، التي حدثت في 17 مارس 1901م، فك عبد العزيز الحصار المضروب على قصر المصمك، وغادر الرياض، قافلاً إلى الكويت. بعد حصول الأمير عبد العزيز على موافقة والده، وتأييد الشيخ مبارك بن صباح، خرج من الكويت، غازياً، في النصف الأول من عام 1319هـ - 1901م، بعد أن جهزه شيخها ببعض الأسلحة والمؤن والركائب. وبدأ الأمير عبد العزيز رحلته إلى الرياض، ومعه عدد من أقربائه ومؤيديه، يرجح أنهم لا يزيدون على الأربعين.
توجهوا عبر الإحساء نحو الجنوب إلى الربع الخالي، وفي الطريق اجتذب هذا الفصيل محاربين من قبائل العجمان وآل مرة وسبيع والسهول، وتحول الفصيل إلى قوات من عدة آلاف شخص، وأخذ عبد العزيز يغزو بهذه القوات القبائل المعادية، وقرى نجد التي ظلت موالية لآل الرشيد.
وكان الإمام عبد الرحمن، قد اجتمع بابنه، عبد العزيز، قبل خروجه من الكويت، وقال لـه: «تـرى يا عبد العزيز، ما قصدي، أن أقف في سبيل إقدامك، ولكن، كما ترى، موقفنا وحالنا، يقضيان باستعمال الحكمة في إدارة أمرنا؛ أمَا وقد عزمت، فأسألُ الله العون والظفر».
عندما علم ابن متعب بأعماله، بعث برسائل إلى السلطات العثمانية في بغداد والبصرة، طالبا إبعاد عبد العزيز عن الإحساء، ولما علم البدو بذلك تركوا الأمير الشاب، خشية بطش الأتراك، فظل عبد العزيز مع جماعته الأولى، التي لا يتجاوز عددها الأربعين شخصا. وأدرك عبد الرحمن أن أعمال ابنه تتحول إلى مغامرة خطرة، فطلب منه العودة إلى الكويت، والتخلي عن خطة الاستيلاء على الرياض، وأرغمت السلطات التركية في الإحساء فصيله على ترك المنطقة، وقضى عبد العزيز شهر رمضان في واحة يبرين، ويبدو أن ابن متعب لم يُعِر اهتماما كبيرا لهجمات الأمير الشاب، فكان ذلك مما أفاد عبد العزيز، وعلى إثر ذلك قرر عبد العزيز المجازفة مرة أخرى، رغم ممانعة أبيه. وفي 12 كانون الثاني (يناير) 1902 ظهر في أطراف عاصمة السعوديين السابقة.
وبعد أن أخذ قسطا من الراحة في واحة صغيرة، ترك فيها جماعة من أفراده من الإبل والخيل، وأوصاهم بالفرار إذا لم يعد في الفجر. أما الباقون فتوجهوا إلى أسوار المدينة، وفي ظلام الليل اجتاز المحاربون، وعلى رأسهم عبد العزيز سور المدينة في منطقة (الشمسية)، وتركوا احتياطيا عشرة رجال، وتوجهوا إلى صاحبهم جويسر، الذي كان يعيش قرب منزل الحاكم الشمري عجلان بن محمد. كان عجلان متزوجا سراً من إحدى نساء الرياض، وكان يأتيها نهارا، ويفضل قضاء الليل مع الحامية التي يوجد فيها زهاء 80 شخصا في حصن المصمك. أطعم جويسر عبد العزيز ورجاله، ثم تسللوا إلى منزل زوجة عجلان، ولم يجدوا عجلان فيه، ولكنهم حبسوا زوجته وامرأة أخرى في إحدى الغرف. واستدعى عبد العزيز شقيقه محمد مع الرجال العشرة، الذين تركهم وراء سور المدينة، واجتمع الفصيل كله في منزل عجلان، وقالت زوجته إنه يمكن أن يأتي إليها بعد صلاة الصبح، فقرروا الانتظار. وقد بلغ التوتر أوجه عند هذه الجماعة الصغيرة، التي يقودها عبد العزيز؛ فقد كانت تشعر تماما بالصيغة المغامرة لأعمالها.

### الطريق إلى الرياض

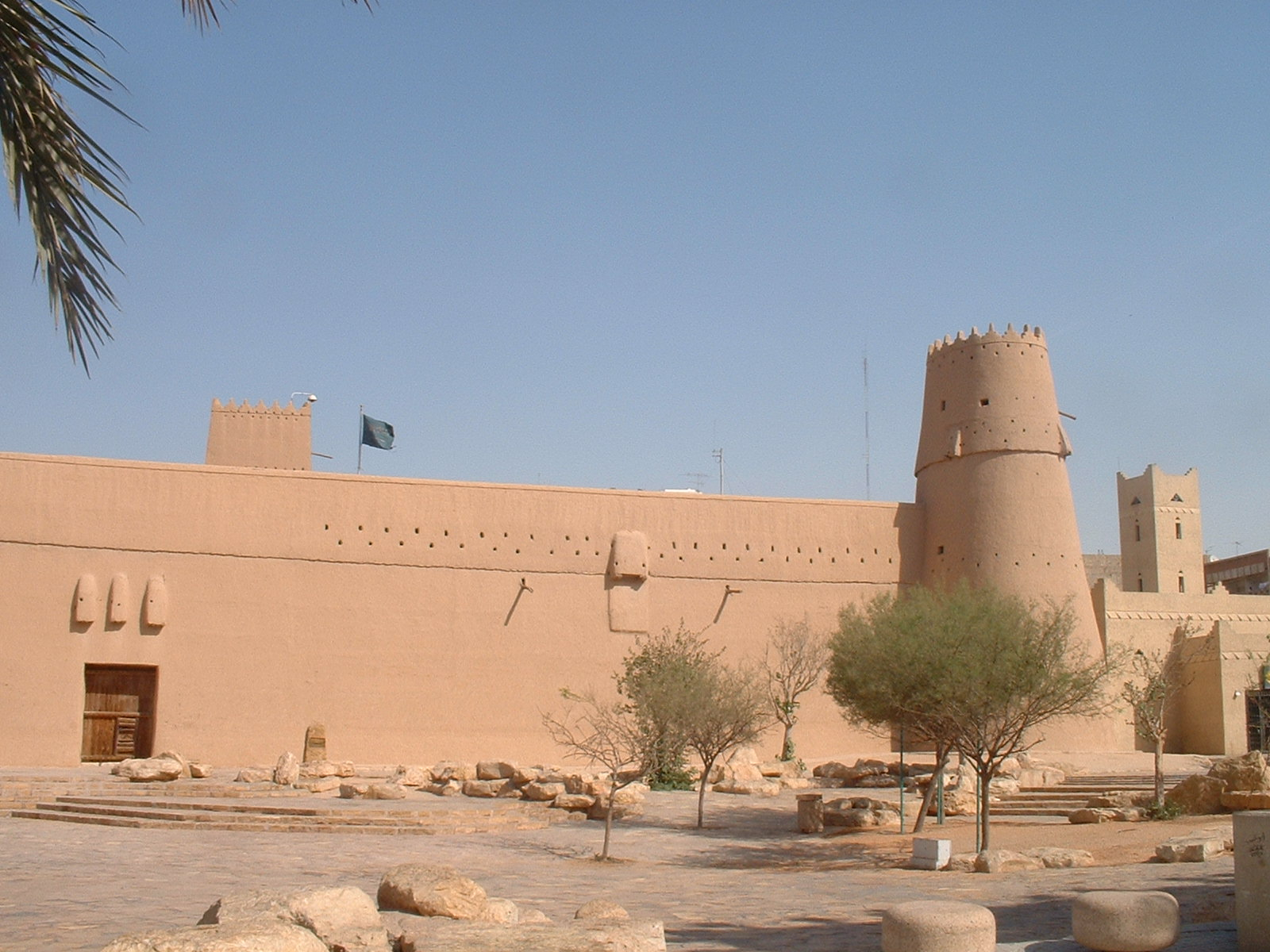
قصر المصمك بالرياض، 1993م.

تحرك عبد العزيز بن عبد الرحمن وأتباعه، الذين بلغ عددهم أربعين، وقيل ستين، رجلاً، في 21 رمضان سنة 1319هـ - 2 يناير 1902م، من واحة يبرين، قاصدين الرياض، وفي نيتهم شيء واحد، هو المغامرة باقتحام قصر المصمك، وهو مقر الحاكم.
خرج الأمير عبد العزيز بن عبد الرحمن آل سعود على رأس حملة صغيرة من ستين رجلاً، من أقاربه والمؤيدين لمشروعه الكبير، الرامي إلى إعادة ملك آل سعود، ليس في نجد فقط، وإنما في كل البلاد، التي كانت قبل ذلك تشكل جزءًا من أجزاء الدولتين السعوديتين الأولى والثانية.
اتجه الأمير عبد العزيز بن عبد الرحمن بن فيصل آل سعود ومن معه صوب الرياض، وأقام وقوته الصغيرة فترة قصيرة في يبرين، وهي واحة في الجافورة، على أطراف الربع الخالي، في رجب عام 1319هـ، الموافق أكتوبر 1901م. وكان الأمير عبد العزيز بن عبد الرحمن بن فيصل آل سعود قد وضع خطة عسكرية لدخول الرياض واستردادها من قوات ابن رشيد؛ فقد وضع نصب عينيه ألا يلتقي مواجهة مع قوات ابن رشيد التي تفوق قواته عدداً وعتاداً وتدريباً، وقرر أن يكون تزود قواته من البلدان والقرى التي يمر بها، أو يصل بالقرب منها؛ لأن قواته قليلة العدد من جهة، وليس لديها وسائل نقل كافية من الإبل، لحمل الزاد الكثير والمعدات والعتاد، ولو فعل ذلك لربما انكشف أمره لابن رشيد. واعتمدت خطة عبد العزيز على أسلوب المباغتة في الحرب، وعلى عنصر السرعة في الأداء، بالإضافة إلى التحرك في الليل وقت النوم، والاختفاء وقت النهار، حتى لاينكشف أمره، فتضيع الفرصة الذهبية منه. وقد بقي متخفياً، حتى 20 رمضان 1319هـ - 1 يناير 1902م، حتى انطلق من الجافورة في 21 رمضان 1319هـ - 2 يناير 1902م، إلى «أبي الجفان»، ووصل إليها في 29 رمضان 1319هـ - 10 يناير 1902م، ثم وصل الأمير عبد العزيز إلى ضلع الشقيب، على مقربة من الرياض، في 4 شوال 1319هـ / 14 يناير 1902م، وقسم قواته، استعداداً لاقتحام الرياض.
بدأ عبد العزيز رحلة العودة إلى الرياض، مزوداً بالكثير من الدعوات والعزيمة، وقليل مما من سواهما، تاركاً أول أبنائه، تركياً، رضيعاً في الكويت؛ فاتجه عبد العزيز إلى الصحراء القريبة من الأحساء، وكانت خطته ترمي أولاً إلى ضرب العشائر المعادية لأبيه، والموالية لابن رشيد، في محاولة منه لإقناع القبائل، الصديقة والمحايدة، بالانضمام إليه. وقد أثمرت تلك الخطة؛ فانضم إليه عدد لا بأس به من المحاربين، من قبائل مختلفة؛ مثل العجمان وسُبيع والسهول وآل مرة، حتى وصل عدد أتباعه إلى حوالي ألف راكب ذلول، وأربعمائة خيال. وقام عبد العزيز ببعض الغارات الموفقة، على بعض العشائر في نجد، ثم عاد إلى أطراف الأحساء، التي كان يمون جيشه الصغير منها. ولئن زادت هذه الغارات من عدد أتباع عبد العزيز، من طالبي الكسب، فإنها لفتت نظر الأمير عبد العزيز بن متعب بن رشيد، أمير حائل، إلى خطر هذا الوضع، الأمر الذي جعله يطلب من العثمانيين طرد عبد العزيز وأتباعه من نواحي الأحساء. وقد فعلت الدولة العثمانية ما أراده ابن رشيد، ومنعت عبد العزيز من التمون من الأحساء. وقد أدى هذا الإجراء العثماني إلى تفرق أتباعه من البدو، وجعله في موقف صعب؛ فبقي عبد العزيز في الصحراء، بلا تموين، ومع قليل من الأتباع؛ إذ تخلى عنه كل من انضم إليه، طالباً للكسب، بعدما أدركوا ما سيتعرضون له من عقوبات اقتصادية عثمانية، من جراء انضمامهم إلى جيشه، فتوجه بأتباعه إلى منطقة يبرين، الواقعة بين قطر والربع الخالي، ليرسم خططه المستقبلية، بتمعن ورَوِيَّة.
وكانت الدولة العثمانية قد اتخذت إجراء آخر، ضد الإمام عبد الرحمن؛ إذ قطعت معاشه، الذي كان يتقاضاه، أثناء إقامته في الكويت، فتكالبت هذه المشاكل على عبد العزيز، وهو في واحة يبرين.
وقد حاول الإمام عبد الرحمن أن يقنع ابنه عبد العزيز، بعد أن رأى انفضاض القبائل من حوله، بالعودة إلى الكويت، وعدم الاستمرار في محاولته العسكرية، ولكن ما حل بعبد العزيز لم يزده إلا طموحاً وتصميماً على مواصلة جهوده؛ فجمع رجاله، الذين بقوا معه في الصحراء، وقرأ عليهم رسالة والده، التي يدعوهم فيها إلى العودة، وقال لهم: «أنتم أحرار فيما تختارونه، أما أنا فلن أعرض نفسي لأكون موضع سخرية في أزقة الكويت». وقال: «من أراد الراحة، ولقاء أهله، والنوم والشبع، فإلى يساري»، فتواثب أتباعه المخلصون إلى يمينه، وصاحوا مقسمين على أن يصحبوه إلى النهاية، فالتفت الشاب عبد العزيز إلى رسول والده، الذي كان حاضراً، وقال له: «سلم على الإمام، واسأله أن يدعو لنا، وموعدنا في الرياض إن شاء الله». عندها؛ رأى الأمير عبد العزيز، أن الأسلوب الذي اتبعه لم يُجْدِه نفعاً، وأنه لابدّ من عمل جريء، مفاجئ، يحدث صدى بعيداً في المنطقة كلها.

### استعادة الرياض

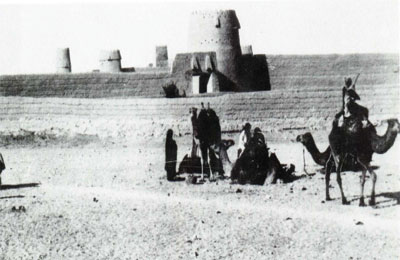
سور الرياض القديم مع بعض أهل البادية

أصبحت الرياض قاعدة للحكم آل سعود، بعد أن اتخذها الإمام تركي بن عبد الله آل سعود عاصمة له، سنة 1240هـ - 1824م ، بدلاً من الدرعية. واستمرت عاصمة الدولة السعودية الثانية، إلى سقوطها، سنة 1309هـ- 1891م ، لتصبح، بعد ذلك، واحدة من البلدان، التي تخضع لحكم ابن رشيد في نجد. ولكن الرياض لها تاريخها العريق في أذهان الناس، خاصة في نجد، لكونها قاعدة للحكم السعودي، ورمزاً لشرعية ذلك الحكم. ولهذا قرر عبد العزيز أن يهاجمها، يشجعه على ذلك تأييد أهلها له ولأسرته، ولرغبتهم في التخلص من حكم ابن رشيد، الذي سامهم سوء العذاب، بعد محاولة عبد العزيز الأولى، لاسترداد البلدة.

#### خطة الهجوم
واصل عبد العزيز بن عبد الرحمن، ورفاقه، السير الحثيث، يستريحون نهاراً، ويسيرون ليلاً، حتى بلغوا مكاناً يقال له «الشقيب»، من ضواحي الرياض، في 5 شوال 1319هـ - 15 يناير 1902م. وقرب الرياض؛ وضع عبد العزيز بن عبد الرحمن بن فيصل آل سعود خطة للهجوم، فقسم قواته إلى ثلاث مجموعات:

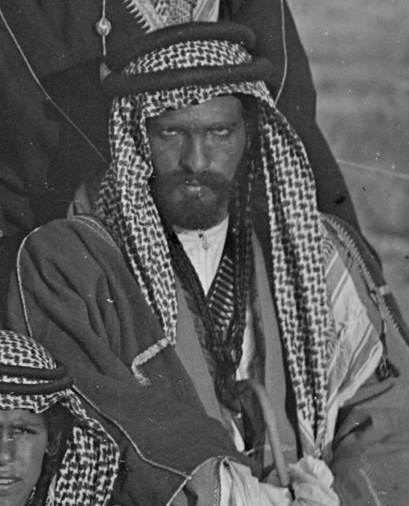
محمد بن عبدالرحمن قائد المجموعة الثانية المكونة من ثلاتة وثلاثين رجلا"، في معركة فتح الرياض 1319هـ- 1902م

1. المجموعة الأولى: قوة احتياطية من عشرين رجلاً، تكون على مسافة قريبة من مركز الرياض أو الحصن أو القلعة، التي تقيم فيها حامية ابن رشيد، بقيادة عجلان عامل الأمير عبد العزيز بن متعب آل رشيد؛ ترابط عند الإبل حتى الصباح، وتكون احتياطياً، خارج الرياض. وأمرت بالبقاء في مكانها، فإذا حل الصباح، ولم يصلها خبر من الأمير عبد العزيز، فعلى أفرادها أن ينجوا بأنفسهم؛ إذ قد يكون عبد العزيز وأتباعه قد قتلوا. وإذا تحقق لهم الظفر، واستولوا على البلدة، فسيأتيهم رسول من قبله، يلوح لهم بثوبه، إشارة لهم، يعرفونها، للحاق به.
2. المجموعة الثانية: تتكون من ثلاثين رجلاً، بقيادة أخيه، محمد بن عبدالرحمن، فعليها أن تختبئ في إحدى المزارع، خارج أسوار الرياض، حتى تصلها الأوامر من عبد العزيز، ومهمتها حماية ظهور المجموعة الثالثة.
3. المجموعة الثالثة: قوامها عشرة رجال، وهي رأس الحربة لقوات آل سعود؛ يقودهم الأمير عبد العزيز، مهمتها دخول الرياض. وقد كان لقلة أفراد المجموعة، التي كانت بقيادة عبد العزيز أثرها في سهولة دخول المدينة، في ظلام الليل. واستطاعت هذه القوة بقيادة عبد العزيز أن تتسلق السور في الظلام، وأن يدخلوا بيتاً مجاوراً لبيت عامل لابن الرشيد، وهو عجلان بن محمد؛ فتسلق عبد العزيز ورفاقه إلى بيت عجلان، ولكنهم لم يجدوه فيه. وقد أخبرتهم زوجته أنه نائم في الحصن بالمصمك عند الحامية، عند رجال حامية ابن رشيد، وأنه لا يأتي من ذلك القصر إلى بيته، إلا بعد طلوع الشمس، وذلك لعدم اطمئنانه إلى الأوضاع المحيطة به، فنصبوا كميناً على مقربة من باب الحصن، منتظرين عجلان؛ فانتظر الجميع خروجه من قصر المصمك، وفي هذه الأثناء، أرسل عبد العزيز إلى أخيه محمد ورفاقه، الذين بقوا خارج السور، فانضموا إليهم وتكاملوا داخل بيت عجلان.

حل صباح 15 يناير 1902، وخرج عجلان بن محمد من قصر المصمك، بعد شروق الشمس، ومعه عدة رجال، أطلق عليه عبد العزيز النار من بندقيته، فلم يقتله. ثم تتابع الرصاص من الباقين، صائحين صيحة، ملأت البلد: (أهل العوجا.. أهل العوجا) وتعقبوا عجلان ورجاله. وتمكن عبد العزيز من إمساك رِجل، عجلان، وهو يحاول العودة إلى القصر، وقد أدخل يديه ورأسه في فتحة باب القصر (الجوخة)، فرفس عبد العزيز، وأفلت من يديه. فازدحم عبد العزيز ورفاقه، عند باب القصر، والحامية تصب رصاصها عليهم. ودخل عبد الله بن جلوي القصر، في إثر عجلان، فأدركه جريحاً في مسجد القصر، فأجهز عليه برصاصة من بندقيته. وقُتل عدد من أتباعه. وتتابع رجال عبد العزيز في دخول القصر، فاضطر باقي رجال الحماية إلى الاستسلام. ونودي، في الرياض، أنَّ الحكم لله، ثم لعبد العزيز بن عبد الرحمن آل سعود.
وبعد انتهاء معركة القصر، تتبع عبد العزيز رجال ابن رشيد، الذين كانوا خارج القصروقتلهم. وخرج فهد بن جلوي، على جواد من خيل عجلان، وذهب إلى الرجال، الذين أبقوهم عند الرواحل، وأدخلهم البلدة.
لقد استفاد رجال عبد العزيز من عنصر المباغتة فانتقموا من الحامية الشمرية الموجودة في الحصن، ثم قتلوا من كان في المدينة. وأطلق سراح عشرين من الشمريين بكلمة شرف بعد أن اعتصموا في البرج. وكانت خسائرُ الأمير الشاب قتيلين وثلاثة جرحى، لاغيرُ. وكان انتصاره الرائع غير المتوقع قد خلب ألباب أهالي نجد بالطبع، وفيما بعد صار الشعراء والرواة يتغنون به في روايات وقصائد كثيرة. وأقسم أهل الرياض يمين الولاء لعبد العزيز الذي بدأ على الفور يُحصِّن أسوار المدينة. وعندما علم ابن متعب بنبأ سقوط الرياض استولى عليه الهيجان وأقسم أن يثأر من أعدائه التقليديين، فنزح من الفرات الأوسط إلى حائل، ليجمع العساكر، ويتوجه إلى الرياض، إلا أن الاستعدادات استغرقت عدة أشهر.
وبذلك خطا عبد العزيز بن عبد الرحمن بن فيصل آل سعود خطوته الأولى، لاستعادة حكم آبائه وأجداده، ومن ثم، توحيد معظم أجزاء شبه الجزيرة العربية. وفي ذلك التاريخ، 5 شوال 1319هـ - 15 يناير 1902م، بدأت الدولة السعودية الثالثة.

#### مبايعة الرياض

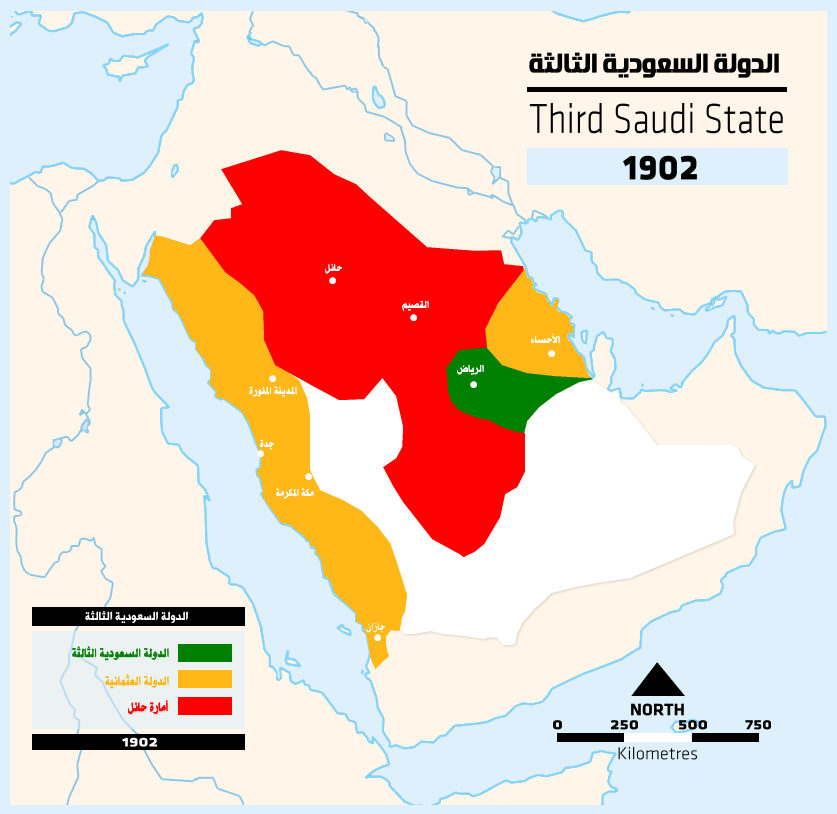
الرياض عاصمة الدولة السعودية الثالثة -1902

اندفع سكان الرياض إلى مبايعة حاكمهم الجديد، الذي أعاد الحق إلى أصحابه. ولم ينس الابن أباه؛ فأرسل عبد العزيز رفيقه، ناصر بن سعود، ليبشر الإمام عبد الرحمن، والشيخ مباركاً، في الكويت، بفتح الرياض ويطلب المدد، وفي الوقت نفسه شرع يحصن الرياض، وتمكن بمساعدة أهلها من بناء سور حصين للعاصمة، في أربعين يوماً، وكان ابن رشيد قد هدمه، على إثر معركة حريملاء، عام 1308هـ. وبناء على طلبه؛ أمده والده والشيخ مبارك الصباح، بسبعين رجلاً وذخيرة، تحت قيادة أخيه، سعد بن عبد الرحمن الفيصل.
وكان الأمير عبد العزيز بن متعب بن رشيد، في تلك الأثناء، في حفر الباطن، يفاوض العثمانيين، ليساعدوه على احتلال الكويت. ولما وصله خبر دخول عبد العزيز بن سعود الرياض، لم يهتم كثيراً، واستهان بأمره، قائلاً لرجاله: «لا يهمكم أمره؛ فهو أرنب محجورة، ومتى ما فرغنا من مهمتنا، التي جئنا إلى هنا من أجلها، أتيناه في عقر داره، وقتلناه وجميع من معه». وأقام في حفر الباطن أربعة أشهر، بعد فتح الرياض، يفاوض الأتراك، ويمني نفسه بقتل ابن سعود، واستعادة الرياض، واحتلال الكويت معاً. وبعد أن لمس تقاعس الأتراك ومماطلتهم، تشاور مع رجاله، واستقر رأيه على التوجه إلى عاصمته، في حائل، وتجهيز جيش كبير، لغزو الرياض.
وفي الصباح خرج عجلان من الحصن وفوجئ بهجوم مباغت من عبد العزيز بن عبد الرحمن بن فيصل آل سعود، فحاول الهرب داخل قصر المصمك فرماه الأمير عبد الله بن جلوي آل سعود بضربة قاتلة، وعلى إثر ذلك استسلمت الحامية، ونادى المنادي بأن الملك للّه ثم لعبد العزيز آل سعود. وبايع أهل الرياض الأمير عبد العزيز آل سعود بالحكم، وقد تم ذلك في يوم 5 شوال عام 1319هـ، الموافق 15 يناير 1902م.
ويعد نجاح هذه المحاولة بداية حقيقية لتأسيس الدولة السعودية الثالثة (الحديثة)، ومنها تبدأ عملية توحيد البلاد في إطار دولة سعودية حديثة تعيد المناطق والأقاليم التي كانت تابعه للدولة السعودية الأولى والثانية. لقد كانت هذه المحاولة محاولة جادة وصعبة جداً، وهي مغامرة يحسب لها كل حساب لأن نجاحها غير مضمون ولامتوقع. ولذا وصفها الكاتب كنث وليمز بأنها طريقة تدل على براعة فائقة وحذق مدهش. ويصفها فؤاد حمزة بأنها من أروع قصص البطولة وأعظمها شأنًا وأجلها قدراً. ويصفها حافظ وهبة بأنها قصة تشبه قصص أبطال اليونان، وترينا عظم الأخطار التي أحاطت بابن سعود.

## توحيد بلاد نجد

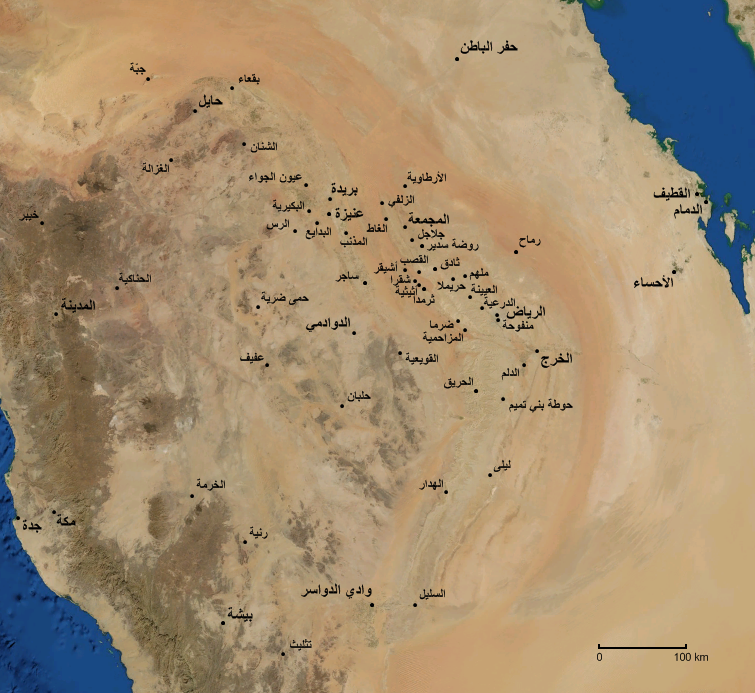
خريطة تبين بعض أهم المدن والقرى والهجر الواقعة على هضبة نجد، بالإضافة إلى بعض الحواضر والمدن المجاورة.

بدأ عبد العزيز آل سعود يوجه اهتمامه إلى مناطق جنوب الرياض، خاصة أن هذه المناطق كانت تكن ولاءً لآل سعود، وهي تلك المناطق التي ظلت تشكل ملاذًا آمنًا لآل سعود وآل الشيخ، يوم أن كانت تداهمهم الحملات العثمانية المصرية الموجهة ضدهم. وهم أيضًا الذين قاتلوا إسماعيل بيك وخالد بن سعود بالفؤوس، عندما قررا تأديبهم والانتقام منهم؛ لأنهم يؤوون آل سعود وآل الشيخ وأتباعهم.
قرر عبد العزيز بن عبد الرحمن بن فيصل آل سعود تأمين خطوطه الدفاعية، لينطلق بعد ذلك للهجوم على عدوه ابن رشيد؛ فأراد توحيد مناطق الجنوب مع المركز (الرياض)، ليضمن قيام جبهة قوية تدعم موقفه وتقويه ضد آل رشيد، الذين مازالوا يسيطرون على معظم مناطق نجد. وقد التقى عبد العزيز آل سعود بقوات عبد العزيز بن متعب آل رشيد في بلدة الدلم قرب بلدة الخرج، وكان النصر فيها حليف عبد العزيز بن عبد الرحمن بن فيصل آل سعود وقواته. وقد مهد هذا النصر الطريق أمام عودة جميع البلدان والقرى الواقعة إلى الجنوب من الرياض إلى الدولة السعودية الثالثة، وبالفعل؛ فقد دانت له تلك المناطق بولائها وتأييدها لمشروعه التوحيدي، الذي سيقضي على الفوضى والاضطراب الذي ساد البلاد، أثناء غياب الدولة السعودية. وهكذا توسعت رقعة الدولة السعودية الثالثة، وزاد عدد أتباعها، وازدادت مع هذا كله اقتصاديات الدولة الناشئة، فقوي بذلك كل من كيانها وسيادتها.
وبعدما تمكن من بسط سلطانه على المناطق الواقعة جنوب الرياض، وجه عبد العزيز بن عبد الرحمن بن فيصل آل سعود جهوده التوحيدية صوب مناطق شمالي الرياض، كي يدعم كيان دولته، ويبعد قوة ابن رشيد وتأثيره عن المناطق التي وحدها إلى الدولة السعودية الثالثة؛ فدخل بلدة شقراء، أكبر بلدان الوشم، ثم ثرمداء، ويكون بذلك قد وحد إقليم الوشم مع مناطق دولته، بعد مناوشات مع قوات ابن رشيد، لم تصل إلى حد المعارك والوقعات الفاصلة أو الحاسمة.

### توسع تدريجي
شرع عبد العزيز آل سعود في توحيد مناطق نجد تدريجياً؛ فبدأ في الفترة (1320هـ ـ 1321هـ - 1902 ـ 1903م) بتوحيد المناطق الواقعة جنوب الرياض، بعد انتصاره على ابن رشيد في بلدة الدلم، القريبة من الخرج، فدانت له كل بلدان الجنوب: الخرج والحريق والحوطة والأفلاج وبلدان وادي الدواسر.
ثم توجه إلى منطقة الوشم وحارب ابن رشيد وانتصر عليه، ودخل بلدة شقراء، ثم واصل زحفه صوب بلدة ثادق في صفر 1320هـ - مايو 1902م فدخلها أيضاً، ثم توجه إلى منطقة سدير ودخل بلدة المجمعة، وبهذا الجهد العسكري تمكن عبد العزيز آل سعود من توحيد مناطق: الوشم والمحمل وسدير، وضمها إلى بوتقة الدولة السعودية الحديثة.
استمر عبد العزيز بن عبد الرحمن بن فيصل آل سعود في زحفه باتجاه منطقة سدير، واستطاع إعادة معظم بلدان المنطقة وقراها إلى الدولة السعودية، عدا المجمعة ـ قاعدة الإقليم ـ فقد استعصت عليه لبعض الوقت؛ حيث كانت مقر حاكم المنطقة من قبل آل رشيد، ثم انضوت تحت لوائه. وهكذا نلحظ أن الدولة السعودية الثالثة أخذت تتوسع تدريجياً في المناطق النجدية، الواقعة شمالي الرياض، أو في المناطق المعروفة بوسط نجد. وأصبحت الدولة السعودية الثالثة في حدودها الحالية تتاخم حدود منطقة القصيم، التي كانت لم تزل تحت سيادة ابن رشيد. وبناءً عليه؛ فإن عبد العزيز آل سعود أخذ يضع الخطط العسكرية لضمِّ منطقة القصيم إلى دولته، كي يتمكن بذلك من توسيع حدود دولته من جهة، وتوفير المقومات الاقتصادية الضرورية للدولة من جهة أخرى، ومعروف أن القصيم منطقة زراعية ممتازة، وفيها مراكز تجارية مشهورة، وهي منطقة مهمة أيضا لأن قوافل التجارة والحجيج تمر بها. وهكذا يكون عبد العزيز آل سعود قد وحّد المناطق الواقعة شمال الرياض وجنوبها في مدة لاتتجاوز السنتين فقط، من دخوله الرياض، عاصمة دولته، وهي مدة قصيرة فعلاً، وهذا إن دل على شيء فإنما يدل على أن ولاء تلك المناطق لآل سعود كان ولاءً كاملاً ومتأصلاً، وبالمقابل؛ فإن الكثير من أهالي تلك البلدان لم يكونوا راضين عن أسلوب حكم عبد العزيز بن متعب آل رشيد، فبدءوا يتطلعون إلى الخلاص من حكمه، ووجدوا في ظهور القوة السعودية بقيادة عبد العزيز بن عبد الرحمن بن فيصل آل سعود فرصة مناسبة لذلك.

#### ضم أقليم العارض
باستعادة الرياض، وضع عبد العزيز اللبنة الأولى في بناء الدولة، وخطا أول خطوة على طريق الوحدة الوطنية، ومرحلة التوحيد. وتعد مرحلة ما بعد استرداد الرياض، أهم المراحل في تاريخ عبد العزيز؛ إذ قضى أكثر من عشرين عاماً في معارك وحروب، على أكثر من جبهة، واجهته خلالها الكثير من المشاكل والمصاعب، ولكنه استطاع أن يتغلب عليها، بكرمه وحكمته وشجاعته.
وقد أدرك الأمير عبد العزيز، أنه لا بدّ من الإسراع في التوسع، وكسب الأنصار؛ فاتجه إلى المناطق الواقعة جنوب الرياض، لبعدها الجغرافي عن مركز حكم ابن رشيد في حائل، كما أنه كان يدرك ما له ولأسرته من مؤيدين وأنصار في تلك المناطق. واستطاع، في أقلّ من ستة أشهر، أن يضم إلى حكمه المناطق الواقعة جنوبي نجد، بين الرياض والربع الخالي، بما فيها الخرج، والحريق، والحوطة، والأفلاج، ووادي الدواسر، ويعين عليها أمراء من قبله، ويخصص لها قوات من رجاله.
وبعد هذه الانتصارات المشجعة، وجه الأمير عبد العزيز أنظاره إلى عالية نجد، في الغرب؛ فقام بهجمات موفقة على تلك المنطقة، فاستطاع أن يضمها إلى حكمه.
وبعد أن استعاد الأمير عبد العزيز المناطق الواقعة جنوب الرياض وغربها، أرسل إلى والده يستدعيه من الكويت، فقدم الإمام عبد الرحمن، وخرج الابن ورجاله لاستقباله على مسيرة ثلاثة أيام من الرياض. وهكذا، عاد الإمام عبد الرحمن إلى عاصمة حكم آل سعود، بعد غياب دام إحدى عشرة سنة. وقد قام الأمير عبد العزيز يتنازل لوالده عن الإمارة، بقوله: «الإمارة لكم. وأنا جندي في خدمتكم»، ولكن الأب لم يوافق على ذلك، بل جمع العلماء، وأخبرهم بتنازله عن الإمارة لابنه، الذي قبل التكليف، بشرط أن يكون الإشراف لوالده، فيما يقصد به خير البلاد.
وفي اجتماع عام، حضره علماء الرياض وكبراؤها، تمت البيعة لعبد العزيز، في باحة المسجد الكبير، في العاصمة السعودية، بعد صلاة الجمعة. وأعلن الإمام عبد الرحمن تنازله عن حقوقه في الإمارة، لكبير أبنائه، عبد العزيز، وكان ذلك سنة 1320هـ - 1902م.
أزعجت انتصارات الأمير عبد العزيز بن عبد الرحمن آل سعود، في جنوب الرياض وغربها، خصمه اللدود، الأمير عبد العزيز بن متعب بن رشيد؛ فخرج من حائل، في شهر ربيع الأول سنة 1320هـ - يونيه 1902م، ومعه قواته من حاضرة جبل شمر وباديته، واستنفر أتباعه في القصيم والوشم وسدير والمحمل والشعيب. ووصل بالجميع إلى رَغَبة، إحدى بلدان المحمل، وأقام بها شهرَين. تقدم، بعد ذلك، إلى الحسي، شمال الرياض. ثم أمر بادية قحطان بالنزول قرب بلدة ضرما. كما أرسل إلى هناك، أيضاً، سالم بن سبهان، ومعه أتباع له من أهل القصيم. وبعث سعداً الحازمي، لكي يستنهض القبائل المجاورة للأحساء، من العجمان وآل مرة. ولكنه فشل في مهمته؛ إذ كان الأمير عبد العزيز آل سعود، قد أرسل أخاه محمداً، وعبد الله بن جلوي، إلى تلك القبائل، فتمكنا من الحصول على تأييدها. ثم خطر لابن رشيد، أن يتحرك جهة الحفر، ليقطع عن ابن سعود التموين، الذي يأتي من الكويت.
أما الأمير عبد العزيز بن سعود، فقد استعد لأول لقاء عسكري مباشر مع خصمه، عبد العزيز بن رشيد؛ فبعد أن حصن الرياض خرج منها، تاركاً فيها حوالي ألف مسلح، مع والده الإمام عبد الرحمن للدفاع عنها، وتوجه أولاً إلى جنوب الرياض، إلى حوطة بني تميم، ليستنهض أهلها، وبعث أخاه سعداً إلى بلدة الحريق، مستنجداً بأهلها، وجعل عبد الله بن جلوي يرابط بقوات في «عليّة»، التي تقع بين البلدتَين المذكورتَين. كما رابطت سرية من قواته، بقيادة السديري، في الدلم.
ولما علم ابن رشيد بخروج الأمير عبد العزيز بن سعود إلى الجنوب، أسرع إلى الرياض، ظناً منه أن خلافاً قد حصل بين الأمير عبد العزيز ووالده، ليفاجأ بحصانة البلدة ومناعتها، فتركها وتوجه إلى الخرج، لملاقاة عبد العزيز بن سعود. ونزل ابن رشيد، مع أربعة آلاف من مقاتليه، في بلدة نعجان، وكان يرابط، بالقرب منها، قوات الأمير السعودي، في بلدة الدلم، بقيادة السديري. وكان معظم جيش الأمير عبد العزيز بن سعود، مكوناً من أهالي بلدتَي الحوطة والحريق، وبلغ عددهم ألفَي مقاتل. ووصلته أخبار مجيء عبد العزيز بن رشيد، بجيشه، إلى نعجان، وهو لايزال في الحوطة، فتقدم ودخل بلدة الدلم ليلاً، من دون علم خصمه. ولما هاجمت قوات ابن رشيد الدلم، فوجئت بالمقاومة العنيفة، واندحرت عنها، فأدرك عندها أن الأمير عبد العزيز بن سعود وراء هذه المقاومة. واستمرت المناوشات بين الطرفَين مدة شهر ونصف؛ صمدت فيها قوات ابن سعود، على الرغم من معاناتها نقصاً في الرجال والعتاد، واضطر ابن رشيد إلى الانسحاب والعودة إلى نعجان، بعد أن لمس قدرة عدوه على الصمود، وتعقبه ابن سعود إلى السلمية، ووقعت بينهما اشتباكات غير حاسمة، وحينما أيقن ابن رشيد، أن لا قدرة له على مواجهة خصمه انسحب ليلاً، تاركاً نيران معسكره موقدة لتمويه انسحابه، وتوجه نحو شمال نجد. وتُعَدُّ موقعة الدلم، أو «السلمية»، أول مواجهة بين الخصمَين: ابن سعود وابن رشيد، وقد عدت نتيجتها انتصاراً لابن سعود.

#### معركة الدلم
نجح عبد العزيز آل سعود في ربيع الأول 1320هـ-يونيو 1902م في إنهاك جيش ابن رشيد، بالمناورة والتحرك السريع في كل الاتجاهات، ما أوقع ابن رشيد في أزمات على جميع الأصعدة، مما أنهك قواه، وبالتالي أنزل به هزيمة في السليمة، فرحل ابن رشيد لعدم قدرته على مواجهة الهجمات التي كان يقوم بها عبد العزيز إلى الشمال. هذا الانتصار حفز الملك عبد العزيز إلى توسيع استراتيجيته، وهي الانتقال من مرحلة الدفاع إلى مرحلة الهجوم، وقد أخذ بهذه الاستراتيجية بعد أزمة العلاقات بين ابن رشيد وأمير الكويت، التي أدت بابن رشيد إلى محاصرة الكويت؛ فاستنجد الشيخ مبارك الصباح بالملك عبد العزيز، فسار إليه على رأس جيش كبير، ولكنهما لم يلتحما مع ابن رشيد الذي لجأ إلى المناورة، والزحف إلى الرياض التي صمدت لهجومه.
وقد كان هذا الانتصار مشجعاً لأهالي المناطق، الواقعة شمال الرياض، على التمرد على ابن رشيد، ما سهل على الأمير عبد العزيز بن سعود ضمها إلى حكمه؛ فانتفضت شقراء ضد أميرها من قبل ابن رشيد، عبد الله الصويغ، وأخرجته إلى ثرمداء، وأعلنوا ولاءهم للرياض. وعلى الرغم من انتفاضة الشقراء، حاول عبد العزيز بن رشيد، أن يستميل أهلها ولكنه لم يفلح، فلجأ إلى إخضاعها بالقوة، وحاصرها، ومع ذلك لم يتمكن من دخولها، فرحل عنها إلى الغاط.
وعلى إثر هزيمة ابن رشيد؛ توجه الأمير عبد العزيز بن سعود إلى شقراء ودخلها فاتحا، ثم بعث سرية إلى ثرمداء، بقيادة عبد الله بن جلوي، سيطرت عليها. كما نجحت سرية أخرى أرسلت إلى روضة سدير، بقيادة أحمد السديري، خال الأمير عبد العزيز، في السيطرة عليها، وأخرجت حامية ابن رشيد منها. وتوالى دخول بلدان سدير تحت حكم آل سعود، إلاّ المجمعة، قاعدة ذاك الإقليم؛ فقد بقيت تابعة لابن رشيد وموالية له.
وبحلول شهر ربيع الأول من سنة 1321هـ - يونيو 1903م، كان الأمير عبد العزيز آل سعود، قد تمكن من توحيد أقاليم الوشم، وسدير، والمحمل، والشعيب. وقد كانت الأعمال العسكرية في تلك المناطق، موجهة في الأساس ضد حاميات ابن رشيد؛ لأن أهلها كانوا يميلون إلى حكم آل سعود.

#### ضم القصيم
القصيم هي البوابة التي عبرت منها قوات محمد علي باشا إلى قلب نجد، وقضت على الدولة السعودية الأولى. وكانت ممراً للقوات التي قدمت للقضاء على الدولة السعودية الثانية، وقد كان الملك عبد العزيز آل سعود يُدرك مدى أهمية القصيم، الجغرافية والاقتصادية والسياسية، وكان يدرك أيضاًأن عدم السيطرة على القصيم، يعني عدم استقرار الحكم في نجد، كما كان يدرك أن له أتباعاً وأنصاراً في هذه المنطقة، وبخاصة أمراء عنيزة، آلَ سُلَيم، وأمراء بريدة، آلَ مهنا السابقين، وبالفعل توجه الملك عبد العزيز بعد انتصاره في وقعة ابن جراد، في 18 من ذي الحجة من عام 1321هـ، على سرية ابن رشيد، بقيادة ابن ضبعان إلى عنيزة، على رأس جيش يضم مجموعة من بعض القبائل الموالية له، وأهل العارض مع الأسر التي حكمت سابقاً في القصيم، وهم آل سليم أمراء عنيزة، وآل مهنا أمراء بريدة الذين كانوا يتواجدون بدولة الكويت، وقد تمكنت قوات الملك عبدالعزيز من هزيمة حامية ابن رشيد المتمركزة في عنيزة للدفاع عنها، ودخل الملك عنيزة في الخامس من شهر محرم من عام 1322هـ، وقد حصلت عدة اشتباكات داخل أسوار المدينة، ما أسفر عن مقتل أمير عنيزة من قبل ابن رشيد؛ فهيد السبهان، أما ماجد الرشيد فقد فر إلى بريدة، وبذلك أصبح الطريق بعد ضم عنيزة مفتوحاً أمام الملك عبد العزيز للتوجه إلى بريدة. وكان أهالي بريدة، بعد سماعهم خبر انضمام عنيزة إلى الملك عبد العزيز، قد أرسلوا إليه يطلبون منه القدوم إليهم، خاصةً أن معه أمراءَ بريدة السابقين آلَ مهنا؛ فأرسل الملك عبد العزيز معهم صالح الحسن المهنا، ودخلوا المدينة وسط ترحيب من قبل الأهالي. أما رجال ابن رشيد بقيادة ابن ضبعان فقد تحصنوا داخل القصر، فضرب عليهم صالح الحسن الحصار لمدة شهرين ونصف، حتى طلبوا الأمان من الملك عبد العزيز، بعد أن نقصت كمية الغذاء، وانفجار البارود في بعض افراد الحامية. وهكذا رحلوا إلى حائل، فسلمت بريدة للملك عبد العزيز في النصف من شهر ربيع الأول من عام 1322هـ، وعادت بريدة إلى آل مهنا، وأصبح صالح الحسن أميراً عليها.

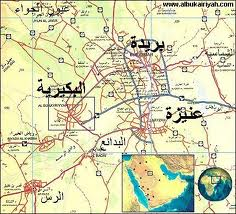
خارطة توضح أهم مناطق القصيم

وأخذ ابن رشيد يعزز دفاعاته في الإقليم؛ فعزز الحامية الموجودة في بريدة، بسرية من قواته، بقيادة عبد الرحمن بن ضبعان. وبعث سرية أخرى إلى عنيزة، قوامها خمسون رجلاً، بقيادة فهيد بن سبهان. كما رابطت، بالقرب من هذه البلدة، سرية مكونة من أربعمائة رجل، يقودها ماجد الحمود ابن رشيد. وأرسل سرية مكونة من أربعمائة رجل، أيضاً، إلى منطقة السر، على الحدود الجنوبية للقصيم، لترابط فيها، بقيادة حسين بن جراد. وأخذ عبد العزيز بن رشيد يظهر الود لأهل القصيم ويحاول كسب رضاهم، وبعد أن اطمأن إلى ترتيباته، توجه نحو العراق، ليؤمن لجيشه الطعام، ويستنهض عشائر شمر هناك، لتهب معه، من هناك، كما اتصل بالمسؤولين العثمانيين، طالباً منهم تزويده بالمؤن والسلاح والمال، ونجدته على غريمه ابن سعود.
وفي صيف 1904  حاول ابن سعود الاعتماد على الإنجليز في صراعه ضد الأتراك وصنيعتهم؛ فأقام اتصالات مع الميجُر بيرسي كوكس، الذي صار قبل حين معتمدا سياسيا لبريطانيا في منطقة الخليج. وقبل ذلك كان كوكس مساعدا للمعتمد البريطاني في الصومال، خلال الفترة من 1892 حتى 1901، وقنصلا في مسقط للفترة من 1901 حتى 1904. وقدر له أن يلعب دورا هاما في العلاقات الأنكلوسعودية، حتى إحالته على التقاعد في 1923. وبإشرافه عمل المستعربون المعروفون ولسن وبيلي وفيلبي، وكانوا يمثلون جيل الموظفين والمخبرين، والعسكريين الاستعماريين البريطانيين، وكان كيبلنغ أميرا لهم. وكانوا يعتقدون، بهذا القدر من الإخلاص، أنهم يتحملون (عبء الإنسان الأبيض)، عندما يدافعون عن المصالح الاستعمارية البريطانية، إلا أن الكثير منهم كان يقوم بدراسات عميقة، وكانوا، على سبيل المثال، مطلعين جيدا على شؤون الجزيرة العربية.
لقد اعتبرت بريطانيا ظهور القوات التركية في نجد خرقا لاتفاقية 1901، بشأن المحافظة على الأوضاع القائمة، فبعثت لندن إلى الباب العالي احتجاجا شديد اللهجة. وبعد أن رأى العثمانيون وابن متعب استحالة إقناع عبد العزيز بالرضوخ لمطالبهم، قرروا البدء بالعمليات الحربية. كان لدى الأتراك، تقريبا، ألفان من المشاة أو ثماني كتائب، (11 كتيبة بحسب رواية أخرى)، من القوات النظامية، وستة مدافع خفيفة، وكمية كبيرة من النقود والذخيرة والأسلحة والأغذية.
وبالإضافة إلى الشمريين؛ التحق بقوات جبل شمر أبناء قبيلة حرب، وكذلك سكان حائل، وعندما علم عبد العزيز باقتراب العدو، قرر مواجهته في معركة مكشوفة؛ فخرجت من بريدة نحو الغرب قواته المكونة من أبناء الرياض والقصيم والخرج، وقبائل مطير وبني رشيد؛ على هذا النحو نشأ الموقف قبيل معركتي الشنانة والبكيرية اللتين اتسمتا بأهمية كبيرة لتقرير مستقبل أواسط الجزيرة، كأهمية استيلاء عبد العزيز على الرياض.
فتح عنيزة:
خرج الملك عبد العزيز آل سعود بجموعه من الرياض، في أواخر ذي الحجة عام 1321هـ - مارس 1904م، وانضم إليه أمراء عنيزة، وأمراء بريدة السابقون، وقد أظهر أنه متجه لأطراف الكويت رغبةً منه في التمويه على أعدائه، وفي 5 محرم سنة 1322هـ - 23 مارس 1904م، اقترب الملك عبد العزيز من عنيزة، وحاصر أسوارها الجنوبية، وأمر آل سُليم، وآل مهنا، وأتباعهم أن يدخلوا عنيزة، ليستولوا عليها، فدخلوها من دون مقاومة، وكمنوا لرئيس الحامية الرشيدية فيها، فهيد بن سبهان، وتمكنوا من قتله، وحاصروا قصر الإمارة، الذي تحصنت به السرية الرشيدية، ثم استسلم أفرادها، وطلبوا الأمان. ولم تتمكن السرية، الموجودة خارج البلدة، بقيادة ماجد الحمود بن رشيد، من تقديم أي عون إلى مَن هم في داخلها، وذلك بعد أن علموا بتعاون أهلها مع أمرائهم السابقين. ودخل الأمير عبد العزيز بن سعود عنيزة، وعين عبد العزيز بن عبد الله بن سليم، أميراً عليها، وصالح بن زامل، قائداً للغزو بها، وعين ابن سعود أحد أبناء الوجهاء أميرا لعنيزة، وهو عبد العزيز آل سليم الذي عاد من منفاه في الكويت مع أتباعه المسلحين. وبعد ضم عنيزة بعث أهالي بريدة وفداً إلى ابن سعود، طالبين السماح لهم بمهاجمة الحصن في مدينتهم؛ ذلك الحصن الذي تمركزت فيه حامية عبد الرحمن بن ضبعان ورجاله.
فتح بريدة:
أما بريدة، فإن أمرها كان هيناً، بعد أن تشجع أهلها بأنباء دخول الملك عبد العزيز آل سعود عنيزة؛ فقدم عليه وفد منهم، يُبدون وقوفهم معه. فسيّر إليها أمراءها السابقين، آل مهنا، فاستقبلهم الأهالي بحماسة. وحاصر آل مهنا قائد حامية بريدة، عبد الرحمن بن ضبعان، في القصر، وبعد أن استمر الحصار شهراً ونصف الشهر، استسلم أفراد الحامية، وخرجوا بسلاحهم، وأعطاهم الأمير عبد العزيز بن سعود الأمان على أرواحهم، ليرحلوا إلى بلادهم، وكان الطريق إلى بريدة مفتوحاً، فبعث ابن سعود إلى المدينة فصيلاً بقيادة صالح آل مهنا أبا الخيل، وفيما بعد؛ عندما دخل عبد العزيز بريدة أقسم له سكانها يمين الولاء، وسلمت الحامية الشمرية المكونة من 150 شخصا الحصن في حزيران (يونيو) 1904.
وقبيل العمليات الحربية الحاسمة بعث حسن شكري برسالة إلى عبد العزيز، عندما كان عبد العزيز لايزال في عنيزة، وحذره من العواقب الوخيمة للعمليات الحربية ضد حاكم حائل. وكتب العقيد التركي يقول : (إن جلالة الخليفة الأعظم بلغه اضطراب الفتنة في بلاد نجد، وأن يدا أجنبية محركة لها؛ فلهذا السبب بعثني إليكم حقنا للدماء، ولمنع التدخل الأجنبي في بلاد المسلمين). ثم تشكى كاتب الرسالة من تعاون عبد العزيز مع مبارك الذي يتعاون مع بريطانيا الدولة الأجنبية الكافرة، واقترح بلهجة متعالية على عبد العزيز أن يعرض شكاواه على السلطت العثمانية، وليس على مبارك الذي أعلن العصيان على الخليفة. وأشار شكري إلى أنه حليف ليس فقط لأل رشيد، بل ولجميع الذين ينشدون المعونة والدعم من الإمبراطورية العثمانية. وقال إنه إذا رغب ابن سعود أيضا في هذه المساعدة فبوسعه أن يتمتع بنفس النعم التي يتمتع بها آل الرشيد من الحكومة العثمانية. شعر حاكم الرياض بالقلق، ولكنه كان متصلبا في موقفه، ورد على تلك الرسالة بجواب جاء فيه: (وأما الآن، فلا نقبل لكم نصيحة ولانعترف لكم بسيادة، والأحسن أنك ترجع من هذا المكان إذا كنت لا تود سفك الدماء؛ فإن تعديت مكانك هذا، مقبلا إلينا، فلا شك أننا نعاملك معاملة المعتدين علينا ... فإن كنت حرا منصفا فلا يخفاك أن سبب عدم إطاعتي هو عدم ثقتي بكم ... وخلاصة القول أن كل العمال الذين رأينا خائنون منافقون؛ فلا طاعة لكم علينا، بل نراكم كسائر الدول الأجنبية). ثم يستشهد عبد العزيز بالوضع في اليمن والبصرة والحجاز وبسلوك الأتراك هناك لتوضيح أعماله، وأعاد إلى الأذهان نهب سلطات الحجاز للحجاج أمام الكعبة. وفي ختام الرسالة حذر الأميرُ العقيدَ أنه إذا تحرك الأتراك نحو المنطقة الخاضعة له فإنه سيعاملهم معاملة المعتدين.
وفي صيف 1904 حاول ابن سعود الاعتماد على الإنجليز في صراعه ضد الأتراك وصنيعتهم؛ فأقام اتصالات مع الميجر بيرسي كوكس، الذي صار قبل حين معتمدا سياسيا لبريطانيا في منطقة الخليج. وقبل ذلك كان كوكس مساعدا للمعتمد البريطاني في الصومال خلال الفترة من 1892 حتى 1901، وقنصلا في مسقط للفترة من 1901 حتى 1904. وقدر له أن يلعب دورا هاما في العلاقات الأنكلوسعودية حتى إحالته على التقاعد في 1923. وبإشرافه عمل المستعربون المعروفون ولسن وبيلي وفيلبي. وكانوا يمثلون جيل الموظفين والمخبرين والعسكريين الاستعماريين البريطانيين، وكان كيبلنغ أميرا لهم. وكانوا يعتقدون، بهذا القدر من الإخلاص، أنهم يتحملون (عبء الإنسان الأبيض)، عندما يدافعون عن المصالح الاستعمارية البريطانية، إلا أن الكثير منهم كان يقوم بدراسات عميقة، وكانوا، على سبيل المثال، مطلعين جيدا على شؤون الجزيرة العربية.
لقد اعتبرت بريطانيا ظهور القوات التركية في نجد خرقا لاتفاقية 1901 بشأن المحافظة على الأوضاع القائمة. وبعثت لندن إلى الباب العالي احتجاجا شديد اللهجة. وبعد أن رأى العثمانيون وابن متعب استحالة إقناع عبد العزيز بالرضوخ لمطالبهم قرروا البدء بالعمليات الحربية. كان لدى الأتراك حوالي ألفين من المشاة أو ثماني كتائب (11 كتيبة حسب رواية أخرى) من القوات النظامية وستة مدافع خفيفة وكمية كبيرة من النقود والذخيرة والأسلحة والأغذية. وبالإضافة إلى الشمريين التحق بقوات جبل شمر أبناء قبيلة حرب، وكذلك سكان حائل. وعندما علم عبد العزيز باقتراب العدو قرر مواجهته في معركة مكشوفة. وخرجت من بريدة نحو الغرب قواته المكونة من أبناء الرياض والقصيم والخرج وقبائل مطير وبني رشيد. على هذا النحو نشأ الموقف قبيل معركتي الشنانة والبكيرية اللتين اتسمتا بأهمية كبيرة لتقرير مستقبل أواسط الجزيرة كأهمية استيلاء عبد العزيز على الرياض.
ودخل الأمير عبد العزيز بن سعود بريدة، وبايعه أهلها. وعين صالح الحسن المهنا أميراً عليها. وبخضوع عنيزة وبريدة، يكون إقليم القصيم، قد خضع للحكم السعودي.

#### معركة البكيرية

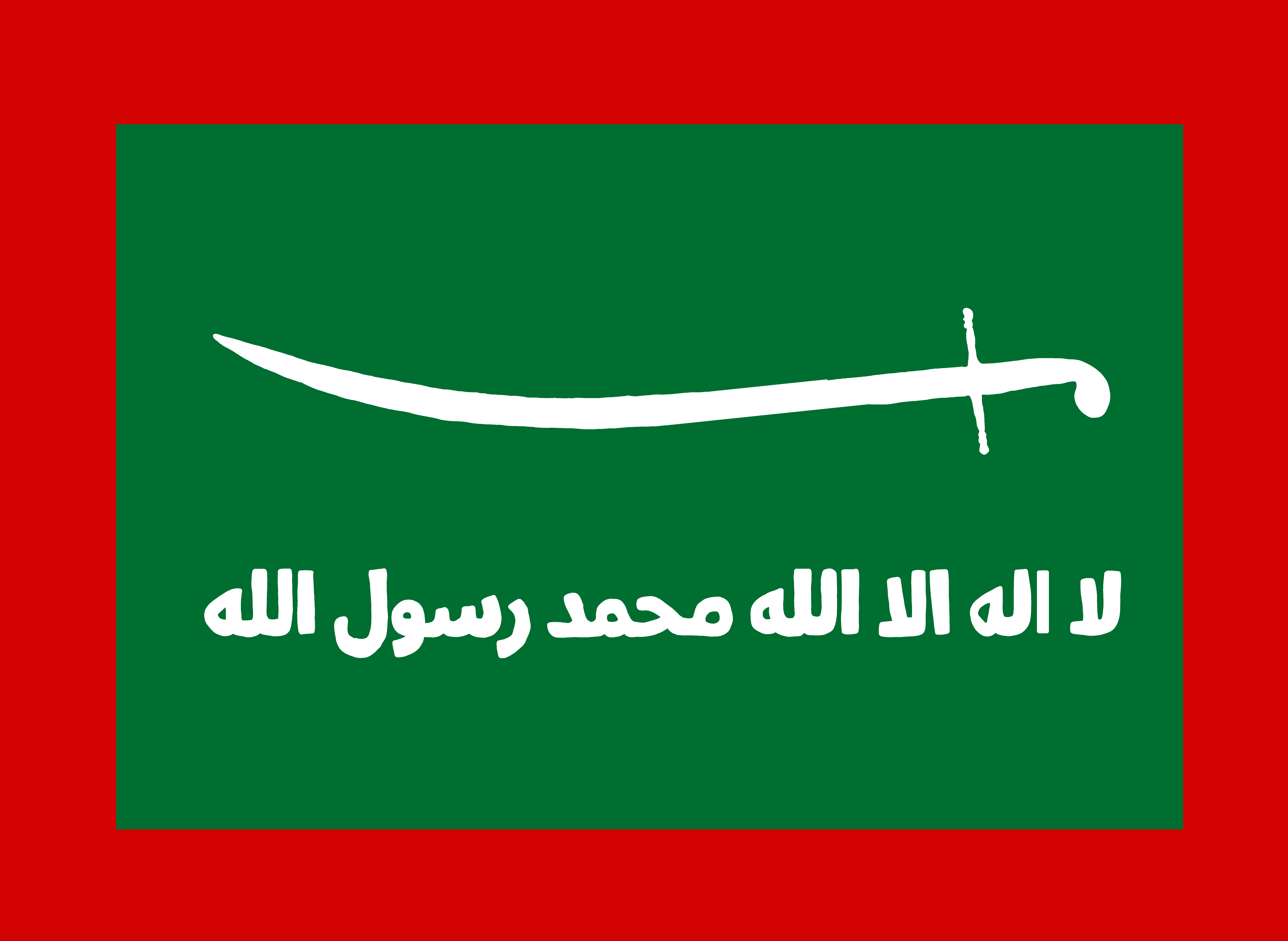
رايةُ دولة آل رشيد.

الصراع مع الأتراك والشمريين من أجل القصيم (1904-1906) لم تكن معركة البكيرية معركة فاصلة واحدة بل سلسلة من الصدامات الكبيرة والصغيرة؛ حدثت الموقعة في أواسط تموز (يوليو) 1904 على وجه التقريب. وتؤكد مراجع الجزيرة أن عدد القتلى من القوات النظامية التركية بلغ ما بين ألف وألف وخمسمائة شخص، ومن حائل 300-500 شخص، أما القوات السعودية فقد فقدت حوالي 1000 شخص، ويبدو أن هذه الأرقام مبالغ فيها جدا، وعلى أية حال فهي تشمل الخسائر بسبب وباء الكوليرا والقيظ والأمراض، ومن شهود العيان على هذه المعركة المؤرخ ضاري بن فهيد بن الرشيد، الذي أكد أن متعب فقد مائة محارب، بينما فقد عبد العزيز مائتين، وهكذا اتسع نطاق الصدامات والصراع؛ لأن احتلال الرياض مثلا، أسفر عن مقتل بضعة أشخاص لاغير. وفي معركة البكيرية أصيب عبد العزيز بجراح ثخينة، كاد يفقد حياته بسببها.
علم عبد العزيز بن متعب بن رشيد بانتصارات ابن سعود في القصيم، وهو في العراق يستمد العون من الدولة العثمانية، ويستثير قبيلة شمر لنجدته، فاشتد غضبه، خاصة على أهل القصيم، الذين ساعدوا الأمير عبد العزيز بن سعود. وقد أمدته الدولة العثمانية بعدد كبير من الجند النظاميين، بأسلحتهم الحديثة، خاصة المدافع، وكميات كبيرة من المؤن. وقدّر عدد الجنود المدد بنحو ألف وخمسمائة جندي، على اختلاف روايات المصادر، أغلبهم من الشام والعراق؛ يعملون في الجيش العثماني. وقام عبد العزيز بن رشيد بمصادرة ما وجد من إبل العقيلات القصيميين، الذين كانوا يجوبون البلاد، للتجارة بين العراق والشام ومصر وشبه الجزيرة العربية، وحمل عليها قسماً كبيراً مما حصل عليه من أطعمة ومؤن وأسلحة، ونقلها من العراق إلى نجد.
وأسرع عبد العزيز بن رشيد إلى القصيم، بمن اجتمع لديه من البدو، خاصة من قبيلة شمر، وفئات من الحضر والجيش النظامي العثماني، يريد القضاء على ابن سعود، أو على الأقل إخراجه من القصيم. والتحق به ماجد الحمود بن رشيد، ومن معه، ووصلوا إلى بلدة القصيباء، ومنها إلى الشيحية، بالقرب من البكيرية.
أخذت المعركة تتحول لصالح أمير الرياض، ويفيد لوريمير بأن أحد القادة العسكريين الأتراك قتل، كما قتل عدد كبير من الجنود، واستولى ابن جلوى على كل المدافع التركية وأخذ كثيرا من الأسرى. وانهمك ابن متعب في نهب قرى القصيم، وترك كل مؤنه ومعداته الثقيلة تحت حراسة مفرزة صغيرة عند البكيرية، وعندما سمع باقتراب قوات عبد العزيز التي استلمت إمدادات أرسل على الفور قسما من قواته لنجدة مفرزة الحراسة، ولكن بعد فوات الأوان؛ فقد استولى عبد العزيز على كل مستودعاته وعلى مدينة البكيرية، وتوجه ابن متعب إلى منطقة الرس والشنانة في القسم الغربي من القصيم، فوصلها في آب (أغسطس) من العام نفسه، مؤملا، على مايبدو، في الحصول على مساعدة الأتراك من الحجاز. إلا أن مدينة الرس التي كانت خاضعة له في السابق قررت هذه المرة الانضمام إلى أمير الرياض، ولذا نصب الشمريون معسكرهم في الشنانة، ووصل إلى نفس المنطقة عبد العزيز مع قواته الأساسية، إلا أن كلا الخصمين لم يدخلا في قتال، وربما كان ذلك بسبب حر الصيف، وتفشي وباء الكوليرا في معسكر ابن متعب، بينما أخذ البدو من كلا الطرفين يتفرقون؛ لأنهم لم يجدوا الغنائم المنشودة، وظل عند ابن متعب وحدات تركية من العراق، وأفراد من جبل شمر فقط، كما ظل في المعسكر السعودي أبناء المدن المخلصين لعبد العزيز.
سار عبد العزيز ابن رشيد متجها من حائل في 15 يونيو 1904، ومعه شمر والحجلان، وإزاء هذه الجموع استنهض عبد العزيز آل سعود أهالي رياض الخبراء، وكان أشهر من خرجوا معه الفريجي والنويصر من عفالق من أكلب  كما أن تواجد عبد العزيز في بريدة جعله يستنهض أهل البادية والحاضرة فيها ليجتمعوا عنده، وبلغ عدد الوافدين عليه عدة آلاف من المحاربين؛ خرج بهم من رياض الخبراء وبريدة ونزل إلى البكيرية في مواجهة خصمه، وكان ذلك في أول شهر ربيع الثاني 1322هـ - يونيه 1904م؛ حيث كان أمراؤها السويلم من العرينات، وكانت خطة الملك عبد العزيز أن يقسم جيشه إلى قسمَين: قسم بقيادته يضم أهل العارض وجنوبي القصيم؛ خصصه لملاقاة جموع قبيلة شمر وابن رشيد، والقسم الثاني يضم أهل القصيم.
بعد أن علم بانسحاب أهل القصيم منها؛ حيث كان رجالها آنذاك مع ابن سعود، وصل الأمير عبد العزيز، مع أتباعه، إلى ما بعد بلدة المِذْنَب، وإذ وصلته الأخبار بانتصار أهل القصيم على جيش ابن رشيد، قدم إلى عنيزة في اليوم التالي للمعركة، واستعاد قوته، وتوافدت عليه جموع من بوادي عتيبة ومطير، فتجمع لديه، في ستة أيام، اثنا عشر ألف مقاتل. في هذا الوقت قدم من بقي من أهل البكيرية من عجائز ونساء وأطفال المؤونة للحامية الرشيدية، ومن البكيرية انطلق ابن رشيد إلى بلدة الخَبْراء، ولكن أبَى أهلها أن يعلنوا له الطاعة، فأمر بقطع النخيل وقذف البلدة بالمدافع، وعمد الأمير عبد العزيز للعودة إلى البكيرية للسيطرة عليها، خصوصا أن رجالها قد خرجوا معه، إلا أن ابن رشيد سارع إلى إرسال سرية بقيادة سلطان الحمود الرشيد؛ اصطدمت بخيالة ابن سعود عند الفجر، فانهزمت ودخل الأمير عبد العزيز ومن معه من أهل البلدة إلى البكيرية، وفتك بالحامية الرشيدية فيها، واستولى على المستودعات التي رتبها ابن رشيد، وكانت الخسائر البشرية كبيرة، لدى الطرفَين، خاصة بين الجنود النظاميين؛ فقد خسر ابن سعود 900 رجل من قواته ، منهم أربعة من آل سعود، وقُتل من جيش الأتراك نحو ألف جندي، بينهم أربعة ضباط كبار، وقُتل من أهل حائل، أيضاً، 300 فرد، بينهم اثنان من آل رشيد، ثم تعقب جيش ابن رشيد الذي ارتحل من بلدة الخَبْراء إلى الشنانة، واتخذ منها معسكراً له، وتمركزت قوات عبد العزيز آل سعود ابن سعود في الرس.

#### معركة الشنانة
على الرغم من أهمية معركة البكيرية، لم تكن حاسمة؛ فقد خسر الأمير عبد العزيز بن سعود كثيراً من جنده ومعداته، ولكنه بخبرته وحسن قيادته، أراد أن يضمَ بلدان القصيم إلى دولته الناشئة، واستطاع أن يعوض هذا النقص؛ فجمع حوالي عشرة آلاف مقاتل، في خلال عشرة أيام.
لقد عزم على إنهاء الوجود الرشيدي في منطقة القصيم، وقد أعد لذلك العدة، بمساعدة الأسر التي كانت تحكم البلاد قبل استيلاء آل رشيد عليها؛ فتوجه بقواته صوب عنيزة، ودخل القصر المعروف بقصر الحميدية، الذي يبعد عن عنيزة مسافة أربع ساعات، مشياً على الأقدام أو ركوباً على الإبل، وبعد ذلك حاصر حامية ابن رشيد في عنيزة، وكانت تحت قيادة فهيد السبهان، ولما رفض فهيد السبهان الاستسلام، هاجمت قوات عبد العزيز بن عبد الرحمن بن فيصل آل سعود حاميته وقتلته، ودخلت قوات عبد العزيز آل سعود عنيزة في 5 محرم عام 1322هـ، الموافق 13 مارس 1904م.
بقي الطرفان في موقعيهما مدة شهرَين؛ ابن رشيد في الشنانة، يقابله ابن سعود في الرس، وكانت المناوشات الخفيفة تجري بينهما، من دون قتال حاسم، ما أصاب المحاربين في الطرفين بالضجر، فتناقصت الإمدادات والإبل، وتفرقت جموع البادية، ولم يبق مع ابن الرشيد سوى الجنود النظاميين وأهل الجبل، وكذلك لم يثبت مع ابن سعود سوى أهل الحاضرة؛ فرحل عبد العزيز بن رشيد بجنوده الجياع إلى قصر ابن عقيل، وفيه سرية لابن سعود، وبعد ذلك حاصر حامية ابن رشيد في عنيزة، وكانت تحت قيادة فهيد السبهان، ولما رفض فهيد السبهان الاستسلام هاجمت قوات عبد العزيز بن عبد الرحمن بن فيصل آل سعود حاميته، وقتلته ودخلت قوات عبد العزيز آل سعود عنيزة في 5 محرم عام 1322هـ، الموافق 13 مارس 1904م، فضربه بالمدافع، وقبل أن يهجم على القصر في الصباح، كان الأمير عبد العزيز بن سعود قد سبقه إلى داخله، وثبت فيه. وفي الصباح صب ابن رشيد نيران مدافعه على القصر، فخرج له ابن سعود، واقتتلوا اقتتالاً شديداً، انهزم على إثره قوات الترك النظاميين، وفروا هاربين، فلم يجد عبد العزيز بن رشيد بداً من الهرب أيضاً، تاركاً وراءه غنائم كثيرة؛ منها الذخائر والسلاح والأموال، التي ظلت قوات ابن سعود تجمعها طيلة عشرة أيام، ثم حملت صناديق الذهب العثماني إلى عنيزة. وكانت معركة الشنانة في 18 رجب 1322هـ - 29 سبتمبر 1904م.
لم يقف عبد العزيز آل رشيد موقف المتفرج على ما أحرزه عبد العزيز بن عبد الرحمن بن فيصل آل سعود من انتصارات في القصيم؛ فجهز قواته مدعوماً بقوات عثمانية تركية، وعتاد تركي، ومعونات مالية تركية، وقابل قوات عبد العزيز آل سعود في سهل البكيرية، في بلدة البكيريّة، من بلدان القصيم، ونشبت المعركة بين الطرفين في 1 ربيع الآخر عام 1322هـ، 15 يونيو 1904م). ولظروف فنية وتخطيطية ضاعت بعض قوات عبد العزيز بن عبد الرحمن بن فيصل آل سعود، وأخطأت هدفها وخطتها العسكرية في الهجوم على القوات العثمانية التركية،  ووجدت نفسها وراء خيام شمّر، ودارت بينهم وبين قوات ابن رشيد اشتباكات، ما أربك موقف عبد العزيز آل سعود، الذي انسل من الوقعة مع بعض فرسانه، بعد أن أصيب بشظايا قنبلة، فانهزمت قوات عبد العزيز آل سعود، وقتل منها في تلك الوقعة حوالي 1,000 رجل، وقتل من الجند العثمانيّ النظامي حوالي 1,000 رجل، وقتل من الشمرّيين حوالي 300 رجل؛ بينهم اثنان من آل رشيد حكام الجبل. ولكن عبد العزيز آل سعود، على الرغم من تشتت شمل قواته، وضياع فريق منها، تمكن من جمع قوات قدرت بعشرة آلاف مقاتل، في غضون عشرة أيام فقط، وزحف صوب قوات ابن رشيد لقتالها، وكانت تلك القوات في بلدة الشنانة، فتقدم عبد العزيز آل سعود بقواته إلى بلدة الرس، ومنها أخذ يهاجم قوات ابن رشيد على شكل متقطع، لمعرفة مدى قوتها وتحصينها وإعدادها، وهو أسلوب من أساليب إضعاف العدو، مادام هذا العدو في وضع المدافع، وقد طالت تلك المناوشات دون أن يلتقي الجيشان في وقعة مباشرة كبيرة.
قرر ابن رشيد التراجع إلى المواقع الخلفية، ففاجأته قوات عبد العزيز بن عبد الرحمن بن فيصل آل سعود بكل إمكاناتها، فانتصرت عليه في وقعة الشنانة، في 18 رجب عام 1322هـ، الموافق 29 سبتمبر 1904م. وتعد وقعة الشنانة من المعارك الحاسمة والفاصلة بين قوات عبد العزيز بن عبد الرحمن بن فيصل آل سعود وقوات آل رشيد؛ إذ تمكن بها عبد العزيز آل سعود من تركيز سلطته في بلاد نجد، وأظهر للجميع أنه الحاكم الفعلي لنجد، خاصة بالنسبة للدولة العثمانية التركية، التي فتحت باب المحادثات معه، والدولة البريطانية التي ظلت تراقب الحوادث في قلب الجزيرة العربية، وهي في الوقت نفسه تعرف تاريخ الدولة السعودية، ولها معها أكثر من اتصال حول مسائل كثيرة تهم المناطق الخليجية.
وتعد وقعة الشنانة بداية النهاية للوجود العسكري العثماني التركي في نجد، كما تُعد بداية النهاية للإمارة الرشيدية في نجد؛ إذ بعد هذه الوقعة امتدت الدولة السعودية الثالثة لتشمل كل بلدان القصيم، وتراجعت قوات ابن رشيد باتجاه جبل شمر، فتكون بذلك قد انحصرت في منطقة محدودة الاتساع والسكان والطاقات الاقتصادية.
كما وطدت معركة الشنانة حكم آل سعود، ليس في القصيم فحسب، بل في نجد بأسرها. كما أنها قضت على النفوذ العثماني في نجد، «وانهارت بها الصخرة الأولى من صرح ابن رشيد». وقد وصف بعض الكتاب العرب وغيرهم أهميتها؛ فقال أمين الريحاني: «وقعة الشنانة، والأحرى أن تدعى بوقعة وادي الرمة، هي القسم الثاني من مذبحة البكيرية، التي قضت على عساكر الدولة، وأغنت أهل نجد». وأضاف: «تشتت ما تبقى من جنود الدولة، بعد هذه الوقعة. فكانت حالتهم محزنة، فقد فر بعضهم مع ابن رشيد، وهام الآخرون في الفيافي، كالسائمة. ومنهم من لجأ إلى ابن سعود، فآواهم وكساهم وأعطاهم الأمان». أما كنت وليمز فقال: «كانت هزيمة الأتراك، في سبتمبر سنة 1904م، شنيعة حقاً، فاستسلم بعضهم للوهابيين، ولجأ آخرون إلى قبائل شمر، وذهب كثيرون ضحايا الجوع والعطش».

#### مفاوضات العثمانيين

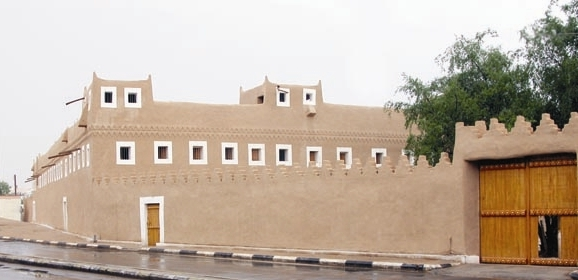
قصر عنيزة

لقد أصبح وضع الأمير عبد العزيز بن سعود، في القصيم، قوياً بعد معركة الشنانة، واتضح للعثمانيين فشل تجربتهم العسكرية في تلك المنطقة، وأدركوا أن الأمر ليس بالسهولة التي صورها لهم ابن رشيد، وأن عليهم مراجعة حساباتهم تجاه ابن سعود، الذي اتضح أنه يتمتع بشعبية واسعة في القصيم، وفي نجد كلها. وفي المقابل وجد الأمير عبد العزيز الفرصةَ سانحة ليستثمر هذا النصر في مبادرة سياسية، وذلك بالتفاوض مع العثمانيين، على أمل تحييدهم في الصراع الدائر بينه وبين ابن رشيد؛ إذ إنهم لايزالون قوة عالمية، يحسب لها كل حساب. ويشير الزركلي إلى أن الدولة العثمانية، هي التي طلبت بدء المفاوضات مع ابن سعود، من طريق الشيخ مبارك الصباح.
وأرسل الأمير عبد العزيز والده، الإمام عبد الرحمن بن فيصل، نائباً عنه في المفاوضات، ورافقه من الكويت الشيخ مبارك الصباح، وبدأت المفاوضات السعودية ـ العثمانية، فعلاً، في بلدة الزبير، أولاً؛ حيث تباحث الإمام عبد الرحمن الفيصل، ممثلاً لابنه الأمير عبد العزيز، مع والي البصرة. وطلب الوالي أن تكون منطقة القصيم فاصلة بين ابن سعود وابن رشيد، وأن تضع الدولة العثمانية فيها مركزَين عسكريَّين؛ أحدهما في بريدة، والآخر في عنيزة. ولكن الإمام عبد الرحمن لم يوافق على ذلك، وطلب عرض الأمر على أهل نجد وعلى ابنه الأمير عبد العزيز، وعندها أخبره الوالي أن المباحثات سوف تستكمل في القصيم، مع المشير أحمد فيضي، الذي كان في طريقه وقتذاك إلى المنطقة. وعاد الإمام عبد الرحمن إلى نجد، وخرج الأمير عبد العزيز لاستقباله في الحسي قرب الرياض، ثم توجها إلى شقراء، وانتقل بعدها الأمير عبد العزيز برجاله إلى القصيم.
وفي الوقت، الذي كانت تجري فيه المفاوضات في الزبير، أرسلت الدولة العثمانية قوة إلى نجد، قوامها ثلاثة أفواج وخمسة مدافع من العراق، بقيادة المشير أحمد فيضي، وقوة أخرى قوامها فوجان من المدينة المنورة، بقيادة الفريق صدقي باشا. ووصلت القوتان إلى الكهفة ـ قرية من قرى حائل ـ التي لجأ إليها ابن رشيد، بعد معركة الشنانة. واجتمع المشير فيضي والفريق صدقي باشا بعبد العزيز بن متعب بن رشيد، الذي طلب منهما الدعم لاسترداد القصيم من ابن سعود بالقوة، ولكنهما لم يوافقاه، وأبانا له أن مهمتهما سلمية، ثم غادرا إلى القصيم ترافقهما القوات النظامية، التي كانت تحارب إلى جانب ابن رشيد. ولما دنت القوات العثمانية من القصيم، يقودها المشير أحمد فيضي، أرسل إلى الأمير عبد العزيز، الموجود في البلدة، يخبره أنه قد جاء للصلح، وتحقيق الأمن. ونزل المشير فيضي في أول صفر 1323هـ - 7 أبريل 1905م قرب بريدة، وخرج إليه أميرها صالح الحسن المهنا للتفاوض معه. ويبدو أنه أعرب للمشير عن رغبته أن يكون تابعاً للدولة العثمانية، مستقلاً عن ابن سعود، وابن رشيد. ثم تحرك المشير إلى عنيزة، في 4 صفر 1323هـ - 11 أبريل 1905م، وأظهر له أميرها عبد العزيز بن عبد الله بن سُليم، أن أمر الدولة العثمانية مطاع، لكن لا بدّ من الرجوع إلى الأمير عبد العزيز في تقرير أمر البلاد. وطلب المشير أحمد فيضي من الأمير عبد العزيز بن سعود إرسال أبيه، الإمام عبد الرحمن لاستكمال المفاوضات التي جرت في البصرة، فقدم الإمام عبد الرحمن الفيصل إلى عنيزة، وأعاد عليه المشير ما سبق أن قاله والي البصرة، فكرر الإمام عبد الرحمن رفضه العرض، فاقترح المشير إقامة مركز عثماني مؤقت، في كلٍّ من بريدة وعنيزة، يرفع عليهما العلم العثماني، فوافق الإمام على الاقتراح، وبناء على ذلك، دخلت قوة عثمانية صغيرة إلى كل من البلدتَين، ورفع العلم العثماني عليهما. وكان المشير أحمد فيضي قد غادر القصيم إلى اليمن، لإخماد العصيان الذي ثار هناك، وترك قيادة القوات العثمانية للفريق صدقي باشا، الذي تمركز في الشّيحيّة، ولم تقم تلك القوات بأي عمل عسكري ضد ابن سعود.

#### تنازل آل رشيد وانسحاب العثمانيين
كان عبد العزيز بن متعب بن رشيد، بعد هزيمته في معركة الشنانة، وخسارته النهائية للقصيم، قد اتجه شمالاً إلى بلدة الكهفة، ومن هناك حاول استرجاع القصيم من ابن سعود؛ فاستمر في شن هجمات وغارات متعددة، على مناطق مختلفة.

#### معركة روضة مهنا
استغل ابن رشيد فرصة غياب عبد العزيز آل سعود عن القصيم، وذهابه إلى قطر لنجدة شيخها قاسم بن ثاني ضد خصومه، فزحف بجيشه نحو بريدة؛ يريد استرجاعها، فاستنجد أهلها بعبد العزيز بن عبد الرحمن بن فيصل آل سعود، فجاء بسرعة وفاجأ قوات ابن رشيد في روضة مهنا، بالقرب من بلدة بريدة، في 18 صفر 1324هـ، الموافق 14 أبريل 1906م ، وانتصر عليها، وقتل في هذه الواقعة عبد العزيز بن متعب بن عبد الله الرشيد، أمير إمارة آل رشيد، فخلفه في حكم الإمارة ابنه متعب بن عبد العزيز بن متعب الرشيد، الذي عقد صلحاً مع عبد العزيز آل سعود؛ تنازل بموجبه عن جميع بلاد القصيم وسائر مناطق نجد، مقابل الاعتراف له بالإمارة على جبل شمّر ومركزه حائل. عندما طلب الأمير عبد العزيز من أبيه أن يتولى هو الحكم، وفي اجتماع بالمسجد الكبير بالعاصمة السعودية الرياض، عقب صلاة الجمعة، أعلن الإمام عبد الرحمن تنازله عن الإمارة لولده عبد العزيز، فوافق عبد العزيز على أن يساعده والده في أمور الحكم، وتمت البيعة للأمير عبد العزيز في المسجد نفسه. وبعد هذه الموقعة انسحب الجند العثماني تمامًا من بلاد نجد. وقد كفل عبد العزيز آل سعود للجند العثماني انسحاباً مشرفاً؛ فأرسل إليه السلطان عبد الحميد الثاني رسالة شكر على معاملته الطيبة للجند العثماني في القصيم، خلال انسحابهم من البلاد.
وهكذا يكون نفوذ آل رشيد قد انحسر تماماً، وتكون الدولة السعودية الثالثة قد امتدت حدودها لتشمل جميع منطقة القصيم، التي توحدت مع باقي مناطق نجد، وانضمت إلى الدولة السعودية الحديثة. وأصبح وضع الإمارة الرشيديه وضعاً صعباً ومهلهلاً جداً، وأصبح بإمكان عبد العزيز بن عبد الرحمن بن فيصل آل سعود القضاء على هذه الإمارة، مستغلاً عوامل الضعف فيها، ومقومات القوة التي لازمت بناء الدولة السعودية الثالثة، وما المسألة الرشيدية إلا مسألة وقت فقط، خاصة بعد انتهاء الوجود الرسمي العثماني من نجد، في أعقاب وقعة روضة مهنا عام 1906م.

#### رحيل العثمانيين

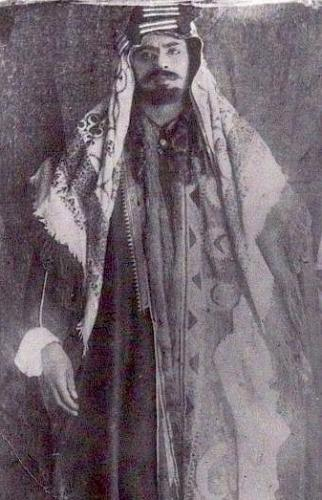
عبد العزيز بن متعب بن عبد الله الرشيد أمير إمارة جبل شمر، وقائد جيش إمارة جبل شمر ضد الملك عبد العزيز.

ازداد موقف الأمير عبد العزيز آل سعود رسوخاً في منطقة القصيم، خاصة بعد مقتل عبد العزيز بن رشيد، في معركة روضة مهنا؛ فبادر إلى بعض الترتيبات العسكرية والإدارية لتعزيز موقفه، ولما علم بنية أمير بريدة، صالح بن حسن بن مهنا، الاتفاق مع القائد العثماني، صدقي باشا، قرر عزله عن الإمارة. وسارع إلى بريدة، قادماً من الرياض، وألقى القبض على صالح بن مهنا وإخوانه، في 2 ربيع الثاني 1324هـ - 26 مايو 1906م، وأبعدهم إلى الرياض، وعين مكانه شخصاً، من الأسرة نفسها، هو محمد بن عبد الله أبا الخيل.
ورأى الأمير عبد العزيز آل سعود في بقاء القوات العثمانية في القصيم أمراً يحد من سيادته الكاملة على المنطقة، وكان الجيش العثماني فيها متمركزا في بلدة الشيحية، ويعاني من نقص المؤن والإمدادات، وتولى قيادته قائد جديد، هو سامي باشا الفاروقي. ولذا جاء الأمير عبد العزيز بن سعود واتفق مع أمراء القصيم، على وجوب إخراج القوات العثمانية سلماً أو حرباً، ثم التقى في البكيرية بقائد القوات العثمانية في القصيم، سامي باشا الفاروقي، وعرض عليه إما أن ينتقل بجيشه، في خمسة أيام، إلى وادي السر، فيحول بذلك بينه وبين ابن رشيد، وإما أن يرحّله ابن سعود من نجد، فإذا رفض أحد الأمرين، فسوف يقاتله. وتحت ضغط الضباط الأتراك، وإلحاحهم على قائدهم في الخروج من هذه المهلكة، التي سئموا الإقامة بها، اختار القائد العثماني الحل السلمي، وقبل ما عرض عليه ابن سعود، وهو ترحيل القوات العثمانية، التي قدمت من العراق والمدينة المنورة، كلٌّ إلى جهته. وتعهد ابن سعود لهم بسلامتهم وسلامة معداتهم، في الطريق من نجد إلى مقاصدهم. وأمر قبيلة حرب، بترحيل القوات العثمانية، التي جاءت من المدينة المنورة، فغادرت القصيم، في 15 رمضان سنة 1324هـ - 3 نوفمبر 1906م. أما القوات القادمة من العراق، فقد تم ترحيلها في 13 شوال 1324هـ - 1 ديسمبر 1906م، بمساعدة أهل القصيم.
وبعد شهرَين، تلقى الأمير عبد العزيز بن سعود شكراً من السلطان عبد الحميد الثاني، لحسن معاملته لجنوده، وطلب من الأمير السعودي إرسال وفد سعودي إلى إستانبول، لتلقي التكريم والنياشين.
وبهذا تمكن عبد العزيز آل سعود في الفترة (1321 ـ 1324هـ/1903 ـ 1906م) من توحيد منطقة القصيم، وضمها إلى الدولة السعودية، وتعزيز سيطرته على المناطق التي يحكمها، ووحد نجداً، بعد أن خاض مجموعة من المعارك ضد ابن رشيد وأنصاره العثمانيين؛ منها معركة الفيضة في 18 ذي الحجة 1321هـ - 10 مارس 1904م، ومعركة البكيرية في الأول من ربيع الثاني 1322هـ - 16 مايو 1904م، ومعركة الشنانة في 18 رجب 1322هـ - 29 سبتمبر 1904م، وانتصاره في معركة روضة مهنا في 18 صفر 1324هـ - 14 أبريل 1906م، وهي إحدى المعارك الكبرى الحاسمة، والتي قتل فيها الأمير عبد العزيز بن متعب بن عبد الله الرشيد، ولم يبق عليه، إلا ضم منطقة حائل وما يليها، شمالاً.

## تثبيت أركان الدولة
في 29 كانون الأول (ديسمبر) 1906 قتل أمير حائل الجديد متعب الرشيد، (الذي حكم أقل من عام)، مع ثلاثة من إخوانه على أيدي سلطان وسعود وفيصل أبناء حمود الرشيد. ولم يتخلص من الموت إلا الصبي شقيق الأمير متعب الأصغر، الذي أنقذه خاله من آل سبهان، وأرسله إلى المدينة المنورة التي كانت تحت السيطرة العثمانية. وصارت المعونات التي يقدمها الباب العالي إلى آل الرشيد تصل إلى المدينة مباشرة، وكان ذلك دليلا على موقف الأتراك السلبي من مغتصبي السلطة في حائل.
أخذت إمارة آل الرشيد تزداد ضعفا، وراح شيخ قبيلة الرولة نوري الشعلان يدعي بإمارة الجوف، بعد أن وسع ديرة قبيلته في أراضي جنوب سورية، وشرقي الأردن حاليا. واستفاد السعوديون من القلاقل في جبل شمر ليجتذبوا إلى القصيم قوافل الحجاج القادمة من العراق وبلاد فارس. واشتد الصراع بين حكام حائل، وحدثت تبدلات سريعة بين الأشخاص الممسكين بزمام الأمور فيها. وحل محل سعود بن حمود سعود بن عبد العزيز الرشيد، الصغير السن، الذي أعاده إلى حائل في عام 1909 أخواله من أسرة آل سبهان القوية، وظل أبناء هذه الأسرة يمثلون السلطة الفعلية في الإمارة، وحتى سقوط إمارة جبل شمر في عام 1921، استلم زمام الحكم فيها حوالي عشرة من الأمراء أو الأوصياء.
ولم تتمكن إمارة جبل شمر التي غدت ضعيفة من الاستفادة من التوقف المؤقت في التوسع السعودي، مع أن القصيم كانت مضطربة، وانفصل عن أمير الرياض فيصل الدويش، وسائر زعماء مطير؛ إذ دخلوا في تحالف سري مع حاكم بريدة عبد الله أبا الخيل .
وفي نيسان – آيار (أبريل – مايو) 1907 نشبت قرب مدينة المجمعة في سدير معركة بين مطير وقوات ابن سعود، المكونة بالأساس من قبيلة عتيبة، واندحرت مطير، وأصيب فيصل الدويش بجراح في هذه المعركة، فطلب الصلح وأعرب عن خضوعه لابن سعود. كان كالسابق زعيما لقبيلة قوية، وفي تلك الأزمان العصيبة كان ابن سعود بحاجة إلى أصدقاء أحياء أكثر من حاجته إلى أعداء موتى، ولذا تقبل تأكيداته بالولاء.

### إصلاح المشاكل الداخلية

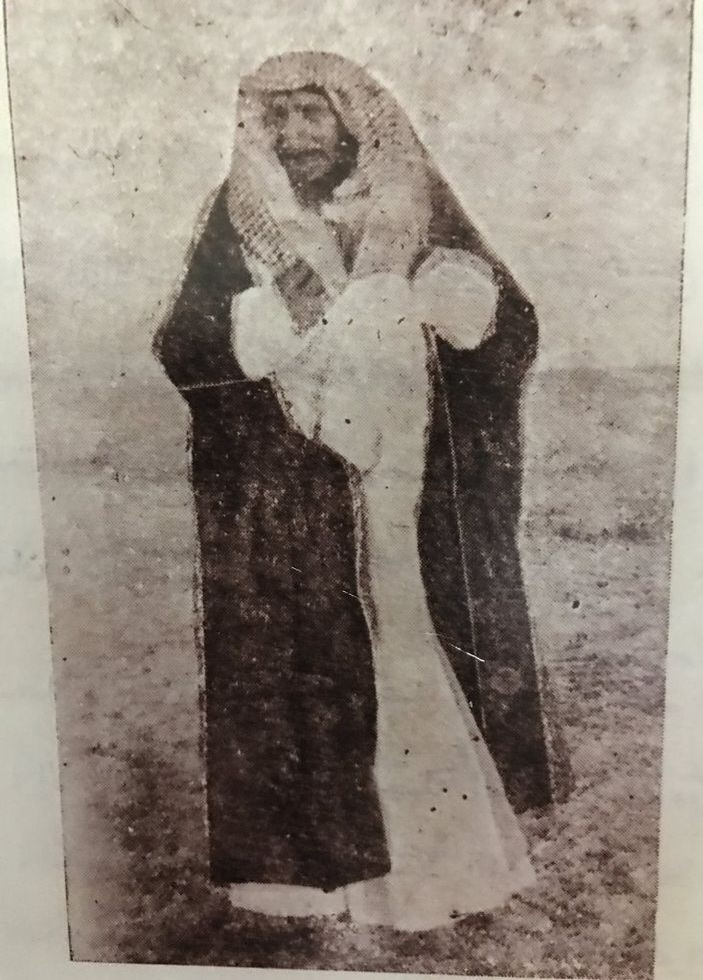
فيصل الدويش

تخلص الأمير عبد العزيز بن سعود من خصمه اللدود، عبد العزيز بن متعب بن رشيد، كما استطاع أن يخرج الترك من القصيم، فتفرغ لمعالجة بعض القضايا والمشاكل الداخلية، وكان أهمها:
تمرد فيصل الدويش، زعيم مطير، ومحالفته ابن رشيد:
تمرد بعض رجالات قبيلة مطير على ابن سعود، وتحالفوا على كلٌّ من فيصل الدويش، ونايف بن هذال، من رؤساء عشائر مطير، أمير بريدة، محمد بن عبد الله أبا الخيل، على أن يكونوا من أنصار ابن رشيد ضد ابن سعود. وراح الأمير عبد العزيز آل سعود يستنجد برئيس قبيلة عتيبة، محمد بن هندي بن حميد، عدو شمر ومطير وابن رشيد معاً، وتحقق من خيانة أمير بريدة، من رسالة وجدت مع رجل قتله رجاله، بعد أن ارتابوا في أمره، كتبها محمد أبا الخيل إلى سلطان الحمود بن رشيد، يعاهده على الوقوف ضد ابن سعود. وآثر الأمير عبد العزيز، أن يبدأ بتأديب فيصل الدويش؛ فخرج من بريدة، واجتمع إلى عربان عتيبة، عند الجعلة، وهجموا بغتة على الدويش، في جهة سدير، فلاذ بالمجمعة التي كان أهلها تابعين لابن رشيد، فدهمهم ابن سعود بقواته، في داخل البلدة وخارجها، وكان ذلك في 23 ربيع الأول عام 1325هـ - 7 مايو 1907م، وقُتل عدد كبير من مطير ومن أهل المجمعة، واستولى ابن سعود على إبلهم، فطلب فيصل الدويش ومن معه من مطير الأمان، فأمّنهم ابن سعود، ودخلوا في طاعته.
خروج أمير بريدة على الأمير عبد العزيز، ومحالفته ابن رشيد والدويش:
نكث أمير بريدة محمد بن عبد الله أبا الخيل عهده مع الأمير عبد العزيز، واتفق مع أمير حائل سلطان الحمود بن رشيد، على أن يكونا يداً واحدة عليه، ودعا سلطان الحمود للقدوم إليه في بريدة، وأوهموه أن عنيزة كذلك ستنضم إليه، وازداد قوة بقدوم فيصل الدويش، زعيم قبيلة مطير إليه، الذي عاهده على الوقوف معه.
وسارع الأمير عبد العزيز بن سعود في التحرك إلى القصيم، ووصل عنيزة التي هب أهلها إليه، في منتصف شعبان 1325هـ - 24 سبتمبر 1907م، وخرج بجموعه لمهاجمة سلطان بن رشيد في بريدة، وحصلت مناوشات لم تسفر عن دخول ابن سعود البلدة. وأقبل فيصل الدويش، يناصر ابن رشيد وأبا الخيل، فتصدى له ابن سعود وهزمه، وطارد فلوله حتى بلدة الطرفية التي كان يخيم بها، واستولى على معسكره وسار ابن رشيد وأبا الخيل، مع فلول فيصل الدويش، إلى مهاجمة الأمير عبد العزيز في الطرفية فهزمهم، وعادوا مخذولين إلى بريدة، وتشتت شملهم. وبعد ذلك؛ عاد سلطان الحمود بن رشيد إلى حائل، ورجع الأمير ابن سعود إلى الرياض.
وحانت الفرصة للأمير عبد العزيز ابن سعود، حينما طلب أهل بريدة منه التوجه إليهم، بسبب استيائهم من أميرهم أبا الخيل. ولما وصل الأمير عبد العزيز إلى القصيم، أرسل أهل بريدة مندوباً عنهم يخبره أن الجو مهيأ لدخوله البلدة، وأنهم في انتظاره مع أذان صلاة العشاء، ليلة 20 ربيع الثاني 1326هـ - 23 مايو 1908م، عند البوابة الشمالية. ولما وصل إلى هناك، فتحوا البوابة، ودخل أتباعه بريدة، وحاصروا أميرها، محمد بن عبد الله أبا الخيل، الذي استسلم للأمير عبد العزيز، بعد أن أعطاه الأمان، وتركه يذهب حيث يشاء، فرحل إلى العراق، وعُيِّنَ مكانه أحمد السديري، وبعد عام؛ عُيِّنَ عليها عبد الله بن جلوي. وبذلك؛ زالت إمارة آل مهنا عن بريدة.
خروج أحفاد سعود بن فيصل على الأمير عبد العزيز بن سعود:
في عام 1328هـ - 1910م خرج من الرياض أحفاد الإمام سعود بن فيصل بن تركي، وهم أبناء عم الأمير عبد العزيز بن سعود، مغاضبينه، واستولوا على بلدة الخرج، ولم يتمكنوا من الاستيلاء على قصرها؛ فجمع الأمير عبد العزيز قواته وسار إليهم، فغادروا الإقليم إلى بلدة الحريق؛ حيث استولوا عليها، بمعونة زعيمها الهزاني. وبينما هو يعالج هذه الفتنة، بلغه أن شريف مكة، الحسين بن علي، تقدم بقواته، وبجموع من قبيلة عتيبة، غازياً نجداً، ووصل إلى القويعية، فأجّل ابن سعود حسم فتنة أبناء عمه، ريثما يفرغ من التعامل مع الشريف، وترك في الخرج بعضاً من مقاتليه، بقيادة فهد بن معمر، للدفاع عنها، وغادرها لمواجهة الشريف.
حملة الشريف حسين بن علي على نجد:
تقدم الشريف حسين بن علي، أمير مكة، نحو منطقة نجد، بأمر من الدولة العثمانية، وقيل بمبادرة منه، ليخلص نجداً من حكم ابن سعود. وقيل، أيضاً، إنه جاء بناء على طلب من بعض أهلها. وأرسل الأمير عبد العزيز أخاه، سعد بن عبد الرحمن، إلى قبيلة عتيبة، في جهة القويعية، يستحثها على الانضمام إليه، فأسره أعوان شريف مكة، قرب بلدة الشعراء. وتحرك الشريف بقواته إلى عالية نجد، وعسكر في بلدة نِفِي، وأخذ يراسل أهالي عنيزة، يذكرهم بصِلاتهم بأسلافه، ويحثهم على الانضمام إليه، فردوا عليه أن للأمير عبد العزيز بن سعود بيعة في أعناقهم. ووصل الأمير عبد العزيز بن سعود إلى السر، ومنها انطلق إلى نِفِي، وبعث برسالة إلى الشريف حسين، يدعوه إلى العودة من حيث أتى، وإلا فإنه سيهاجمه. كما كتب إلى محمد بن هندي، زعيم برقا عتيبة، يحمله تبعة مجيء الشريف إلى نجد، ومسؤولية أسر أخيه، سعد بن عبد الرحمن، ويحذره من وخامة عدم إطلاقه. واتضح للشريف حسين، أن الموقف ليس في مصلحته، فأرسل الشريف خالد بن منصور بن لؤي مندوباً عنه إلى الأمير عبد العزيز آل سعود (2)، يعرض عليه شروطه، ومنها أن يعترف الأمير عبد العزيز بسيادة الدولة العثمانية، وأن يدفع مبلغ ستة آلاف ريال مجيدي، سنوياً، عن إقليم القصيم. وتمكن الشريف خالد بن لؤي من إقناع الأمير عبد العزيز، بأن نيات الشريف حسنة، وأنه لا يريد أكثر من اعتراف اسمي بتبعيته للدولة العثمانية، وتعهده بدفع مبلغ من المال، سنوياً، وأن هذا التعهد يحسن صورة الشريف أمام الدولة العثمانية، ويثبت لها أنه قام بعمل ما في مصلحتها. ويلاحظ أن هذه الشروط، هي نفسها التي عرضها متصرف الأحساء العثماني، على الإمام عبد الرحمن الفيصل، عام 1308هـ - 1890م. واتفق الطرفان على تلك الشروط، وأطلق سعد بن عبد الرحمن، وغادر الشريف إلى الحجاز، ورجع ابن سعود إلى عنيزة، في رمضان 1328هـ - سبتمبر 1910م.

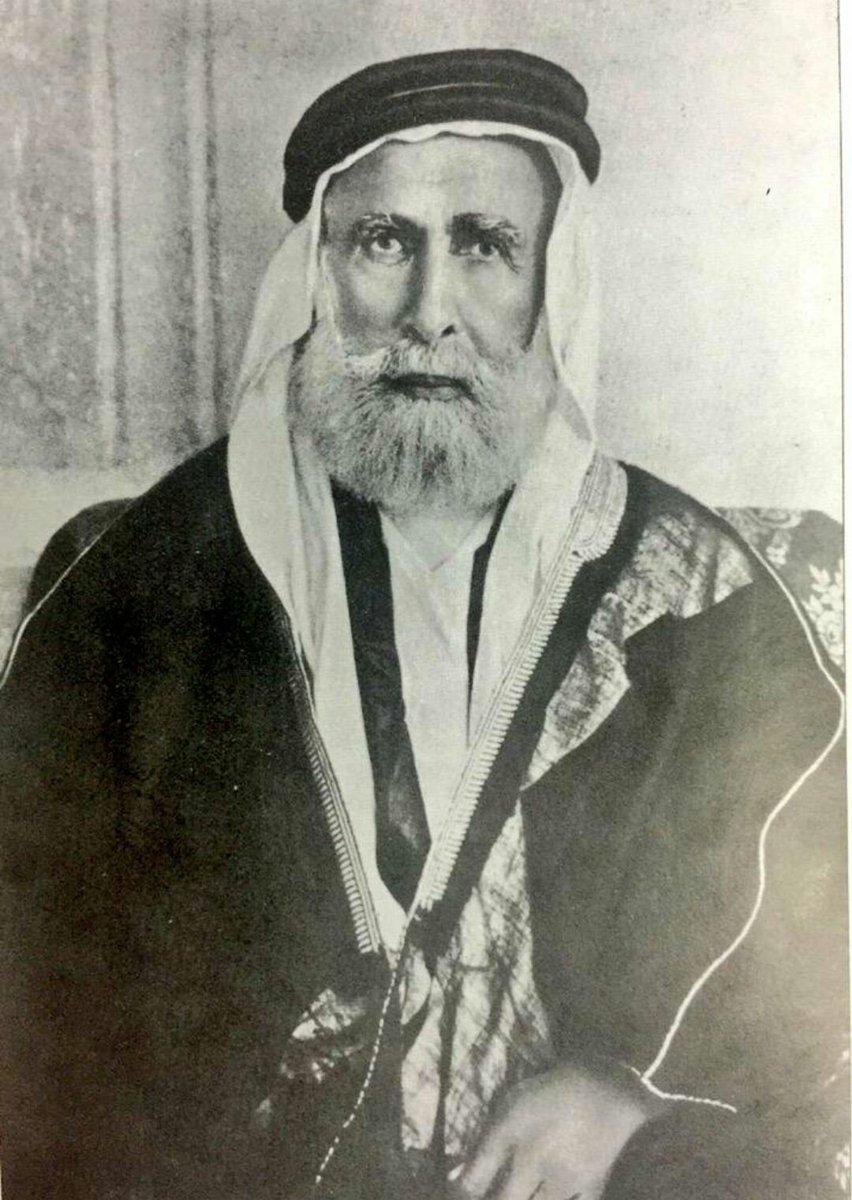
الشريف حسين بن علي الهاشمي

وفي عام 1910 ، استمرت العمليات الحربية على نطاق غير كبير ضد أبناء عم عبد العزيز الثلاثة، الذين سماهم (بالعرايف)، ولم تسفر تلك العمليات عن نتائج جدية، ولكنها كانت من عناصر عدم الاستقرار الداخلي الناجم عن تباطؤ توسع إمارة الرياض، وعن الجفاف الفظيع. وفي آذار – نيسان (مارس – أبريل) 1910 لبى عبد العزيز دعوة شيخ الكويت لمحاربة المنتفق وقائدهم سعدون باشا، الذين كانوا آنذاك متحالفين مع الشمريين ضد الكويتيين. وفي حزيران (يونيو) 1910 دحر سعدون باشا القوات السعودية الكويتية الموحدة، فاستولت المنتفق على غنائم كبيرة.
كانت العلاقات المتبادلة بين جبل شمر والسلطات العثمانية في الحجاز تتطور بصورة مضطربة، وفي حزيران 1910 طرد زامل آل سبهان الفصيل التركي من واحة تيماء، إلا أن نوري بن شعلان استولى على الجوف في عام 1909، واحتفظ بها لبعض الوقت وضغط بذلك على جبل شمر من الشمال والشمال الشرقي. ويبدو أن نوري بن شعلان وعبد العزيز أقاما تعاونا متينا جدا ضد العدو المشترك.
وحاول الشريف حسين خلال عامين من حكمه أن يثبت ولاءه للباب العالي؛ فقام بحملة على عسير، في حين كان الأتراك مشغولين بإخماد انتفاضة الإمام يحيى في اليمن. واستولى الحسين على إقليم عسير لأجل الأتراك، وعاد إلى مكة عبر واحات بيشة ورانية وتربة الواقعة على حدود نجد، وفرض سيطرته عليها. وفي أواخر صيف 1910 جمع الشريف متطوعة من البدو ودخل نجد، وفي الطريق تمكن بالصدفة أن يأخذ سعد شقيق عبد العزيز أسيرا. ولم يكن الحسين يتوقع حربا كبيرة، ولم تكن قواته كافية، وصار المدعو خالد بن لؤي وسيطا بين أمير الرياض وشريف مكة، وتعين عليه فيما بعد أن يلعب دورا هاما في استيلاء النجديين على الحجاز. وبعد المفاوضات وعد عبد العزيز بأن يدفع للسلطان العثماني ستة آلاف ريال سنويا، ويؤكد سيادة الأتراك رسميا على نجد. وبعد ذلك أطلق سراح سعد وعاد الحسين إلى مكة.
وبعد عقد الصلح مع شريف مكة توجه عبد العزيز إلى الحريق من جديد، لإخماد التمرد الذي تزعمه هذه المرة أحد (العرايف)، وقد أعدم جميع أفراد آل هزان الذين شاركوا في العصيان، إلا أن عبد العزيز عفا عن مدبر التمرد، وهو قريبه سعود بن عبد الله بن سعود، وظل هذا يخدمه بإخلاص مدى الحياة، وفر باقي (العرايف) إلى الحجاز؛ حيث منحهم الشريف حق اللجوء.
وباشر، بعد ذلك، استكمال معالجة مشكلة أحفاد الإمام سعود بن فيصل، في بلدة الحريق، ومعهم الهزازنة؛ فهجم أتباعه عليهم، واحتلوا بلدة الحريق، وهرب منها الهزازنة، نحو الأفلاج؛ حيث قضي عليهم، عام 1329هـ - 1911م. وأما أحفاد سعود بن فيصل، فتفرقوا، وذهب قسم منهم إلى البحرين، وبعضهم توجه إلى الحجاز، واتخذوا منها منطلقاً لتحركاتهم ضد الأميرعبدالعزيز، ما أدى إلى توتر العلاقة بينه وبين الشريف.

### توتر العلاقات بين نجد والحجاز
في الوقت الذي استلم فيه الشريف الحسين بن علي، منصب الشرافة في مكة، كان الأمير عبد العزيز في القصيم، منشغلاً بترتيب أوضاعها، ولم يهتم بأمر الشرافة في الحجاز. لكن الشريف حسيناً، كان يهمه أن يتقدم على منافسيه في الحكم في مكة، من ولاة الدولة العثمانية وقواتها؛ فجهد في خدمة الدولة العثمانية، محاولاً تأديب من خرج عن طاعتها، من القبائل والأفراد. كما شعر بالانزعاج للأخبار، التي تأتيه عن انتصارات ابن سعود، في نجد والأحساء؛ فكتب إلى الدولة العثمانية تقريراً، في شأن الحالة على الحدود الشرقية للحجاز، وطلب اتخاذ تدابير عاجلة لوقف نشاط ابن سعود، فجاءته الموافقة، وأطلقت يده في اتخاذ ما يراه من تدابير.
وبعد تعيينه بعامين، أي سنة 1328هـ - 1910م، قاد بنفسه حملة، لتأديب قبيلة عتيبة. وتقدم الشريف نحو نجد، حتى نزل في بلدة القويعية؛ حيث نفوذ ابن سعود، مستغلاً، وقتها، انشغال الأمير عبد العزيز بترتيب أمور القصيم، وإخماد عصيان أحفاد عمه سعود بن فيصل في نجد. وقد استطاع الشريف حسين، بمعونة بعض قبيلة عتيبة، أن يأسر سعد بن عبد الرحمن، شقيق الأمير عبد العزيز بن سعود. وسعى في الصلح أميرُ الخرمة، الشريفُ خالد بن منصور بن لؤي، وفهم منه الأمير عبد العزيز، أن الشريف حسين لا مطالب له سوى إظهار سطوته أمام الدولة العثمانية، وطلب منه أن يعترف، ولو اسمياً، بسلطة الدولة العثمانية، ولما تحقق ذلك، انتهى الأمر بإطلاق سعد بن عبد الرحمن ومن معه، هدية من الشريف حسين للأمير عبد العزيز، وتحسنت العلاقات بين الشريف حسين والأمير عبد العزيز بن سعود، لفترة وجيزة، برزت في تبادل الرسائل الودية بينهما.
أعلن الشريف حسين، خلال الحرب العالمية الأولى، في 9 شعبان 1334هـ - 12 يونيو 1916م، الثورة على الدولة العثمانية، حليفاً لبريطانيا، وأصبحت العلاقة بين الشريف حسين والأمير عبد العزيز يشوبها التوتر، بعد إعلان الشريف نفسه ملكاً على كل العرب، وعد أرض نجد ومن يحكمها خاضعين لسلطته، وجزءاً من مملكته. كما زاد من حدة التوتر في العلاقات النجدية ـ الحجازية، الخلاف بين الملك حسين والأمير عبد العزيز، في الحدود بين نجد والحجاز، خاصة خلافهما في واحتَي تُربة والخرمة.
وبعد انتهاء الحرب العالمية الأولى، سنة 1337هـ - 1918م، بهزيمة الدولة العثمانية، وازدياد نفوذ الشريف حسين في الحجاز، وشعوره بنشوة الانتصار والقوة، بعد استيلائه على بقايا الجيش العثماني وذخائره في الحجاز، بدأ بالاستعداد لاحتلال واحتَي تربة والخرمة (1)، اللتَين كان معظم سكانهما من المتحمسين لدعوة الشيخ محمد بن عبد الوهاب، وهي الأساس الذي قام عليه حكم آل سعود، وكان في طليعة هؤلاء المتحمسين للدعوة، أمير الخرمة، الشريف خالد بن منصور بن لؤي، الذي حدث خلاف بينه وبين الأمير عبد الله بن الحسين، أدى إلى خروجه عن طاعة ملك الحجاز. وقد أرسل الملك حسين عدة سرايا لإخضاعه، ولكن أتباعه، ومن انضم إليهم من الإخوان التابعين للأمير عبد العزيز، رسمياً، تمكنوا من صد تلك السرايا.
كان أغلب سكان الخرمة لايزال يؤمن بمبادئ وأفكار الدولة السعودية الأولى، وعدد كبير من سكانهم الحضر راحوا يؤيدون ابن سعود. في مطلع 1917 كان خالد بن لؤي الهاشمي قد حذر ابن سعود من أن الشريف حسين قد قرر استعادة الخرمة وطرد زعامتها، وفي العام التالي أرسل أربع حملات إلى الخرمة؛ جميعها باء بالفشل، لكنها أججت الرأي العام بين السكان ضد الشريف حسين. لكن كان ابن سعود يطلب منهم الصبر إلى أن يأتي الوقت المناسب سياسيا، وذلك لضمان الانتصار السياسي وليس العسكري فقط، وكذلك وجود ما يشغلهم من ناحية مدينة حائل.
وكان أغلب قوات الشريف حسين منشغلة بحصار المدينة المنورة، لكن بعد سقوط المدينة بوقت قصير، أرسل الشريف عبد الله برقية إلى ابن سعود يبلغه فيها بانتصاره، وأخبره فيها بأن انشغالهم مع الأتراك في المدينة منعهم من ترتيب شؤونهم، ومع ذلك فإن الذين حاولوا إفساد القبائل وتخريبها، حسب تعبيره، سوف يتم محاسبتهم. وردا على تلك الرسالة أرسل ابن سعود رسالة أكد فيها للشريف عبد الله أنه لا يريد سوى السلام، وأنه يريد الوصول إلى تفاهم، خاصة أنه يعرف دعم الإنجليز لهم. أما الشريف عبد الله فكان رده على دعوة ابن سعود للسلام والتحكيم في رسالة عبر فيها عن «أحر تحياته لابن سعود، ولأبنائه وللإخوان»، وقال: «إني أخوكم الصادق، ومستعد لسعادتكم ما تأمرون.. ولا يجوز أن تفرق بينكم وبين والدي أمور البادية التي لا أهمية لها.. وكيف يمكن أن يحدث خلاف بين رجلين كبيرين بخصوص تربه والخرمة والبادية؟ هأنذا متوجه إلى مكة؛ فأرجو أن ترسلوا أحد رجالكم، وإن ارتأيتم أن يكون أحد ابخالكم فذلك أولى، وأنا كفيل النجاح بحسين المخلاف والاتفاق مع سيدي الوالد». وبعد أن تسلم ابن سعود الرسالة، لم يطمئن للرد، وأرسل مجموعة من الافراد للاستطلاع، للتأكد من ذهابه إلى مكة وليس تربة. ويقول المؤرخ أمين الريحاني أن عبد الله أخبره أنه لم يكن ينوي الذهاب إلى خرمة (أو تربة)، لكن أمره والده بالاتجاه إلى هناك، وأنه كبير العائلة الهاشمية، ويجب أن ينفذ أوامره.
وكان قد وعد البريطانيين بعدم الهجوم على حلفائهم، وحتى لا يقال إنه أخلف وعده، وحتى لا يخيف البريطانيين منه ومن أتباعه، وحتى لا يستعديهم بدون مصلحة سياسية، أرسل إلى ممثل بريطانيا في جدة، أنه يحترم هذه الاتفاقية، لكنه لن يكون مسؤولا إذا ما قام الشريف حسين بالعدوان. وقال: «رجال القبائل التابعين لي لن يقوموا بأي تحرش أو عدوان إلا بعد أن يكون هو قد قام بالشيء نفسه، وتصبح تصرفاته مع أهل نجد مناقضة للقانون والمنطق، نظرا لأن سفك الدماء ونهب الممتلكات كان مستمرا، برغم كتاباتي له بأن ينسحب إلى حدوده».
ووصل ابن سعود إلى تربة، وأنشأ فيها معسكرا، وأرسل إلى مختلف القبائل والقرى المجاورة يطلب من زعمائها الحضور إلى تربة، خلال ستة أيام، وإلا فإن عبد الله وقواته سوف ينزلون بهم الخراب والدمار. ثم جاءت رسالة من الشريف عبد الله يقول فيها بثقة وتحدٍّ: «أخبر الخوارج، ومن لف حولهم في القرنين بما جرى، قل لهم إننا سنكفيهم مؤنة القدوم إلى تربة. قل لهم ما جئنا تربة من أجل تربة والخرمة فقط، سنصوم في الخرمة إن شاء الله، وسنعيد عيد الأضحى في الأحساء». وعقب استلام الرسالة تعالت صيحات الناس من القبائل والإخوان بصرخات الحرب، وبدلا من الخوف والانصياع اللذين كان يتوقعهما عبد الله منهم، راحوا يصيحون «هبت هبوب الجنة وين أنت يا باغيها.. إياك نعبد.. واياك نستعين!»، خاصة أن ابن سعود كان يطلب من الناس الصبر حتى يكون النصر العسكري مقترنا بنصر سياسي، وكان لابن سعود ما أراد.
وقبل صلاة العشاء بساعة بدءوا مسيرتهم في اتجاه معسكر عبد الله، وكان عبد الله، كعادته قد نام في فراشه، وسمح لمعسكره وجنوده بالنوم دون اتخاذ أي احتياط. وفي ضوء النصر السهل المرتقب الذي كان يتوقعه، زادت غطرسة الشريف عبد الله أكثر فأكثر، حتى إنه أمر بقطع رأس أي من البدو يحضر إليه رسالة تقول إن ابن سعود والإخوان قد بدؤوا في الهجوم، وقد وضع ابن سعود الجيش في ثلاث مجموعات، مجموعة الخيالة، ومجموعة بقيادة خالد بن لؤي، ومجموعة بقيادة قائد الإخوان ابن بجاد. وانتصروا في المعركة، ومنع الخيالة الجنود من الهرب، ولم يستطع الهرب سوى عبد الله ومعه قليل من الضباط، وهم في ملابس النوم.
وقبل الإطاحة بجيش الشريف حسين في تربة، كان قد أرسل بقائمة مطالب إلى ابن سعود عن طريق البريطانيين، وهدد بأنه سيتم الهجوم ما لم يتم تنفيذ تلك المطالب، ومنها تسريح جميع جيوش الإخوان، وخاصة تلك الموجودة في الغطفط والارطاوية، ومنع أي اتصال بين هذين المكانين وبين قبيلة عتيبة.

#### معركة تربة

معركة تربة 15 مايو 1919م، حدثت في تربة البقوم، على وادي تربة

أدى النزاع على الحدود بين نجد والحجاز، خاصة حول واحتي تربة والخرمة إلى وقوع الحرب بين الطرفين في وقعة تربة 1337هـ، أوائل عام 1919م ، وعلى الرغم من ذلك، عامل أهلها بقسوة واستباحها جنوده، في أثناء فترة انعقاد مؤتمر السلام في باريس، في أعقاب الحرب العالمية الأولى. وقد انتصر فيها الجيش السعودي، على جيش الشريف حسين الذي كان يقوده الأمير عبد الله. وكان الانتصار كبيراً؛ حيث إن الجيش الهاشميّ المنظم قد شتت شمله. لذا تعد وقعة تربة بداية المشوار في ضعف الهاشميين في الحجاز، ثم سقوط دولتهم فيه. وتعد وقعة تربة أيضًا فاتحة ضم مناطق الحجاز وتوحيدها ضمن بلاد الدولة السعودية الحديثة؛ لأن تربة هي بوابة بلدان الحجاز من الداخل.
اعتقد الملك حسين، أنه بما لديه من قوات وذخائر، يمكن أن يستولي على واحتي تربة والخرمة. وكانت الحكومة البريطانية، قد شجعته على ذلك، وأرادت أن تشغله عن الوضع في بلاد الشام وفلسطين؛ فقرر مسؤولوها عن شبه جزيرة العرب تشجيع الملك حسين على الاستيلاء على الواحتين، على الرغم من تحذير موظفهم، جون فيلبي، الذي كان يرى عدم قدرة الملك حسين على مقاومة أتباع السلطان عبد العزيز آل سعود.
وبعد أن نال الملك حسين تأييد بريطانيا المعنوي، وكل إلى ابنه، الشريف عبد الله بن الحسين، قيادة جيش نظامي، قوامه ألفا رجل، إضافة إلى خمسة آلاف من رجال القبائل المختلفة، مزوداً بمدافع وأسلحة حديثة. وتقدم هذا بجيشه، وتمركز في عُشيرة، على مقربة من تربة، بانتظار أوامر والده بالهجوم.
حذر السلطان عبد العزيز آل سعود بريطانيا من خطر الموقف. فطلبت بدورها من الملك حسين أن يتريث ويبحث الموقف مع ابن سعود، ولكن الملك حسيناً لم يصغ إليها، وأصر على احتلال الواحتين المذكورتين؛ فتقدم الجيش الهاشمي بقيادة عبد الله بن الحسين إلى تُربة، ودخلها من دون مقاومة تذكر، في 24 شعبان 1337هـ - 24 مايو 1919م ، وعلى الرغم من ذلك، عامل أهلها بقسوة واستباحها جنوده.
ومع بزوغ فجر 25 شعبان سنة 1337هـ - 25 مايو 1919م ، هجم جيش الإخوان على جيش الأمير عبد الله بن الحسين، من مختلف الجهات، الأمر الذي أصابه بالارتباك، فلم يستطع أن يفعل شيئاً، على كثرة عدده وعتاده. ومزق الإخوان جيش عبد الله، وبلغ عدد قتلاه خمسة آلاف وخمسة وستين رجلا، ولم ينج منه إلا عدد قليل، فاستولى الإخوان على أسلحة ومؤن وأموال وعتاد كثير، وتمكن الأمير عبد الله بن الحسين من النجاة بنفسه، والوصول إلى الطائف. وبعد خمسة أيام من وقوع المعركة، وصل السلطان عبد العزيز بجيشه الذي انطلق به من الرياض إلى تربة، فأقام بها خمسة عشر يوماً يدير شؤونها.
أما الملك حسين بن علي فقد أفزعه ما حل بجيشه، وتأثر من سقوط تربة، ومنع التعامل التجاري مع النجديين، ومنعهم دخول الحجاز لأداء الحج. (السباعي، ج 2، ص 242). وكان هذا يحدث كثيرا؛ حيث إن الأشراف منعوا الكثير ممن قبل بدعوة الشيخ محمد بن عبد الوهاب ورفض ما يرونه عبادة قبور، منعوا من الحج لمدة نصف قرن تقريبا. وخاف الملك حسين من مواصلة الإخوان تقدمهم نحو الطائف، فاتصل بالحكومة البريطانية يطلب مساعدتها، وذلك من طريق المعتمد البريطاني في جدة، وقد استجابت لطلبه، وحذرت السلطان عبد العزيز من التوغل في الحجاز، واعتبرته محارباً لها إن فعل.

### قيام حركة الإخوان

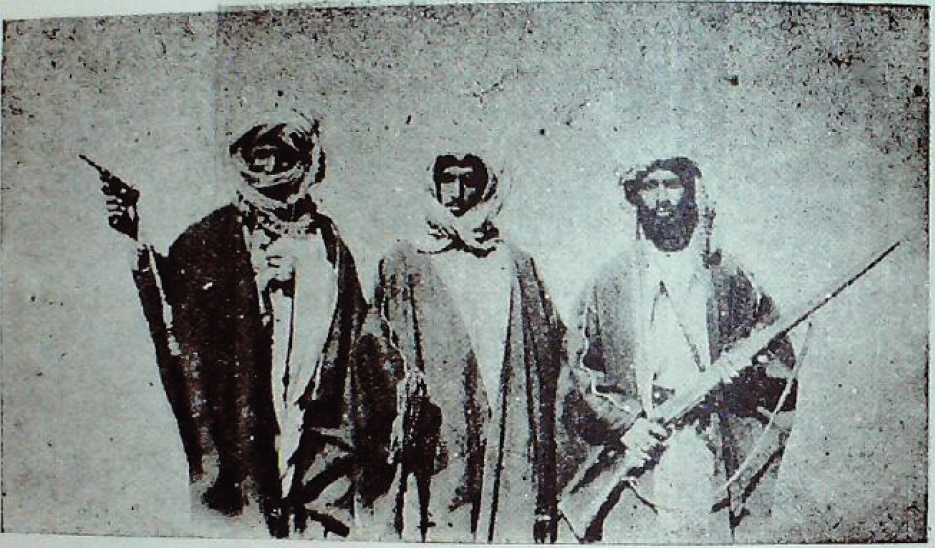
ضيدان بن حثلين -شيخ العجمان- في وسط الصورة ومن اليمين «الدويش» ومن اليسار «فرحان ابن شعلان».

أُسست الحركة في عام 1330هـ - 1912م ، أول هجرة لعرب مطير، الذين يقودهم فيصل بن سلطان الدّويش، في موقع يُسمى «الأرطاوية»، قرب الزلفى، وهي تُعد أكبر الهُجَر، وأهمها منزلة. ثم تبعت الأرطاوية هُجَر لعدة قبائل تؤسس كل سنة، فهجرة «الغطغط»، بالقرب من الرياض، لقبيلة عتيبة بزعامة سلطان بن بجاد بن حُميْد، وهُجَرة «دخنة» لقبيلة حرب، و«الصَّرَّار» لقبيلة العجمان بقيادة ضيدان بن حثلين شيخ العجمان وأحد قادة الإخوان. وازداد عدد الهُجَر حتى بلغ أكثر من سبعين هُجَرة، عُرف سُكّانها بالإخوان. وقد نال سبب التسمية اهتماماً كبيراً من المؤرخين والدارسين لحركة الإخوان، خَلَصَ أكثرهم إلى الدلالة الدينية المرتبطة بالمصطلح، في قوله تعالى: ﴿وَاعْتَصِمُوا بِحَبْلِ اللَّهِ جَمِيعًا وَلَا تَفَرَّقُوا وَاذْكُرُوا نِعْمَةَ اللَّهِ عَلَيْكُمْ إِذْ كُنْتُمْ أَعْدَاءً فَأَلَّفَ بَيْنَ قُلُوبِكُمْ فَأَصْبَحْتُمْ بِنِعْمَتِهِ إِخْوَانًا وَكُنْتُمْ عَلَى شَفَا حُفْرَةٍ مِنَ النَّارِ فَأَنْقَذَكُمْ مِنْهَا كَذَلِكَ يُبَيِّنُ اللَّهُ لَكُمْ آيَاتِهِ لَعَلَّكُمْ تَهْتَدُونَ ۝١٠٣﴾ [آل عمران:103]
ولا أحد يعرف التاريخ الدقيق لنشوء بلدة الأرطاوية الأولى، إلا أنها ظهرت، على مايبدو، في النصف الأول من عام 1913. وفي الأول من آذار (مارس) 1929 كتبت جريدة (أم القرى)، التي تأسست بعد ضم الحجاز، أن كانون الثاني (يناير) 1913 هو تاريخ نشوء أول هجرة. نشأت أولى (هجر) الإخوان حول مجموعة الآبار في الوادي ذي المراعي الجيدة والأشجار الكثيرة. ويقع هذا الوادي على طريق القوافل من الكويت إلى القصيم في منطقة ديرة مطير التي هي من أقوى قبائل أواسط الجزيرة وأكثرها اعتزازا بنفسها.
وباع قسم من مطير طوعا بعض إبلهم ومعدات الخيام الضرورية لنمط الحياة البدوي. واستقروا في منطقة الرطاوية وأخذوا يبنون المنازل بعد أن عزموا على ممارسة الزراعة وحدها ودراسة التوحيد. وانضم إلى مطير العريمات وهم فخذ من حرب قاموا بقسم كبير من البناء في الهجر لأنهم يمتلكون المهارات اللازمة في الصنائع والبناء والزراعة خلافا لسائر البدو. وتحول التعاضد القبلي التقليدي إلى تعاضد بين الإخوان. فإذا فقد أحد أملاكه بسبب غزوة أو بسبب هلاك الماشية فإن الإخوان يجمعون له التبرعات .
ونشأت هجر كثيرة على إثر الأرطاوية؛ فقد نشأت هجرة عتيبة في (الغطغط)، وقد دمرت فيما بعد. وفي عام 1918 ظهر عدد كبير من هذه الهجر في كافة أرجاء نجد. ولئن كان عدد هجر الإخوان في عام 1920، 52 هجرة في الجزيرة كلها، فقد ازداد في عام 1923 إلى 72، وفي عام 1929 بلغ 120 هجرة تقريبا. وكتبت (أم القرى) في عام 1929 أن عنزة أسست 7 هجر وشمر 16 وحرب 22 ومطير 12 وعتيبة 15 وسبيع 3 والسهول 3 وقحطان 8 والدواسر 4 وبنو خالد 2 والعجمان 14 والعوازم 2 وبنو هاجر 4 وآل مرة 4 وبني رشيد3 والضفير 1. ولكنه حتى في أوج حركة الإخوان لم يستقر في الهجر إلا عشر أو، في أفضل الأحوال، خمس من البدو الرحل. وكان الجفاف ومصاعب الحياة البدوية، أي الضرورة الاقتصادية، من الدوافع التي جعلت البدو يستقرون ويتحولون إلى حضر. وكان نزوحهم إلى الشمال محدودا بسبب عدم رغبتهم في الاعتماد على أهواء الأتراك ومن بعدهم الإنجليز. وقد شجع ابن سعود عملية استقرار البدو، وساعد الإخوان بالنقود والحبوب والأدوات الزراعية ومواد بناء المساجد والمدارس والهجر، كما بعث المطاوعة لتعليمهم. وبالإضافة إلى ذلك زود المحاربين بالسلاح والذخيرة للدفاع عن الدين.
لم يخلُ تأسيس الهُجَر من خلق بعض المشاكل للأمير عبد العزيز؛ فهؤلاء البدو، الذين انسلخوا من حياة البداوة، وباعوا جمالهم، وتحولوا إلى الإقامة في الهُجَر، لم يكن لهم من عمل يشغلهم أيام السّلم سوى الصلاة والذكر والعبادة. وكانوا يربطون رؤوسهم بالعِصَابة البيضاء التي تميزهم من غيرهم من الناس، أي من غير الإخوان.
ولكن عبد العزيز بن عبد الرحمن بن فيصل آل سعود نجح في حلّ هذه المشكلة، حين استعان بالعلماء، الذين بحثوا في التاريخ، وأخبار السلف، فسلّحوا بها الدعاة (المطاوعة) المتوجهين إلى الهُجَر. فمضى المطاوعة هؤلاء يحاربون البطالة والكسل، ويعلِّمون «إخوان الهُجَر» أن الزراعة والتجارة والصناعة لا تنافي الدين، وأن المؤمن الغني القوي خير من المؤمن الفقير الضعيف.
وقد أفلح الدّعاة والوُعّاظ في تحبيب العمل والكسب إلى الإخوان؛ فشرعوا يزرعون الأرض حول الهُجَر ويتاجرون. فنشأت بعض هذه القرى سريعاً وصارت تباري جاراتها القديمة في الزراعة والتجارة، «على أن الزراعة والتجارة لم تُضْعف في أبناء هذه الهُجَر، من الإخوان، روح القتال، بل علمتهم فوق شجاعتهم شجاعة جديدة لا تعرف الخوف، ولا تهاب الموت».
وكان أمراء الهجر يستلمون من عبد العزيز معونة نقدية ويتمتعون بحس ضيافته. وكانت أسماء الأمراء تسجل في سجلات خاصة، وكان مقدار المعونة يحدد تبعا لخدماتهم وعدد أتباعهم ِ، وكان الإخوان المحاربون يتلقون مكافأة سنوية بعد أن تسجل أسماؤهم في سجلات ديوان ابن سعود. إن الشرط الرسمي للانتماء إلى الهجرة هو التخلي عن عادات والتزامات نمط الحياة العشائري. إلا أن هذا الشرط لم يكن يطبق عمليا، فصار الإسكان في الهجر يجري في الغالب على أساس قبلي. وصارت هجر الإخوان في الواقع مقرات لشيوخ أكبر القبائل. وأخفقت محاولة ابن سعود لحرمان القبائل من زعمائها التقليدين بواسطة فرق الإخوان. وقد استقر فيصل الدرويش زعيم مطير في الإرطاوية، كما استقر زعيم عتيبة في الغطغط. وسكن زعيم حرب في دخنة وسكن ابن جبريل وابن ثنيان زعيما شمر في الأجفر.
كان الحماس الديني لدى الإخوان يستهدف طاعة الله ويخدم بالطبع أولياءه في الأرض. وكان من المنتظر الثواب عل جهودهم الدينية والدنيوية، كما في السابق عن طريق غنائم الحرب ولكن ليس بشكل غزو بعض القبائل لبعضها الآخر أو النهب في الطرقات، بل في الجهاد ضد المشركين. واقترنت الضرورة الاقتصادية والاجتماعية لاستقرار البدو والانتقال إلى الزراعة بالتفاني الديني والحاجات العسكرية، إلا أن هذه المهمات يمكن أن تتعارض، ولذا دمرت بعض القرى «الهجر». بديهي أن من المستبعد توقع تخلص البدو بسرعة من عاداتهم البدوية السابقة وتحولهم إلى زراع جيدين؛ ففي غالب الأحيان لم يكن الحماس الديني يكفيهم من أجل التوحيد أكثر مما يرغبون في الزراعة.
سعى الأمير عبد العزيز بن عبد الرحمن بن فيصل آل سعود إلى الاستفادة من قوة البادية، بالسيطرة عليها، وتهذيبها، وتوجيهها إلى الأعمال النافعة. وسعى، أيضاً، إلى هدف ديني سامٍ، هو رفع الوعي الديني لدى هذه الفئة، التي لا تتيح لها حياة البداوة فرصة للتفقه في أمور الدين. وقد بدأ يبعث الدعاة إلى القبائل، في مواطنها، ليحثُّوهم على هجر ما كانوا عليه، من أمور لا تتفق مع أحكام الدين. وشجعوهم على الاستيطان في أماكن قريبة من البلدان والقرى، يسهل الوصول إليها. وكانت أولى نتائج هذه الجهود، قدوم جماعة من قبيلة حرب، للاستقرار في بلدة حَرْمة، عام 1330هـ - 1912م. ثم انتقلوا إلى الأرطاوية، وهو مورد ماء في نجد، وبنوا لهم مساكن، وأطلقوا على هذه المستوطنة اسم «هِجْرة»، إشارة إلى هجرهم نمط حياتهم الأول، والانتقال إلى نمط جديد، يعتمد على أسس دينية. وصارت هجرة «الأرطاوية»، فيما بعد، مركزاً لزعيم قبيلة مطير، فيصل الدويش. وتوالى تأسيس الهجر، في أرجاء نجد، في مناطق صالحة للزراعة، أقطعهم إياها الأمير عبد العزيز. وكان من أعظمها هجرة «الغطغط»، التي كانت مقراً لزعيم قبيلة عتيبة، سلطان بن بجاد بن حميد. وأمد الأمير عبد العزيز سكان الهجر بالمساعدات، لبناء المساجد والكتب الدينية، وإرسال الدعاة إليهم. وأطلقوا على أنفسهم اسم «الإخوان»، إشارة إلى ما صار يربط بين أفراد هذه المستوطنات، من روابط دينية، تغلبت على الروابط، القبلية والعصبية. وتشدد هؤلاء الإخوان في تعاملهم مع من ليس منهم، من أقربائهم أو من القبائل الأخرى. وانضم إليهم عدد كبير من الأتباع، عن اقتناع ديني، أو رهبة بطشهم، أو رغبة في المشاركة في الغنائم، التي تجمع بعد المعارك. ولقد أدى ظهور حركة الإخوان إلى فوائد للدولة السعودية، في بداية تأسيسها، منها:
1. القضاء، إلى حدّ ما، على العداء، الذي كان يثور بين القبائل، بين الفينة والأخرى.
2. التخفيف من حدّة الولاء القبلي لزعماء القبائل، لحساب القيادة الدينية، المتمثلة في الحكومة المركزية.
3. تكوين فرق عسكرية ضاربة، تدفعها الحماسة الدينية إلى الفتح والقتال، كانت عوناً للدولة على السيطرة على الحجاز، وغيرها من المناطق.
4. تسهيل مهمة الحكومة المركزية في الحفاظ على الأمن.

وأخيراً نجح عبد العزيز بن عبد الرحمن بن فيصل آل سعود في إعداد جيش قوي من المجاهدين، يُحركهم صدق العقيدة، ورياح الجنة، بعد أن كانت تحركهم الأطماع والرغبة في السّلب والنّهب. وقد وصفهم عبد العزيز بن عبد الرحمن بن فيصل آل سعود في هذه المرحلة أصدق وصف حين قال: «القليل عندنا يقوم مقام الكثير عند غيرنا.. كنا نمشي ثلاثة أيام من دون طعام. يأخذ الواحد منا تمرة من حين إلى حين يرطب بها فمه ... نعم كانت الحاضرة أثبت قدماً وأشد بأساً من البادية. أمّا الآن، فالبادية المتحضرون أهل الهُجَر هم في القتال أثبت من الحاضرة، وأسبق إلى الاستشهاد».
ظل باقيا في قرى الهجر بعض الفوارق الطائفية بين القبائل التي تقدم المزارعين المقاتلين وبين القبائل التي كان يتعين عليها ممارسة الصنائع والبناء وتأمين مستلزمات القرى الجديدة الجزيرة العربية.
وغالباً ما كان الصناع والباعة يعتبرون من الأشخاض الذين لا تشملهم الأعمال الحربية، وكان يتعين عليهم أن يصنعوا حدوات الجياد والسلاح والأدوات الزراعية ويصلحونها. وعندما تبدأ الحرب كانوا يبقون في القرى.
أما المطاوعة فكانوا يمثلون الفئة الأوطأ من علماء الدين والفقهاء الذين يجرى إعدادهم في الرياض ومراكز أخرى. وكان هؤلاء المطاوعة في الواقع يؤدون في القرى دور دعاة ومخبري السلطة المركزية المتمثلة في علماء الرياض والأمير شخصيا. ومن أكبر الهجر كان عبد العزيز يعين قضاة؛ فكان يعينهم من آل الشيخ عادة.
وكان سكان الهجر الملزمون بالخدمة العسكرية يقسمون إلى ثلاث فئات تضم الأولى الأشخاص الذين هم في حالة تأهب واستعداد دائم للقتال والذين يلبون نداء الجهاد حالا. وتضم الفئة الثانية الاحتياط، أما الفئة الثالثة فتتكون من الذين يظلون في القرى عندما تنشب الحرب. ولكنهم بقرار من العلماء يجندون في جيش الأمير في الحالات الاستثنائية. وكان سكان الهجر يؤدون الخدمة العسكرية مع إبلهم وسلاحهم وأغذيتهم. وكانت بعض الهجر، وخاصة الواقعة في أواسط نجد، تستلم معونة من بيت المال للأغراض الحربية، عندما تقدم عساكرها.
كان البدون الذين استطونوا الهجر يعتقدون أنهم انتقلوا من الجاهلية واعتنقوا الإسلام الحقيقي. وكانوا ينهمكون في نشر معتقداتهم بحماس كبير، حتى إنهم كانوا يضربون البدو والحضر الذين لا ينضمون إليهم ويعتبرونهم من الكفرة. ونظرا لأن البدو كانوا في السابق بالفعل لا يعرفون الإسلام إلا قليلا؛ فان هذا الانتقال، وكذلك استبدال العرف القبلي بالشريعة، قد اتسما بطابع مأساوي لدرجة ما؛ فقد أشار موسيل، مثلا إلى اشتداد المشاعر الدينية بين الرولة الذين شاركوا في فرق الإخوان. وعلى أية حال فإن الكثيرين من البدو صاروا يحفظون عن ظهر قلب سورة أو سورتين من القرآن.
من المعروف أن المتيدنين الأجداء أكثر حزما وتعصبا في أداء الفرائض الدينية من المتيدنين القدامى، ولذلك فإن البدو الذين لم يعرفوا الإسلام سابقا، أو الذين يعرفون عنه القليل جدا، صاروا يؤدون فرائضه كالصلوات الخمس بحماس شديد، وأخذوا يضربون بالعصيّ من يتنصل عن أدائها. ولكي يميز الإخوان أنفسهم من سائر المسلمين الذين اعتبروهم مشركين صاروا يرتدون عمامة بيضاء بدلا من الكوفية العادية، كما أخذوا يحلقون شواربهم ويقصرون لحاهم ويصبغونها بالحناء أحيانا، كما قصروا دشداشتهم حتى صارت تغطي الركبتين بالكاد. ومنع الإخوان الموسيقى أيا كانت، ما عدا طبول الحرب، ولم يشربوا القهوة لأنها لم تكن معروفة في زمن النبي، وتحاشوا التدخين كما يتحاشون السم. وكان تعاطي الكحول محرما بالطبع، وكذلك الحرير والنقوش الذهبية على الألبسة الرجالية، وصبت اللعنات على القمار وقراء الفأل والألعاب السحرية. ونشير هنا إلى الطابع التعادلي للكثير من محظورات الدين لدى الإخوان. وكان ذلك شكلا لاحتجاج بسطاء أبناء الشعب على أبهة الطبقات الحاكمة (حسب مقاييس الجزيرة العربية).
وكان الإخوان يطلقون نعت المشركين على جميع الذين لا يريدونهم من أهالي المدن والواحات والبدو. وبِاسم تجديد الدين قامت فرق الإخوان بقساوات كثيرة، مع أن تعصبهم قوَّى القدرة الحربية لقوات ابن سعود. ويعتقد ديكسون أن نظام الفروسية البدري تضعضع في الفترة بين 1913 – 1930 بسبب حركة الإخوان.
ويرى مؤلفون كثيرون أن ابن سعود نفسه لم يكن متعصبا أبدا، وأنه قد انتفع من حركة الإخوان، واستخدمها متجاوزا بمهارة مطالبها المتطرفة، كما أنه إبان الحرب العالمية الأولى وافق على الحماية البريطانية، واستلم معونات شهرية من الحكومة البريطانية، وادعى أن ذلك مجرد جزية كالتي كان المسيحيون يدفعونها للخلفاء الأوائل، ولكنه حتى في المرحلة الأولى من مراحل حركة الإخوان لم يكن يثق بهم حتى النهاية، وذلك بحكم منحدرهم البدوي، وبحكم الإفراط في انتشار السمات التعادلية في حركة الإخوان من وجهة نظر الإقطاعي الكبير. وفي حاشية أمير الرياض كان قريبه ونصيره عبد الله بن جلوي من أشد معارضي الإخوان.

### معركة الطرفية
هي معركة وقعت في عام 1907، في قرية الطرفية بمنطقة القصيم، بين قوات الأمير عبد العزيز آل سعود من جهة، وقوات الأمير سلطان الحمود الرشيد أمير حائل، ومحمد العبد الله آل مهنا أبا الخيل أمير بريدة، وفيصل بن سلطان الدويش شيخ مطير من جهة أخرى، وقد انتصرت فيها قوات الأمير عبد العزيز.
ويذكر التاريخ أن محمد بن عبد الله آل مهنا أبا الخيل أمير بريدةقد قام بالتحالف مع أمير حائل، بعد أن قتل الأمير عبد العزيز آل سعود ابن عمه الأمير صالح بن حسن بن مهنا أبا الخيل؛ فاتفق مع أمير حائل سلطان الحمود الرشيد على أن يكونا يداً واحدة، ودعاه للقدوم إليه في بريدة، وازداد قوة بقدوم الشيخ فيصل بن سلطان الدويش شيخ مطير إليه؛ حيث عاهده على الوقوف معه.
سارع عبد العزيز آل سعود في التحرك إلى القصيم، ومعه بنو عمر من سبيع، وقادتهم طلال بن عجرش وعبد الله بن مرعيد ومسلم بن مجفل، ووصل عنيزة التي هب أهلها معه، وخرج بجموعه لمهاجمة سلطان الحمود الرشيد في بريدة، وحصلت مناوشات لم تسفر عن دخول ابن سعود البلدة، وفي إحدى الغارات كبت فرس الأمير عبد العزيز، فوقع منها وقعة مشؤومة؛ كسر فيها عظم كتفه.
أقبل فيصل الدويش يناصر بن رشيد ومحمد أبا الخيل، فبدأت المناوشات بين الدويش وابن سعود حتى بلدة الطرفية، التي كان يخيم بها ابن عبد العزيز، واستولى على معسكره. وسار ابن رشيد وابن مهنا مع فلول فيصل الدويش إلى مهاجمة الملك عبد العزيز في الطرفية، وعادوا إلى بريدة وهدأت المعركة، وبعد ذلك عاد ابن رشيد إلى حائل، ورجع ابن سعود إلى الرياض.
تذكر الأحداث أنه في آب – أيلول (أغسطس – سبتمبر) 1907 ، ظهر سلطان بن حمود في القصيم؛ حيث انضم إليه أهالي بريدة بزعامة أبا الخيل، وكذلك قسم من مطير. وعندما علم عبد العزيز بغارة سلطان، جمع قوات من قحطان وعتيبة وبني رشيد، وسبيع والسهول وانضمت إليه قوات من العارض، وخلال المعارك اللاحقة في أيلول 1907 دحر عبد العزيز مطير وزعيمها فيصل من جديد. ونشبت المعركة الحاسمة عند الطرفية على بعد بضع عشرات من الكيلومترات شمالي عنيزة، وقاتل ضد عبد العزيز الشمريون وأهالي بريدة وكذلك مطير. وتعتبر معركة الطرفية من معارك عبد العزيز الحاسمة ضد أعدائه، ويعتبرها المؤرخون السعوديون انتصارا. إلا أن أمير الرياض لم يتمكن من الاستيلاء على بريدة، واكتفى بنهب أطرافها. وبعد واقعة الطرفية انسحب الشمريون إلى حائل، كما تراجع فيصل الدويش إلى البادية.
كانت الكتلة الموالية للسعوديين في بريدة تتقوى، وعندما اقترب ابن سعود مع قواته من المدينة في آيار (مايو) 1908 فتح له أنصاره بوابتها، والتجأ أبا الخيل والمحاربون المخلصون له إلى الحصن، ولكنهم طلبوا الصلح بعد أن أدركوا أن لا أمل لهم في فك الحصار، وارتحل أبا الخيل إلى الكويت، ومنها إلى العراق، وعين أحمد بن محمد السديري أميرا لبريدة. وهو يمثل فخذا مرتبطا بالسعوديين من زمن بعيد. وفي تلك الأثناء قتل سلطان بن حمود في حائل في كانون الثاني (يناير) 1908، وتزعم الإمارة سعود بن حمود.
نكث الأمير سلطان بن حمود آل رشيد بشروط الصلح التي وقع عليها متعب آل رشيد في أعقاب وقعة روضة مهنا؛ وكان سلطان بن حمود قد تولى إمارة آل رشيد في جبل شمر بعد مقتل الأمير متعب بن عبد العزيز آل رشيد، الذي قتله بعض أبناء عمومته، ولم يتقيد هذا بصلح متعب، وأبلغ أمير القصيم التابع لعبد العزيز آل سعود بأن الصلح الذي وقعه الأمير متعب مع عبد العزيز بن عبد الرحمن بن فيصل آل سعود أصبح ملغيًّا ومنقوضاً، ما أوجد فرصة كبيرة لعبد العزيز بن عبد الرحمن بن فيصل آل سعود للانقضاض على ماتبقى من بلاد مازالت تابعة للإمارة الرشيدية. وقد ساعدت الظروف العامة والخاصة عبد العزيز آل سعود في تحقيق مشروعه الرامي إلى ضم كل البلاد النجدية إلى دولته؛ فدبت خلافات بين أسرة آل رشيد، وقامت حركة من حركات التمرد والاضطراب والقتل والاغتيالات بين زعماء هذه الأسرة. وعلى الرغم من أن عبد العزيز آل سعود قد تعرض لعدد من المشكلات الداخلية، التي ظهرت نتيجة لمشروعات التوحيد هذه، في الفترة بين عامي 1325 و1331هـ، 1907 و1912م، وبالإضافة إلى هذه المشكلات كانت هناك الظروف الاقتصادية والجوع الذي عم بلاد نجد عام 1327هـ، الموافق 1908م؛ لم تمنع كل هذه الحوادث عبد العزيز آل سعود من اتخاذ التدابير اللازمة، لإيقاف نشاط آل رشيد وتحرشاتهم بالقصيم، مستغلين الظروف الداخلية فيه.

### فتح الأحساء

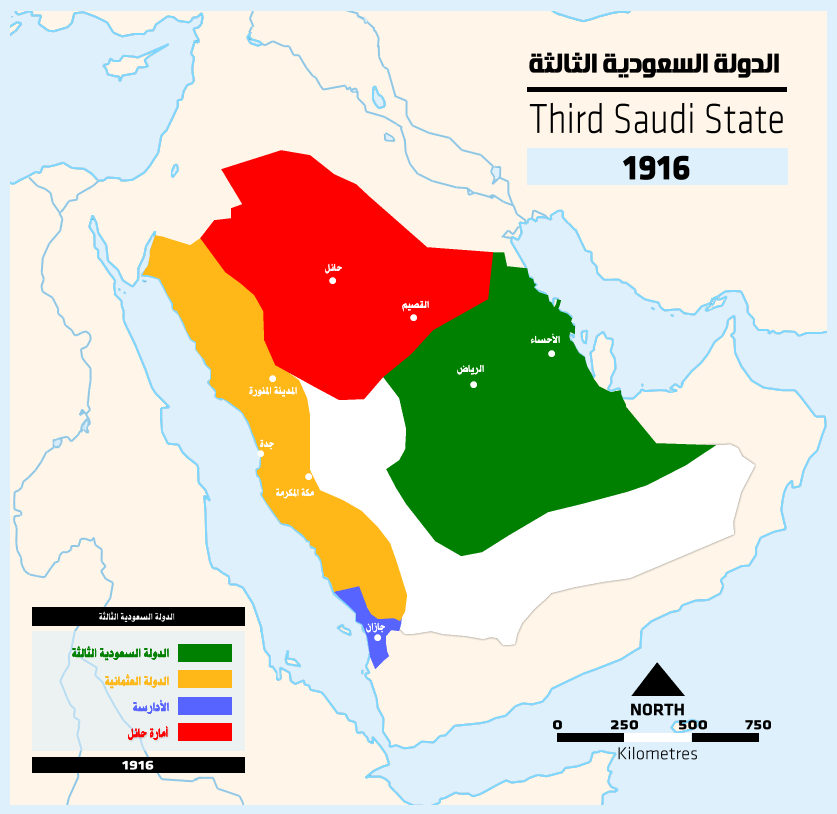
فتوحات الدولة السعودية الثالثة حتى عام 1916

كان العثمانيون قد استردوا حكم الأحساء، وهي المنطقة التي تعرف اليوم بالمنطقة الشرقية، في عهد ولاية مدحت باشا على العراق عام 1288هـ، 1871م  على إثر الفتنة التي نشبت في البيت السعودي، بين عبد الله بن فيصل وأخيه سعود بن فيصل، في عهد الدولة السعودية الثانية.
فبعد سيطرة الأمير عبد العزيز بن سعود على القصيم، وتثبيت حكمه في نجد، تحول اهتمامه إلى منطقة الأحساء، منتهزاً فرصة انشغال الدولة العثمانية بحرب البلقان، وضعفها بعد هزيمتها أمام إيطاليا، في طرابلس الغرب. وفي تلك الفترة، عجز المتصرف العثماني في الأحساء، عن حفظ الأمن للحاضرة، في تلك المنطقة الحيوية، وأصبحت عُرضةً لهجمات البادية؛ فكتب أهل الحل والعقد في منطقة الأحساء إلى الأمير عبد العزيز بن سعود، ليخلصهم من تلك الفوضى. ومن هنا بدأ اتصالاته بمؤيديه في الأحساء والقطيف، ممهداً لما سيقوم به من عمل عسكري ضد العثمانيين، في هاتَين المنطقتين. وبعد أن قام بكل الإجراءات الاحتياطية، زحف بجيشه إلى الأحساء، من الرياض، ورتب أمره مع قبيلة العجمان، لتغزو معه، ولا تنقلب عليه. وقصد بلدة الهفوف، في جمادى الأولى سنة 1331هـ - أبريل 1913م ، وهيأ له أنصاره، في داخل البلدة، الوسائل التي تسهل دخوله إليها. وقسم الأمير عبد العزيز جيشه إلى قسمَين: قسم أبقاه خارج بلدة الأحساء، بقيادة عبد الله بن جلوي بن تركي، وقوامه أربعمائة رجل، ليحموا ظهور الداخلين إليها من أي هجوم تشنه القبائل عليهم. وقسم بقيادته يدخل البلدة، ويستولي عليها. ثم وُضعت سلالم بجانب السور، فصعد عليها بعض جنده، وأدلوا الحبال، فتسوره الآخرون، وانتشروا بسرعة داخل البلدة، واستولوا على كل المراكز العسكرية فيها، وفُتحت فتحة في سور البلدة، فدخل منها عبد العزيز آل سعود مع باقي رجاله، ممن كانوا خارج البلدة. وتحصنت الحامية التركية، ومعها المتصرف العثماني، بقصر إبراهيم. وأقبل الناس على عبد العزيز مرحبين، وبايعوه. واستسلمت الحامية التركية والمتصرف، وأمنهم على أرواحهم، وخرجوا من القصر، في 28 جمادى الأولى عام 1331هـ - 6 مايو 1913م، وقام الأمير عبد العزيز بترحيلهم إلى العُقير، ومنها إلى البحرين.

#### التخطيط
اهتم عبد العزيز بن عبد الرحمن بن فيصل آل سعود بأمر المنطقة الشرقية، وأخذ يخطط لاسترجاعها من يد العثمانيين الأتراك، فكانت المنطقة تابعة للدولتين السعوديتين؛ الأولى والثانية، ولآل سعود جذور تاريخية فيها، وههوذا عبد العزيز بن عبد الرحمن بن فيصل آل سعود يحاول أن يفك الحصار الشرقي عن دولته، عن طريق إخراج العثمانيين الأتراك، حتى يكون لدولته منفذ بحري يسهم في إنعاش اقتصاد البلاد، وبوابة تطل منها الدولة السعودية الثالثة، ويجعل اتصالها بالكويت ومشيخات الخليج أقوى وأكثر سهولة، ويتيح لها أن تقوم بدور أساسي في منطقة الساحل الخليجي، وتصبح مجاورة للنفوذ البريطاني صاحب الثقل السياسي والعسكري في منطقة الخليج، كما تستطيع الدولة السعودية الثالثة من هذا المركز القضاء على حركات التمرد وقطع الطريق، التي تعيث فسادًا في الأجزاء الشرقية من الجزيرة العربية. وخلال الفترة التي سبقت قيام الحرب العالمية الأولى كانت الأحوال العامة في الأحساء تخدم أهداف عبد العزيز آل سعود وموقفه، وأهم العوامل التي هيأت الجو ليقوم عبد العزيز بمغامرته في استعادة الأحساء هي:
1. أن الاستراتيجية التي اتبعتها الدولة العثمانية في منطقة الأحساء، كانت تفضيل المنافع الشخصية على المنافع العامة، ما جعل أسلوب الحكم العثماني يتسم بالظلم والاستبداد، ويعتمد في بقائه على القوة العسكرية.
2. أن بريطانيا كانت تعمل على إضعاف العثمانيين، خاصة أن الدولة العثمانية بدأت تميل في علاقاتها إلى دول الوسط، لاسيما ألمانيا، وهو أمر يقلق بريطانيا، لأنه يخل بمبدأ المحافظة على التوازن الدولي.
3. انشغال الدولة العثمانية بإخماد الثورات والتمرد اللذين اجتاحا بعض مناطق الدولة، وخاصة انشغالها بحرب البلقان.

#### اتصالات سرية

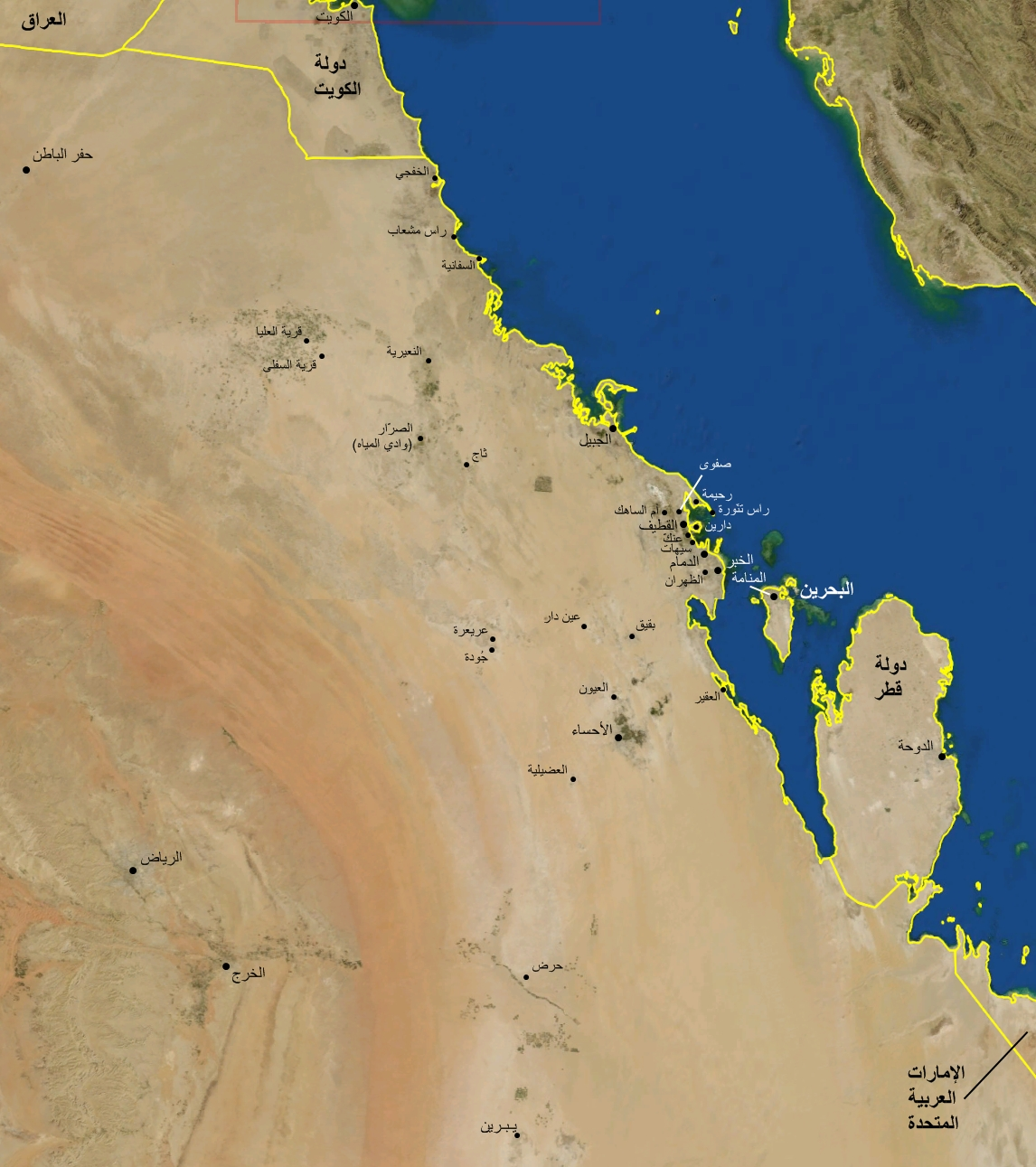
منطقة الأحساء

حاول عبد العزيز آل سعود إجراء اتصالات سرية مع بريطانيا عن طريق ممثليها في كل من الكويت والبحرين، لضمان تأييدها لمشروعه الرامي إلى استرجاع الأحساء من العثمانيين، ومع أن بريطانيا لم توافق عبد العزيز بن عبد الرحمن بن فيصل آل سعود على التدخل في شؤون الأحساء قبيل نشوب الحرب العالمية الأولى، ولم تقدم له أي دعم ضد العثمانيين الأتراك في الأحساء، أخذ على عاتقه مغامرة استرداد الأحساء من العثمانيين معتمداً على قوته الذاتية، وقواته النجدية وإمكاناته المحدودة.

#### استرداد الأحساء
زحف عبد العزيز بن عبد الرحمن بن فيصل آل سعود بقواته صوب الأحساء، وأحاط تحركاته العسكرية بالسرية التامة، ولما وصل إلى بعد كيلومترين من السور الغربي لمدينة الهفوف، وضع خطة حربية شاملة لدخول المدينة وإجلاء الحامية العثمانية التركية منها؛ فقسم قواته إلى ثلاثة أقسام، وعمل السلالم من جذوع النخيل والحبال ليتسلق الجند السعودي بها الأسوار ليلاً. وهنا نلحظ الطرق الحربية البدائية التي كانت تسلكها القوات السعودية في حروبها وقتذاك؛ فالسلاح تقليدي، وأسلوب القتال تقليدي بسيط يعتمد في المقام الأول على عامل المفاجأة أكثر من اعتماده على نوع السلاح والخطط العسكرية. وبالمقابل فإن الحامية العثمانية التركية في الأحساء كانت أيضا قليلة العدد، وأسلحتها محدودة، ولم تكن في وفاق مع أهالي المنطقة، وكان يعتريها الملل، وهي في حالة نفسية سيئة ومتدهورة، على الرغم من أن الجند العثماني كان يخضع لنظام الخدمة المحدودة في المنطقة؛ إذ كان الجند العثماني يُبدَّل كل سنتين.
نجح الجند السعودي في تسلق الأسوار، ودخلوا مدينة الهفوف، وتدفقوا صوب الحصون والقلاع التي يقيم فيها الجند العثماني، ونادى المنادي: “الملك للّه ثم لابن سعود، من أراد السلامة فليلزم مكانه”. وقد قاوم الجند العثماني مقاومة محدودة لكنهم شعروا بعدم جدواها، فاستسلموا ورحلهم عبد العزيز آل سعود بعد أن أمنهم على أرواحهم وأسلحتهم، وقدم لهم الركائب، وساعدهم على الجلاء مع عائلاتهم وأمتعتهم إلى ميناء العقير، ومنه إلى البحرين ثم إلى البصرة في العراق، وتم ذلك في 5 جمادى الأولى 1331هـ، 13 أبريل 1913م.
بعد أن استعاد عبد العزيز آل سعود وأكمل سيطرته على منطقة الأحساء بكاملها، ورحّل الحاميات العثمانية التي كانت موجودة فيها إلى البصرة، أرسل سرية إلى القطيف فبادر أهلها إلى التسليم، وأقرّ العثمانيون بالأمر الواقع، وفاوضوا عبد العزيز آل سعود واعترفوا به رسمياً واليّا على نجد، ومتصرفاً على الأحساء، وأهدوه النيشان العثماني الأول، ورتبة الوزارة في أواخر عام 1332هـ، أوائل 1914م. ولَقَّبُوه بصاحب الدولة، تحت السيادة العثمانية، وعين عبد الله بن جلوي أميراً على منطقة الأحساء.
واستفاد عبد العزيز آل سعود كثيراً من عودة منطقة الأحساء إلى دولته؛ لأنه قد وسّع بذلك حدود دولته لتشمل جزءاً مهماً من شبه الجزيرة العربية، يطل على ساحل الخليج العربي، وله أهميته السياسية والاقتصادية والتجارية، وأصبح للدولة منفذ بحري أخرجها من عزلتها وانغلاقها داخل الأراضي النجدية. وبضم هذه المنطقة الاستراتيجية، ذات السواحل الطويلة، أمّن لدولته منافذ بحرية، بعد أن كانت دولة داخلية.
تمثل منطقة الأحساء، الغنية بمواردها، الزراعية والحيوانية، وموانئها التجارية، أهمية كبيرة لمناطق نجد الداخلية. ويبدو ذلك واضحاً من خلال دراسة تاريخ الدولتَين السعوديتَين، الأولى والثانية، اللتَين كانت الأحساء جزءاً منهما، وترابط فيها حاميات عثمانية، منذ عام 1288هـ - 1871م.

### انتفاضة العجمان
العجمان طوال خمسين خضعوا للحكومة المركزية على مضض. وعلى أثر معركة جراب نهب العجمان بعض القبائل التي كانت خاضعة لحاكم الكويت. وقد بعثت حاكم الكويت رسالة إلى عبد العزيز يطلب فيها منه معاقبة العجمان. وكانت تلك هي الحجة المنشودة. إلا أن أمير الرياض ما كان يثق بحاكم الكويت وكان يخشى أن يغير الكويت موقفها أثناء حملته على العجمان وتغدو ملجأ لهم .
وفي صيف 1915 توجه عبد العزيز، قبل أن يوقع الاتفاقية مع الإنجليز، إلى الإحساء على رأس فصيل من 300 شخص. وانضم إليه متطوعون محليون. ولحق بالعجمان في آيار – حزيران (مايو – يونيو) 1915 عند جبل كنزان، إلا أن العجمان كانوا مستعدين للمعركة فواجهوه بمقاومة شديدة. وفقد النجديون حوالي 300 شخص بمن فيهم سعد شقيق الأمير عبد العزيز، ثم أن الانسحاب إلى واحات الإحساء. وكان الوضع خطيرا لدرجة جعلته يلتجئ إلى حسن الكوت في الهفوف. وأخذ العجمان ينهبون الواحات المجاورة وظلوا يحاصرون عبد العزيز حوالي ستة شهور، حتى أيلول – تشرين الأول (سبتمبر – أكتوبر) 1915. ساعدهم بعض الأمراء المحليين و (العرايف).
ولم يسفر عن نتيجة عاجلة طلب المساعدة من شيخ الكويت. وبعد تكرار الطلب بعث مبارك إبنه سالم مع مائتين من المحاربين لنجدة عبد العزيز. وفي بداية العام التالي صار عبد العزيز قادرا على مغادرة الهفوف والبدء بالهجوم على العجمان. وسرعان ماختلف عبد العزيز مع سالم بن مبارك فعاد هذا الأخير إلى الكويت. ووصل العجمان إلى الكويت يلاحقهم ابن سعود الذي صدقت شكوكه، فقد التجأت هذه القبيلة إلى مبارك الذي آواها. وفي بداية كانون الثاني (يناير) 1916 توفي مبارك وصار شيخا للكويت إبنه جابر الذي كانت له علاقات طيبة مع عبالعزيز منذ عهد الغزوات المشتركة. وطرد الشيخ الجديد العجمان من أراضي إمارته. فتحسنت العلاقات بين نجد والكويت لفترة ما. ولكن جابر توفي في عام 1917 فصار أخوه سالم شيخا للكويت، وهو ضد ابن سعود. في عام 1916 وصل سعود بن صالح من حائل على رأس قوات إلى القصيم وحاول الاستيلاء على بريدة ليستعيد سيطرته على الإقليم، ولكنه منى بالهزيمة. فإن إمارة جبل شمر كانت تتدهور رغم دعم العثمانيين.

#### موقعة كنزان

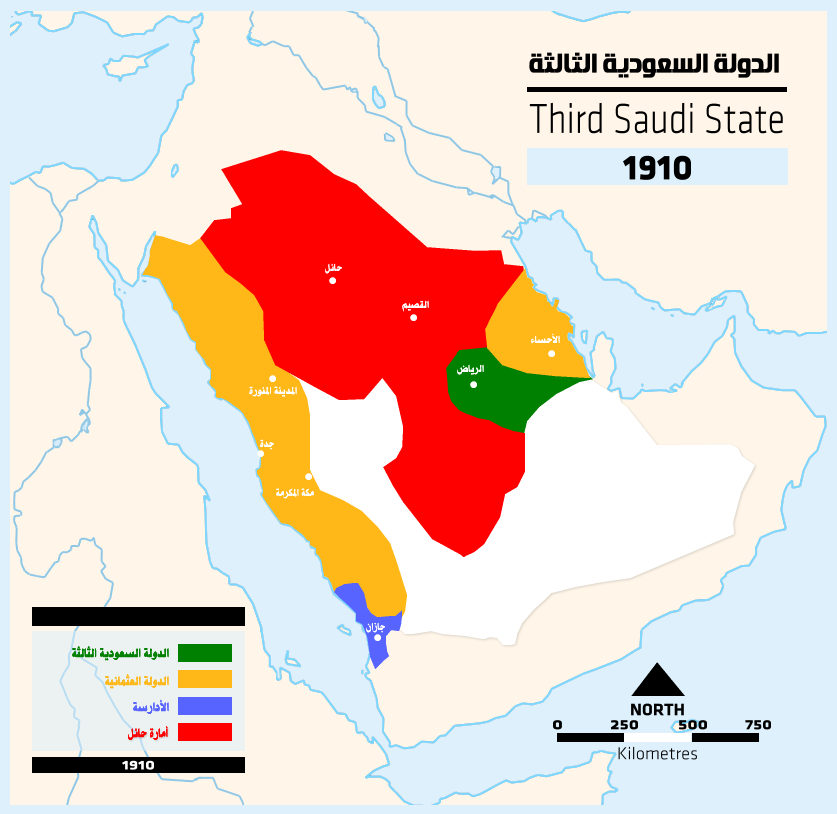
امتداد الدولة السعودية الثالثة -1910

بعد تنكر العجمان للأمير عبد العزيز، في معركة جراب، وانقلابهم ضده ونهب معسكراته، أراد تأديبهم، ولكنه كان يعاني، في ذلك الوقت، آثار موقعة جراب والخسائر التي لحقت به، وقلة في السلاح والرواحل، ويخشى من ارتداد سعود بن رشيد إليه، وهو منشغل بأمر العجمان.
ولكنه قرر الخروج إليهم، ليغزوهم في مواطنهم في الأحساء، في وقت اشتداد الحرارة، في شعبان 1333هـ - يونيو 1915م. واتفق مع حاكم الكويت، مبارك الصباح، على أن يسانده ويمده بالسلاح والرجال، وألا يستقبل تلك القبيلة، إنْ لجأت إليه.
وقصد الأمير عبد العزيز الأحساء، ومعه جنود، لا يتجاوز عددهم ثلاثمائة رجل وجنّد من أهل الأحساء حوالي تسعمائة مقاتل. وكانوا يسيرون ليلاً، لتلافي الحرارة الشديدة. والتقى العجمان في موقع يقال له «كَنْزَان»، حيث بدت لهم الأشجار، في وسط رمال النفود، في الليل، كأنها بيوت من الشعر. فشرع جنود ابن سعود، من أهل الأحساء، يطلقون النار من بنادقهم. ولكن العجمان خرجوا من بيوتهم وكمنوا وراء الأشجار. ولما تقدم المهاجمون، انقض العجمان عليهم من مكامنهم ومن خلفهم. واحتدم القتال، في الليل البهيم، ودارت الدائرة على ابن سعود وجنوده. وجرح الأمير عبد العزيز. وقتل أخوه، سعد بن عبد الرحمن. وتقهقرت قواته، راجعة نحو الأحساء. وكان ذلك في 15 شعبان 1333هـ - 29 يونيو 1915م.
تعقبت جموع العجمان قوات ابن سعود، وحاصرتهم في بلدة الهفوف. وشددوا عليهم الحصار أكثر من ستة أشهر. وكانت تصل العجمان إمدادات من ابن رشيد، وغيره من أمراء الخليج، ويرعون إبلهم وخيلهم في حرث أهل الأحساء، ويتغذون بثمار نخيلهم.
ولما اشتد الحصار، كتب الأمير عبد العزيز إلى والده، الإمام عبد الرحمن بن فيصل بن تركي آل سعود، لنجدته. فجهز له قوة كبيرة من أهل نجد، سار بها ابنه، محمد بن عبد الرحمن، استطاعت أن تخفف من وطأة الحصار على المحاصرين. ووصلت نجدات أخرى، من الكويت، بقيادة سالم بن مبارك الصباح، ومن منطقة القصيم. وخاضت القوات القادمة للنجدة، والقوات المحاصرة، قتالاً شديداً ضد العجمان. وجرت جولات بين الفريقَين، اضطر، بعدها، العجمان إلى الانسحاب من أطراف الأحساء، متجهين إلى الشمال. فاقتفى أثرهم الأمير عبد العزيز بن سعود. ولم يتمكن من اللحاق بهم، لقلة الرواحل. وواصل العجمان فرارهم نحو الكويت، حيث آواهم الشيخ مبارك الصباح، على الرغم من العهد الذي بينه وبين ابن سعود. وخسر ابن سعود، في معركته مع العجمان، عدداً كبيراً من رجاله.
وظل العجمان مصدر تهديد لابن سعود، حتى اضطرت بريطانيا إلى الضغط على حاكم الكويت، آنذاك، سالم بن مبارك بن صباح، ليتخلّى عن التعاون معهم، مما دفعهم إلى تغيير موقفهم، وتعهدوا بالانقياد للأمير عبد العزيز بن عبد الرحمن بن فيصل آل سعود.

### موقعة جراب

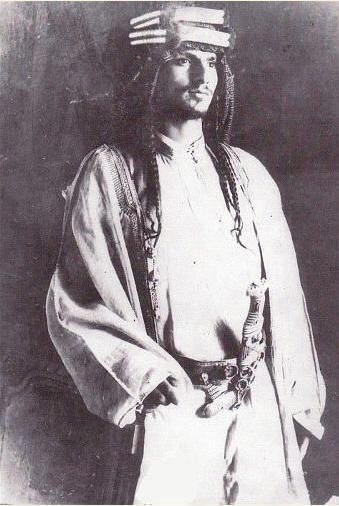
سعود العبدالعزيز المتعب الرشيد (أبن رشيد)

ازداد اتصال آل رشيد بالعثمانيين الأتراك من أجل دعم موقفهم ضد عبد العزيز آل سعود، وأخذ العثمانيون الأتراك يمدون سعود بن رشيد بالسلاح والذخيرة، وكانت الدولة العثمانية التركية تعمل جاهدة لضرب النفوذ السعودي عن طريق آل رشيد لعدائها الشديد عبر الحقب التاريخية لآل سعود، ومحاربة للدعوة السلفية.
وكانت الحرب العالمية الأولى، قد اندلعت في في أوروبا في 28 يوليو 1914م. واحتل الإنجليز البصرة، وأخرجوا العثمانيين منها. وأرسلوا موفدهم، الضابط وليام شكسبير وكان الوكيل البريطاني في الكويت، ومعه تفويضات من حكومته، للتباحث مع ابن سعود، الموجود، آنذاك، في القصيم. كما أرسل الأتراك إلى ابن سعود، في بريدة، وفداً، برئاسة الأديب المعروف، محمود شكري الألوسي، مزوداً بمبلغ عشرة آلاف ليرة عثمانية، في محاولة استقطاب ابن سعود في مصلحتهم. وردّ الأمير عبد العزيز الوفد التركي رداً جميلاً. وخاطب شكري الألوسي بقوله: «إن الأمور على ماترى. فلا يمكنني مقاومة الإنجليز، وقد احتلوا البصرة». أمّا الموفد الإنجليزي، الضابط شكسبير، فبقى لدى ابن سعود.
وقرر آل رشيد خوض مجابهة جديدة مع عبد العزيز بن عبد الرحمن بن فيصل آل سعود. وخرج سعود بن رشيد، يريد القضاء على ابن سعود، بعد ما جهز جيشاً، قوامه ألف وخمسمائة رجل، من الحضر، وألفان وستمائة، من بوادي شمر وثلاثمائة فارس. فاستعد الأمير عبد العزيز للقائه بجيش، قوامه ألف وستمائة فارس مزود بمدفع واحد. خرج بهم من الرياض، وانضم إليه كثير من بوادي مطير والعجمان وسبيع والسهول، ولحقت به حاضرة القصيم. والتقى الطرفان في موضع يعرف بماء جراب شرقي بلدة الزلفي وشمالي الأرطاويّة، وهي أول هجرة منظمة أنشئت لتوطين البدو في نجد، وكان ذلك في 7 ربيع الأول عام 1333هـ، الموافق 24 يناير عام 1915م. واحتدم بينهما القتال. (حتى ذلك الحين قتل زامل السبهان). ويصعب اعتبار هذه الأرقام صحيحة، ولكنها تبين على وجه التقريب نطاق العمليات. وكان للبدو في تلك الوقعة دور كبير في أحداثها ونهايتها. فانسحب العجمان وتركوا عبد العزيز آل سعود، وفروا من الوقعة من أجل خذلانه والإمعان في انكساره. وهجم بدو شمر على خيام عبد العزيز بن عبد الرحمن بن فيصل آل سعود وأمعنوا في نهبها. وهجم بدو مطير على خيام ابن رشيد ونهبوها أيضاً. وماكان على عبد العزيز آل سعود وابن رشيد إلا أن يطاردا البدو ويمعنا قتلاً فيهم من أجل أن يستردا منهم مانهبوه من خيامهما، فاختل بذلك نظام الوقعة وانشغل الطرفان كل في أموره وترتيباته، وتفرقا دون أن يحرز أي منهما انتصاراً على الآخر، وفاز البدو بالغنائم والأسلاب من كلا الجانبين.
وأغار فرسان شمر على ما بقي من معسكرات ابن سعود، وغنموا ما بها. ولحقت الهزيمة بجيش الأمير عبد العزيز، بسبب خيانة العجمان، ولتفوق ابن رشيد، بالأسلحة الحديثة، التي زودته بها الدولة العثمانية.
وكانت عند عبد العزيز عدة مدافع يقود بطاريتها الكابتن شكسبير، مع أن روايات أخرى تقول أن شكسبير كان مجرد مراقب. ويبدو أن ابن سعود ما كان يريد لإنجليزي أصلا، ناهيك عن أنه إنجليزي رفض ارتداء الزي العربي، أن يتواجد ضمن قواته في وقت انتشر فيه أكثر فأكثر تعصب الإخوان. وحاول الأمير إقناع المبعوث البريطاني أن يبقى في الزلفى، ولكن هذا الأخير أصر على المشاركة في الحملة، وربما كان يعتقد بأن القضية تمس شرفه، أو ربما كان ذلك لأجل التأكد من نوايا عبد العزيز والحيلولة دون تنصله عن القتال. وفي أواخر كانون الثاني (يناير) 1915 تصادمت قوات الطرفين قرب بئر جراب شمالي الزلفى. وبدأت معركة استمرت عدة أيام. وتفيد بعض المعطيات أن الشخص الوحيد الذي قتل هو الكابتن شكسبير، وتفيد معطيات أخرى أن الطرفين فقدا مائة شخص لكل منهما. وكان محاربو عبد العزيز المتأثرون بميول الإخوان تأثرا شديدا يطلقون صيحاتهم الحربية. أما الشمريون الذين يشكلون أساس قوات حاكم حائل فقد كانوا يقاتلون وسط صيحات قبيلتهم الحربية التي تطلقها فتيات حسناوات جالسات على الإبل بشعور مسترسلة. وهذه الوقائع ذات دلالة ليس فقط لأنها تشكل مشهدا صغيرا من حرب نشبت في أوروبا واستخدمت فيها لمدفعية والغازات السامة والطائرات ثم الدبابات. فبالنسبة للجزيرة العربية تجدر الإشارة إلى أن واقع انتقاء صيحات الحربي يبين اختلاف قاعدتي الأميرين : القاعدة القبلية لجبل شمر والقاعدة العربية العامة المستندة إلى التوحيد الوهابي عند الإخوان لإمارة نجد. كان الشمريون يستنهضون بعضهم البعض بصيحات جد قبيلتهم، أما المحاربون السعوديون فكانوا يستعينون بالجنة الموعودة في حالة الممات. وانتهت المعركة بتعادل الطرفين. إلا أنها جعلت أمير الرياض طوال عامين أوث لاثة يرفض الدخول في حرب كبيرة.
خسر الفريقان، في موقعة جراب، خسائر فادحة. ولم يحقق أي منهما الانتصار الحاسم. وقتل في هذه المعركة الضابط الإنجليزي وليام شكسبير برصاصة قاتلة، أثر أصراره على مرافقة ابن سعود في تلك الحملة. وعاد ابن سعود إلى الرياض.
تمكن شكسبير من إجراء مباحثات سياسية مع عبد العزيز. فوضعا مسودة معاهدة التزم الإنجليز بموجبها بضمان مواقع أمير الرياض في نجد والإحساء وحمايته من الهجمات العثمانية المحتملة من جهة البحر والبر إذا التزم بمساعدة الحلفاء. وتخلى الإنجليز عن سياستهم القديمة لعدم التدخل في الشئون الداخلية لشبه الجزيرة العربية. وألزمت المعاهدة ابن سعود بعدم إقامة علاقات مع البلدان الأخرى بدون مشاورة تمهيدية مع السلطات البريطانية. وتبين الدراسة التي أجراها ترولير لوثائق الأرشيفات الإنجليزي أن عبد العزيز كان يدرك بدقة مضامين السياسة البريطانية في الجزيرة العربية.
فبعد مقارنة النص الأولى للمعاهدة الذي اقترحه الإنجليز مع التعديلات تأكد ترولير من أن جميع اعتراضات أمير نجد تهدف إلى تقوية استقلاليته وتقليل تحكم بريطانيا بسياسته. وعندما كان ابن سعود يتباحث مع شكسبير وصل إلى نجد مبعوثون أتراك كانوا لايزالون يؤملون في اجتذاب الإمام للمشاركة في الجهاد ضد الكفرة .

### معركة حمض
وقعت معركة حمض في 18 مايو 1920 بين قوات الشيخ سالم المبارك الصباح بقيادة الشيخ دعيج بن سلمان الصباح والإخوان بقيادة فيصل بن سلطان الدويش في حمض في شمال قرية العليا، وكان الشيخ سالم في نيته ان تدخل السرية الرعب في قلوب الاخوان وبالتالي ثنيهم من مواصلة بناء الهجرة قاد الشيخ دعيج بن سلمان الصباح السرية ونزل في حمض بالقرب من قرية ومعه 100 فارس و200 من المشاة فأرسل إبن شقير إلى فيصل بن سلطان الدويش بالأرطاوية للأستنصار به فقدم بـ 2000 مقاتل وهاجم قوات دعيج في حمض 18 مايو وهزمت قوات الشيخ دعيج بن سلمان الصباح ورجعت إلى الكويت.
بعد هزيمة جيش الشيخ دعيج بن سلمان قام الشيخ سالم المبارك الصباح ببناء سور على الكويت وواحضر ضاري بن طوالة ومن معه من شمر في شهر سبتمبر ومعه قومه واراد سالم المبارك الصباح غزوا إبن شقير والإخوان في قرية العليا. فأرسل دعيج الصباح ومعه ضاري بن طوالة لغزو الإخوان في جرية إلا ان كل من دعيج الصباح وضاري بن طوالة اختلفا بالطريق على القيادة ولم يهاجموا احدا بل رجعوا إلى الجهراء ، وقيل ان قوات الشيخ دعيج الصباح وضاري بن طوالة وبينما هم سائرون قد انفلت منهم أحد الموالين للإخوان خفية وذهب لينذر ابن شقير وقومه فعلم الجيش بالصعوبة التي سيلاقيها فرجع أدراجه.

### العلاقات بين نجد والكويت

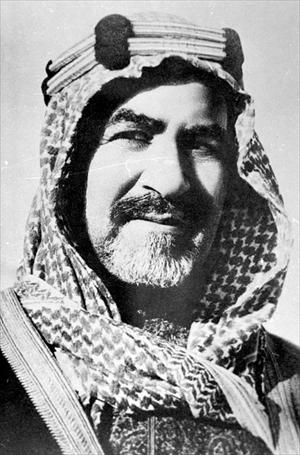
الشيخ أحمد الجابر الصباح، (1885-1950).

أحدث ارتفاع شأن إمارة نجد قلقا لدى حاكم الكويت، الذي شعر بخطر مباشر يهدده بفعل انضمام عشيرة مطير التي كانت الكويت هدفا تقليديا لهجماتها إلى حركة الإخوان. وتحت ستار حماية دعوة (التوحيد) ونشرها، أعتبر مطير أن من حقهم نهب الكويت، بلد (المشركين) المتعاون مع الإنجليز. في عام 1915 ، ساعد الكويتيون قبيلة العجمان على تفادي الهلاك بإيوائهم أبناء هذه القبيلة. وإنصاح العجمان آنذاك لعبد العزيز خوفا لإرادتهم. فقد احتوتهم حركة الإخوان، ولكن عبد العزيز كان يعتزم تقسيم العشيرة إلى زهاء عشرين هجرة صغيرة مبعثرة في المناطق الداخلية من نجد. وزعم أن العجمان لم يعارضوا حركة الإخوان، إلا أنهم رفضوا رفضا قاطعا الإقامة في مناطق مبعثرة خارج ديارهم في منطقة الإحساء.
وكان تدهور العلاقات بين الإنجليز والكويتيين عونا غير منتظر للنجديين. إذ اكتشف الإنجليز أن تموين الأتراك في الشام كان يجري جزئيا، عن طريق الكويت وحصل شيخها سالم على دخل من التهريب. وقد كان حاكم الكويت سالم على علم بالاتفاقية البريطانية – التركية لعام 1913 التي ترسم حدود الكويت في منطقة جبل منيف. ولكنه لم يعرف بأن المعاهدة البريطانية النجدية لعام 1915 لم ترسم حدود الكويت. (كان يدعي بجزء كبير من الإحساء). وقد أقام عبد العزيز هجرة إخوانية على حدود الكويت، ولكن ضمن حدود ديرة مطير، فاحتج الشيخ سالم وجرى اشتباك بين الكويتيين والإخوان الذين كانوا بأمرة فيصل الدويش، وانتهى بهزيمة الكويتيين. وإزاء الخطر الداهم سأل الشيخ سالم الإنجليز أن يعينوه، ولكن هؤلاء طالبوا بأن يوافق الطرفان المتخاصمان سلفا على حكم الإنجليز كقضاة.
في أيلول (سبتمبر) عام 1920، وافق الأمراء أن يعينوه، ولكن هؤلاء طالبوا بأن يوافق الطرفان المتخاصمان سلفا على حكم الإنجليز كقضاة .
في أيلول (سبتمبر) عام 1920، وصل إخوانيون من قبيلة مطير يقارب عددهم الأربعة آلاف إلى مكان بعيد بضعة كيلومترات إلى الجنوب من مدينة الكويت. وفي أشهر ذاته أجرى بيرسي كوكس مفاوضات مع عبد العزيز في العقير، في محاولة لحل نزاعات الحدود حلا يرضي الإنجليز. ولكن فيصل هاجم في تشرين الأول (أكتوبر) عام 1920، في موقع قرب الجهراء، القوات الكويتية الشمرية وهزمها، رغم تكبده خسائر كبيرة. واحتمى الشيخ سالم بقصر له قرب الجهراء ودخل مفاوضات لكسب الوقت، وفي الوقت ذاته طلب النجدة من الإنجليز. وفي أشهر ذاته قرر الإنجليز إغاثته فأرسلوا سفنا إلى سواحل الكويت وهددوا بالتدخل في النزاع إلى جانب الكويت، مما اضطر فيصل إلى الانسحاب .
في أواخر شباط (فبراير) عام 1921 باغتت المنية الشيخ سالم. وقد وقع اختيار أعيان الكويت، الذين أنهكتهم حرب هم في غنى عنها، على أحمد الجابر الصباح، وهو الابن الأكبر للشيخ جابر بن مبارك الصباح الراحل. وكان أحمد ذا شعبية ويؤيد التوصل إلى حل مقبول مع أمير الرياض. وفي تلك الأثناء كان يجري مفاوضات مع ابن سعود في نجد. أدرك عبد العزيز أن الإنجليز لن يتنازلوا له عن الكويت. وفي ذلك الحين كان اهتمامه منصرفا إلى الحملة المرتقبة على حائل، وإمكانية إحكام سيطرته على جبل شمر بأسره.

#### معركة الجهراء

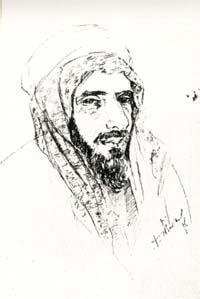
فيصل بن سلطان الدويش، قائد الإخوان في معركة الجهراء.

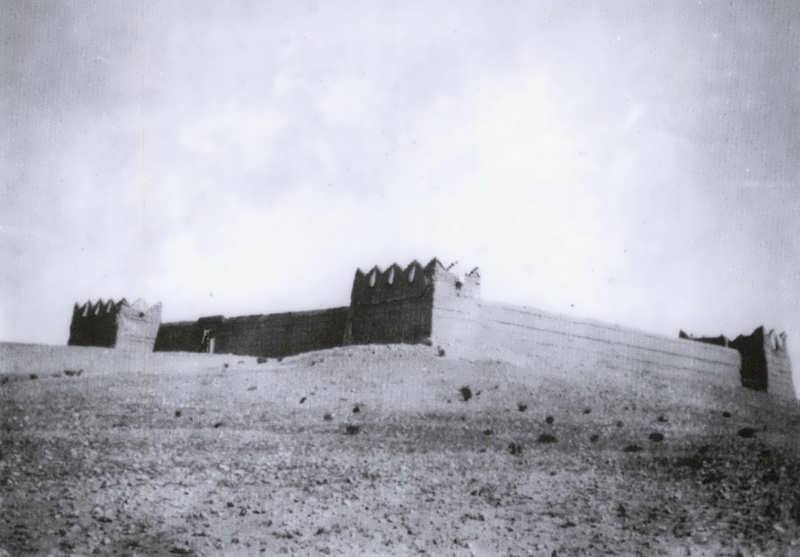
القصر الأحمر، في قرية الجهراء، الكويت

معركة الجهراء، هي معركة نشبت بين الشيخ سالم المبارك الصباح حاكم الكويت وقوات الإخوان التابعة لحاكم نجد عبد العزيز آل سعود في قرية الجهراء غرب مدينة الكويت بتاريخ 10 أكتوبر سنة 1920. وكانت إحدى نتائج الصراع الحدودي بين الكويت ونجد الذي تحول إلى صراع دموي شهد معارك بين الطرفين، بدأ الخلاف حينما شرع حاكم الكويت الشيخ سالم الصباح في سبتمبر 1919 ببناء مدينة ساحلية على حدوده الجنوبية في خور بلبول إلا أن الأمير عبد العزيز آل سعود حاكم نجد أرسل إلى الشيخ سالم ينهاه عن البناء بدعوى أن بلبول ليست من أراضي الكويت أصر الشيخ سالم على موقفه فبحسب المعاهدة الأنجلو-عثمانية لعام 1913 تدخل بلبول ضمن أراضي الكويت، وحينما رأى الأمير عبد العزيز آل سعود إصرار الشيخ سالم على البناء كتب إلى المعتمد السياسي في الكويت الميجور مور يخبره فيها بتعدي الشيخ سالم على أراضي القطيف التابعة لنجد، وحينما أستوضح الوكيل السياسي من الشيخ سالم ماهية الأمر أوضح له الشيخ سالم أن بلبول من ضمن أراضي الكويت ولا علاقة لها بالقطيف. وبكل الأحوال فإن الشيخ سالم عدل عن البناء في بلبول.
ما أن انتهت مسئلة بلبول حتى ثار خلاف حدودي جديد بين الكويت ونجد حول أبار قرية حيث قام الإخوان في مايو 1920 في تشييد هجرة لهم في أبار قرية الأمر الذي أثار الشيخ سالم. وأبار قرية هي من ضمن حدود الكويت حسب المعاهدة الأنجلو-عثمانية لعام 1913 وسكانها من مطير أرسل الشيخ سالم إلى الإخوان ينهاهم على البناء وأن أبار قرية ضمن أراضي الكويت فقال هايف بن شقير للرسول أنه لن يكف عن البناء مالم يأته أمر صريح من الأمير عبد العزيز آل سعود فأدرك الشيخ أن أعمال أولئك الإخوان في قرية لم تكن إلا بإيعاز من ابن سعود فعرض الأمر على المعتمد السياسي في الكويت وأخبره بتعدي الإخوان على أراضي الكويت وإيقافهم عن البناء فأبرق المعتمد إلى المندوب السامي في بغداد لكن لم يصل أي جواب على البرقيات الثلاث اللاتي أرسلن إلى بغداد وكان المندوب السامي في العراق قد أهمل المسئلة ظنا منه أن ذلك من الأمور المألوفة بين البدو فلما كان ذلك أرسل الشيخ سالم سرية من 300 رجل إلى الإخوان لترهيبهم وثنيهم عن البناء. فقام الإخوان بالاستنجاد بفيصل الدويش أمير الأرطاوية الذي سار بـ 2,000 رجل وهاجم السرية في حمض.
وبعد هزيمة السرية أرسل الشيخ سالم إلى حاكم حائل خصم عبد العزيز آل سعود يستنجده فأرسل له ضاري بن طوالة وأنزله الجهراء ثم أمره مع دعيج الصباح أن يقوما بمهاجمة قرية مرة ثانية وخلال المسير بلغ عبد العزيز آل سعود خبر مغزى ضاري الطوالة ودعيج الصباح فأمر فيصل الدويش بانجاد أهل قرية ولما علم كل من ضاري ودعيج خبر استعداد الإخوان أدركوا الصعوبة التي سيلاقونها فرجعوا إلى الجهراء وقام الإخوان بتعقبهم إلى الجهراء وحال وصول الإخوان إلى الصبيحية جنوب الكويت وصل الشيخ سالم خبر تقدم الإخوان فتوجه إلى الجهراء حيث جرت المعركة.

## انتفاضة الحجازين ضد الأتراك

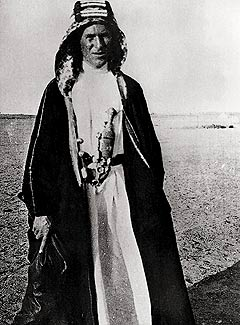
لورنس العرب، في شمال جدة، عام 1917.

تناولت المطبوعات السوفيتية والغربية والعربية بشكل جيد موضوع الانتفاضة العربية بقيادة الشريف حسين ضد الإمبراطورية العثمانية والملابسات المرتبطة بتقسيم الإمبراطورية العثمانية وحنث الإنجليز بالوعود والالتزامات التي أخذوها على عاتقهم. ولذا نكتفي هنا بسرد الأحداث بالخطوط العريضة مركزين على نجد التي نشأت فيها نواة المملكة العربية السعودية.
إن الاهتمام بالانتفاضة العربية ضد الأتراك في المطبوعات الغربية التاريخية والأدبية كبير إلى حد الإفراط، وذلك بالارتباط بشخصية الكولونيل لورنس الذي وصل من القاهرة بمثابة ضابط ارتباط إلى شريف مكة في تشرين الأول (أكتوبر) 1916. وبعد انتزاع مدن صغيرة من الأتراك على ساحل البحر الأحمر توجهت فصائل البدو إلى شمال الحجاز لتستولي على ميناء العقبة. وفي معركة هامة على مشارف العقبة حيث حسم الأمر زعيم بدوي شجاع ماهر كان لورنس في حالة جنونية يطلق النار بصورة عشوائية فقتل ناقته بإطلاقة في رأسها وسقط مغشيا عليه. ودحر البدو الفصيل التركي الصغير الذي سد عليهم الطريق إلى العقبة واستولوا على المدينة. ثم اقتصرت عمليات الجيوش العربية على محاربة الأتراك شرقي نهر الأردن وعلى عمليات التفجير على السكة الحديدية والتي شارك فيها لورنس بنشاط بديهي أن انتفاضة العرب ساعدت على انتصار الحلفاء وحقنت دماء الجنود البريطانيين. إلا أن العرب ضحوا بحياتهم في الواقع لكي يقتسم المستعمرون فيما بعد البلدان العربية. وكان لورنس يعرف هذه الحقيقة ومع ذلك دفع عرب الجزيرة إلى الموت. وكتب لورنس يقول : (بما أني لم أكن أحمق نهائيا فقد رأيت أنه إذا انتصرنا نحن في الحرب فإن وعودنا للعرب ستكون حبرا على ورق. ولو كنت مستشارا نزيها لبعثت رجالي إلى ديارهم ولما سمحت لهم بالمجازفة بحياتهم من أجل هذه القضية. إلا أن الحماسة العربية كانت أداتنا الرئيسية لنكسب الحرب في الشرق. ولذلك أكدت لهم أن إنجلترا ستبقى على العهد نصا وروحا ... ولكنني، بالطبع، كنت على الدوام أشعر بالمرارة والخجل).
وتجدر الإشارة مرة أخرى إلى أن اهتمام الحلفاء بشريف مكة في الحرب العالمية الأولى كان أكثر بكثير من اهتمامهم بأمير نجد. وفي المنطقة بين معان واليمن كان هناك حوالي أربع فرق تركيبة تقيد الانتفاضة العربية. كانت سياسة الشريف حسين مرتبطة بنهوض حركة التحرر الوطني في المناطقا لعربية من الإمبراطورية العثمانية. وفي مطلع القرن العشرين ظهرت في الإمبراطورية العثمانية مختلف الجمعيات والمنظمات للدفاع عن حقوق العرب. وكان الكثيرون من القوميين العرب في بداية القرن العشرين يتصورون بسذاجة أن بريطانيا وفرنسا يمكن أن تساعدا بنزاهة العرب في التحرر من نير الأتراك. وقد خابت آمالهم بمرارة، كما أن البعض منهم دفعوا حياتهم ثمنا لقصر نظرهم.
وقد تسلح أنصار تركيا الفتاة بالفكرة التركية القومية الشوفينية وأخذوا يتهمون العرب بالعمل لصالح الأجنبي. وفي حزيران (يونيو) 1913 عقد المؤتمر العربي في باريس حين نوقشت حقوق العرب في الإمبراطورية العثمانية. وأصر المشاركون فيه، وأغلبهم من السوريين، على ضرورة الإصلاحات بموجب المبادئ اللامركزية. وكان أنصار تركيا الفتاة قلقين من حركة التحرر الوطني العربية فلجأوا إلى التنكيل. ومع أن الحكومة العثمانية أصدرت في آب (أغسطس) 1913 مرسوما نص، فيما نص، على توسيع حقوق هيئات السلطة المحلية والتدريس باللغة العربية في الولايات التي يشكل العرب أغلبية سكانها، فإن كل هذه الإصلاحات ظلت حبرا على ورق .
وعندما أعلنت الحكومة العثمانية الجهاد في بداية الحرب حاولت أن تشكر شريف مكة به. وتواردت عليه الرسائل طالبة منه أني علن تأييده للجهاد. وكان الحسين يتملص من الجواب متحججا بضعف مواقعه أمام ضربات الإنجليز وبخطر المجاعة في حالة محاصرة سواحل الحجاز. وفي البرقيات التي أرسلت إلى وزيرا لحربية التركي أنور باشا الذي كان في الواقع بمثابة رئيس الحكومة طالب حاكم مكة بالاعتراف باستقلال الحجاز والعفو عن القوميين العرب المسجونين. وما كان بوسع الحكومة التركية أن تلبي هذه المطالب. وقبل بداية الحرب أقام حاكم مكة علاقات مع الإنجليز عن طريق القاهرة. وكان عبد الله ابن الشريف حسين، وهو عضو في المجلس العثماني، قد تقابل مرتين مع المندوب السامي البريطاني في مصر اللورد كيتشنير (في 1913 وفي بداية 1914).
عندما اندلعت الحرب العالمية الأولى عين اللورد كيتشنير وزيرا للحربية، وشغل هنري مكماهون منصبه في مصر. وفي كانون الثاني (يناير) 1915 بدأ ستورس سكرتير الشئون الشرقية لدى المندوب السامي البريطاني في مصر وكلايتون مدير المخابرات العسكرية البريطانية في القاهرة بوضع خطة انتفاضة العرب إلى جانب دول الوفاق. وفي منتصف تشرين الأول (أكتوبر) وصل رسول من ستورس إلى مكة للاتصال بعبد الله. وبدأت مراسلات بين الشريف حسين والمندوب السامي البريطاني في مصر. وفي تلك الأثناء كان القوميون العرب، وخصوصا من جمعيتي (الفتاة) و (العهد) يستعدون للانتفاضة في منطقتي سورية والعراق اللتين اجتاحتهما القلاقل المناوئة للأتراك. وطرحوا شرطا للتعاون مع الإنجليز هو اعتراف بريطانيا باستقلال البلدان العربية التي يجب أن تمتد حدودها عبر مرسين واطنة وأورفا وماردين في الشمال، ولا يستثنى من (البلدان العربية) إلا عدن في الجنوب. ونص برنامجهم على توقيع اتفاقية دفاعية بين بريطانيا والدولة العربية المستقلة المرتقبة وتقديم امتيازات اقتصادية لبريطانيا. واعترفوا بشريف مكة زعيما للقوميين العرب .
وفي عام 1915 و1916  كشفت السلطات العثمانية في سورية تنظيمات عربية سرية وقبضت على زعمائها وأعدمتهم على مرأى من فيصل الذي كان عام 1916 في دمشق بمثابة أسير عند الأتراك في الواقع. ويبدو أن الأتراك عرفوا بصلتها مع فيصل، ولكنهم فضلوا عدم المساس به آنذاك. وفي عام 1916 جرى تدمير منظمات القوميين العرب في العراق. وأخذ أنصار تركيا الفتاة ينقلون إلى الجبهة الأوروبية قواتهم التي فيها كثير من العرب، وصاروا يرسلون إلى البلدان العربية وحدات تركية خالصة .
واستأنف الشريف حسين المباحثات مع الإنجليز في عام 1915. وفي تلك الأثناء كانت الحرب بالنسبة لبريطانيا وحلفائها في الشرق الأدنى تجري بصورة غير موفقة. فقد أخفقت العمليات الهجومية في هليبولي وسيناء. وكان الأتراك يهددون عدد من اليمن. وكانت حالة فيلق العمليات في العراق صعبة .وعلق الحلفاء أهمية أكبر على انتفاضة العرب التي كان يتعين عليها أن تساعد جهود الحلفاء الحربية في الشرق الأدنى. وجرى تبادل الرسائل بين الحسين ومكماهون، مما أسفر عن مجادلات شديدة. ففي الرسالة المؤرخة في 14 تموز (يوليو) 1915 طالب حاكم مكة بأن تعترف بريطانيا باستقلال البلدان العربية وتوافق على إعلان الخلافة العربية. وأشار إلى أن الحكومة العربية تلتزم بأن تقدم لبريطانيا امتيازات اقتصادية. ووردت في الرسالة شروط التحالف العسكري وإلغاء نظام الاستسلام ومسائل أخرى. وتتضح من نص الرسالة رغبة الحسين في أن يتزعم بمساعدة الإنجليز الدولة العربية المستقلة التي من شأنها أن تضم جميع المحميات العربية (وقسما من الممتلكات الكردية والتركية الصرف للإمبراطورية العثمانية) وكذلك محميات بريطانيا في الجزيرة العربية ماعدا مستعمرة عدن .
وكتب مكماهون في رسالته بتاريخ 24 تشرين الأول (أكتوبر) 1915 (لايمكن القول أن مناطق ميرسين والإسكندرية وقسم من سورية الواقع غربي مناطق دمشق وحمص وحماة وحلق هي مناطق عربية صرف ولذا يجب أن تستثنى من التحديد المقترح وبشرط هذا التعديل وبدون إلحاق ضرر بالمعاهدات المعقودة بيننا وبين بعض الزعماء العرب نقبل هذا التحديد. أما بخصوص المناطق الواقعة داخل الحدود المقترحة والتي تستطيع بريطانيا أن تعمل فيها بحرية بدون إلحاق ضرر بحلفائها فرنسا فأنا مخول بإعطائكم الالتزامات التالية باسم الحكومة البريطانية ....1) أن بريطانيا مستعدة، بشرط إجراء التعديلات المذكورة أعلاه، للاعتراف باستقلال العرب وحمايته في جميع المناطق الواقعة داخل الحدود المقترحة من قبل شريف مكة. 2) تضمن بريطانيا حماية العتبات المقدسة من أي عدوان خارجي. 3) يفترض أن العرب قرروا طلب النصح والمساعدة من بريطانيا وحدها وأن المستشارين والموظفين الأوروبيين الذين سيحتاجهم إيجاد نظام صائب للإدارة سيكونون من البريطانيين. 4) فيما يخص ولايتي بغداد والبصرة فإن العرب يعترفون بأن المصالح والمواقع البريطانية فيما تتطلب إجراءات إدارية خاصة لحماية هاتين المنطقتين من العدوان الأجنبي).
إن التزامات بريطانيا للشريف حسين تحتمل معنيين وقد قيدت مطالب حاكم مكة الذي قضي عشرات السنين في جو الاستانة المشحون بالنشاط السياسي، جعلته يدرك تماما الحدود الحقيقية والمكنون الفعلي للوعود البريطانية. ولكن حتى أكثر التفسيرات تقييدا للرسالة البريطانية بدت له كافية لضمان مكانته المرتقبة كملك للعرب وكافية لإعلان الانتفاضة على الأتراك. فقد فسر الالتزامات البريطانية في بياناته العامة وفي مراسلاته مع الإنجليز وفي ميدان الدعاية تفسيرا موسعا واعتبرها حاوية على الاعتراف باستقلال العرب برئاسته شخصيا كملك لهم، وربما كان يؤمل في انتزاع أمور من الإنجليز بالقوة أكثر مما وعدوا به. ولكن حتى التفسير الحذر لرسالة مكماهون لم يمكن الشريف وحاشيته من التصور بأن جميع وعود لندن كانت خداعا وتضليلا، وأن المفاوضات جارية بشأن التقسيم الاستعماري للبلدان العربية، تلك المفاوضات التي انتهت بمعاهدة سايكس – بيكو. فقد وقعت تلك المعاهدة قبل بضعة أسابيع من اندلاع الانتفاضة وشطبت التزامات مكماهون.
وعشية الانتفاضة حذر حاكم مكة إبنه فيصل فتمكن من التملص من الرقابة التركية مع موكب صغير. وأعلن الحسين الاستقلال في 5 حزيران (يونيو) 1916، وفي 10 حزيران بدأ الانتفاضة خوفا من ضربة وقائية يسددها الأتراك. وفي تموز (يوليو) استسلمت الحامية التركية في مكة، وتم بالتدريج الاستيلاء على سائر المدن الكبيرة في الحجاز، ما عدا المدينة المنورة التي يصل إليها فرع من سكة حديد الشام. وظهرت في جدة بعثتنا اتصال بريطانية برئاسة الكولونيل ويلسون وفرنسية برئاسة بريمون.
وفي أواخر تشرين الأول (أكتوبر) 1916 أعلن الشريف حسين أنه ملك البلدان العربية. إلا أن أحدا خارج الحجاز لم يعترف بالحسين ملكا لجميع العرب. وفي كانون الثاني (يناير) 1917 أبلغت الحكومتان البريطانية والفرنسية الحسين بأنهما تعترفان به (ملكا للحجاز). وفي أواخر عام 1916 انضوى تحت لواء الحسين في الحجاز 30-40 ألف محارب، ولكنه لم يكن لديهم غير 10 آلاف بندقية. وفي البداية أوكلت مهمة تنظيم العمليات الحربية لعزيز المصري وهو ضابط من مصر، ثم لجعفر العسكري وهو ضابط من العراق غدا فيما بعد رئيسا للوزراء في العراق عدة مرات. إلا أن الحسين وقادته العسكريين فضلوا الأساليب التقليدية لخوض العمليات الحربية على نصائح الضباط المتدربين في الجيوش النظامية.
وفي بداية عام 1917 احتل الأسطول البريطاني وفصيل حجازي بقيادة فيصل آخر موضع للأتراك على ساحل الحجاز وهو الوجه. وفي مطلع تموز (يوليو) 1917 استولى الثائرون العرب على العقبة. واجتذبت النقود الإنجليزية التي وزعها الحسين وأبناؤه على البدو عددا متزايدا من الأنصار للانتفاضة. وعلى أطراف البادية، في أراضي الأردن حالياً، بدأت القوات العربية زحفها نحو دمشق، الأمر الذي سهل عملية الجيش البريطاني التي قادها اللنبي في فلسطين. واقتربت نهاية الإمبراطورية العثمانية. وأخذ العرب يفرون من القوات التركية.
وعندما نشرت روسيا السوفييتية بعد ثورة أكتوبر المعاهدات القيصرية السرية (ومن ضمن ما نشر معاهدة سايكس-بيكو بشأن تقسيم الأقطار العربية) سلم الأتراك إلى الشريف حسين نص هذه المعاهدة. فاتصل الحسين بالإنجليز طالبا رأيهم في صحة هذه المعاهدة فاستلم منهم (تأكيدات صادقة) بأن هذه المعاهدة مزورة. وصدق الشريف حسين الإنجليز أو تظاهر بأنه يصدقهم وواصل العمليات الحربية ضد الأتراك. وكان ذلك يعني أن الدماء العربية تراق في الواقع لأغراض ضد العرب. إلا أن حكومة الحجاز كانت معتمدة كليا على المساعدات العسكرية والمالية والغذائية من الإنجليز وكانت لاتتمتع بحرية العمل .
وفي المرحلة الختامية من الحرب وبعدها غدا واضحا أن الإنجليز لاينوون تنفيذ الوعود المائعة التي قدموها للحسين والقوميين العرب، بل وراحوا يعمقون المشكلة بالتقسيم السافر للأراضي العربية وبوعد بلفور الصادر في 2 تشرين الثاني (نوفمبر) 1917 بشأن تأسيس (موطن) لليهود في فلسطين. وتأزمت العلاقات بين الحسين والإنجليز. إلا أن بريطانيا ثبتت (مصالحها الخاصة) في الجزيرة العربية من خلال مؤتمر صلح فرساي. وفي 30 أيلول (سبتمبر) 1918 دخلت جماعة من المحاربين من قبيلة عنزة إلى دمشق وجالت في ساحتها الرئيسية حاملة العلم العربي. وبعد يوم كامل دخلت وحدات اللنبي الإنجليزي المدينة وصار فيصل ملكا مؤقتا لسورية حيث تشكلت حكومة عربية. ولكن الفرنسيين طردوا فيصل من دمشق بعد عامين وأغرقوا الحركة التحررية لعرب سورية بالدماء .

### عبد العزيز وانتفاضة الحجاز

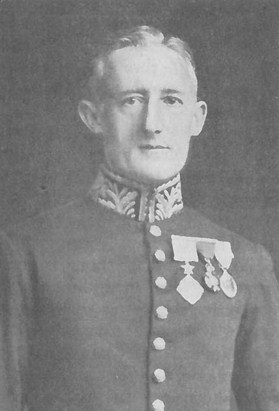
بيرسي كوكس، شغل منصب المقيم السياسي في بو شهر منذ العام 1904، وأرسل لاستطلاع قوى ابن سعود، قتل في معركة جراب

بعد بداية الانتفاضة المناهضة للأتراك في الحجاز كانت المهمة الرئيسية للحكومة البريطانية في شبه الجزيرة العربية هي حث عبد العزيز على الانضمام إلى الشريف حسين، أو على الأقل، الحيلولة دون اشتداد التناقضات بينهما. إلا أن عبد العزيز لم يكن منذ البداية يثق بالشريف حسين. وعندما علم أمير الرياض من بيرسي كوكس بنبأ الانتفاضة في الحجاز في حزيران (يونيو) 1916 أعرب عن مخاوفه من أن رغبة الحسين في قيادة العرب يمكن أن تخلق وضعا غير مقبول إطلاقا بالنسبة له. وبعد بداية انتفاضة الحسين كان النجديون يساعدون الأتراك تارة ويساعدون الحجازيين تارة أخرى، كما يقول المؤرخ الزركلي الموالي للسعوديين.
وكتب مرسيل يقول أن فصائل عبد العزيز قامت بغزوات على القبائل الخاضعة للشريف حسين وخصوصا في المناطق الحدودية. وأقام ابن سعود صلات مع الوالي العثماني والقائد العام للقوات التركية في أطراف المدينة المنورة. وفي أواخر أيلول (سبتمبر) 1917  توجه وفد نجدي إلى دمشق لمناقشة مختلف القضايا مع السلطات العثمانية، مع أن عبد العزيز نفسه زار الإنجليز في البصرة في أواخر نشرين الثاني (نوفمبر). ويبدو أن عبد العزيز أحس بالجهة ذات الكفة الراجحة. فصادر 700 جمل اشتراها أحد التجار الأثرياء لأجل الأتراك وسلمها إلى الإنجليزي في الكويت. ولاحظ الشريف حسين أن الجهود البريطانية عاجزة عن وقف منافسه النجدي فبعث رسولا إلى عبد العزيز. يحمل ذهبا ودعوة للعمل ضد العدو المشترك (ضد الأتراك). وبعد اندلاع الانتفاضة في الحجاز بدأت إمارة جبل شمر تستلم من الأتراك أسلحة. وعندما أدرك عبد العزيز أن القدرة العسكرية لحائل بعثت من جديد أخذ يسعى إلى تحسين العلاقات مع الشريف حسين، إلا أن السبب الرئيسي في تغير موقفه العدائي من الحجاز هو الضغط البريطاني.
وفي 20 تشرين الثاني (نوفمبر) 1916 عقد بيرسي كوكس في الكويت اجتماعا حضره عبد العزيز وشيخ الكويت جابر وشيخ المحمرة خزعل وامتدح ابن سعود أعمال الشريف حسين وأكد على ضرورة تعاون جميع العرب المخلصين معه للدفاع عن القضية العربية. ولكن الأمير، كما هي العادة، لم يعد بتقديم دعم ملموس. وأقنع الإنجليز الحسين بإرسال برقية تحية إلى الحاضرين في اجتماع الكويت .
وقرر عبد العزيز أثناء هذا الاجتماع التزام جانب بريطانيا كليا. وآنذاك استلم مع شيخ الكويت جابر الوسام البريطاني. وأقسم الرجال الثلاثة اليمين على التعاون بإخلاص مع بريطانيا. وعند ذاك قدم عبد العزيز إلى الإنجليز بصورة تظاهرية ألـ 700 جمل التي كانت مخصصة للأتراك. وبعد اجتماع الكويت زار ابن سعود البصرة حيث استعرض الإنجليز أمامه الأسلحة الحديثة ورأيى الطائرات لأول مرة. ولم يبد الأمير إعجابه الشديد فهو قليل الكلام، ولكن الآليات الحديثة، كما هو المفروض، قد تركت لديه انطباعا عميقا. وفي تلك الفترة تم الاتفاق على المعونة الشهرية لأمير الرياض بمبلغ 5 آلاف جنيه إسترليني .
وبالإضافة إلى المعونة المالية عرض بيرسي كوكس على أمير نجد 4 رشاشات وثلاثة آلاف بندقية مع ذخيرتها، وردا على ذلك وعد عبد العزيز بتجنيد4 آلاف شخص ضد حائل. ومع ذلك تأكد الإنجليز من عدم إمكان دفع أمير الرياض إلى العمليات المباشرة ضد جبل شمر، وكانوا يؤملون، على الأقل، في أن ترغمه المعاهدة الموقعة معه على فرض الحصار على الأتراك في الحجاز وسورية. إلا أن أمير الرياض، شأنه شأن الحكام الآخرين، لم يعيقوا حتى نهاية الحرب التهريب الذي كانت ترد عائدات منه إلى الخزينة. وذات مرة نقلت قافلة من 3 آلاف جمل بضائع إلى الحجاز فظهرت بسبب ذلك تعقيدات في علاقات ابن سعود مع الإنجليز .
وعندما أعلن الشريف حسين أنه ملك العرب أعرب أمير الرياض عن احتجاجه وطالب برسم الحدود بين نجد والحجاز والاتفاق على عائدية بدو الحدود. واعتبارا من عام 1917 حاول بيرسي كوكس أن يصرف أنظار ابن سعود عن أعمال الحلفاء في الحجاز، وظل يحرضه على مهاجمة إمارة جبل شمر التي كانت تقلق القوات الإنكلوهندية في وادي الرافدين من جهة الجناح. (وفي تلك السنة صار بيرسي كوكس معتمدا مدنيا لبريطانيا في بغداد لدى فيلق العمليات الإنكلوهندي). وحاول الإنجليز من جديد وبدون جدوى أن يوقفوا التهريب عبر بوادي الجزيرة. وكان سبل البضائع يجري كذلك من العراق الذي ترابط فيه قواتهم، ومن موانئ الخليج، بما فيها الكويت. ثم كانت القوافل تتجه إلى القصيم أو جبل شمر، ومن هناك إلى المدينة المنورة أو دمشق .
وفي خريف 1917 كانت فصائل الحسين تقاتل بفتور. فطالب المندوب السامي البريطاني الجديد في مصر وينهايت بممارسة ضغط أشد على ابن سعود لجعله يقوم بعمليات أنشط ضد جبل شمر. وتوجه ستورس الرياض أصيب بضربة شمس فاضطر إلى مغادرة الجزيرة العربية. وفي تشرين الثاني (نوفمبر) 1917 نزل ممثلوا بيرسي كوكس وعلى رأسهم الكولونيل هاملتون في العقير وتوجهوا إلى الرياض ليناقشوا الوضع مع الأمير في أواخر الشهر. وكان في هذه البعثة فيلبي الذي غدا من أكبر دارسي الجزيرة العربية وربط حياته فيما يعد بعبد العزيز والعربية السعودية. وغدا مندوبا دائميا لبريطانيا عند أمير الرياض. وكتب فيلبي نفسه أن مهمته كانت دفع عبد العزيز لشن الحملة على جبل شمر والحيلولة دون تأزم العلاقات مع الحجاز والعثور على حل لمشكلة العجمان. ووعد عبد العزيز ببدء العمليات النشيطة إذا قدموا له السلاح.
ولكن الإنجليز، في نيسان (إبريل) 1918 عندما تم احتلال القدس، لم يعودوا بحاجة إلى تصفية إمارة جبل شمر، بل وصاروا يرفضون إرسال ماطلبه فيلبي في كانون الأول (ديسمبر) 1917، فخابت آمال عبد العزيز. وفي 5 آب (أغسطس) 1918 بدأت الحملة على جبل شمر، وشارك فيها فيلبي الذي كتب عنها بحث مفصلا. وفي أيلول (سبتمبر)) 1918 تحرك الإخوان رافعين راياتهم نحو حائل. وكان عند النجديين حوالي 5 آلاف شخص. وفي تلك الأثناء تأزم الوضع على الحدود مع الحجاز بسبب واحة الخرمة. وعقد الحسين صلحا مع حائل، وأقلق ذلك كله أمير نجد. وعندما كان الشمريون على وشك الاستسلام قرر الإنجليز أن انتصار ابن سعود في حائل سيثير رد فعل سلبيا عند الحسين فأمروا الحملة بأن تعود. واشتاط عبد العزيز غضبا. إلا أن هذه الحملة عادت عليه بغنيمة كبيرة هي ألف وخمسمائة جمل وآلاف الأغنام و10 آلاف خرطوشة. ولكنه أدرك أن الإنجليز لم تعد لهم مصلحة في أعماله ضد حائل ناهيك عن احتلاله جبل شمر.
وأثناء حصار الهاشميين للمدينة المنورة الذي استمر من آذار (مارس) 1917 حتى تشرين الأول (أكتوبر) 1918 حدث في معسكر عبد الله بن الحسين خلاف بين أحد شيوخ عتيبة وبين أمير واحة الخرمة الشريف خالد بن منصور بن لؤي. وتعرض هذا الأخير لإهانة إثارات غضبه. وفي خريف 1917 أدت مجموعة كبيرة من النجديين فريضة الحج، وقابلهم الحسين بالتكريم. وأصر النجديون على تعيين حدود رسمية بين الدولتين، ولكن الملك حسين تملص من الجواب وربما انتهز خالد فرصة الحج ليجري اتصالات مع النجديين ويتبنى التوحيد الوهابي. وقد لاحظ الحسين ذلك. وبعد فترة قصيرة طرد خالد من الخرمة القاضي الذي بعثه شريف مكة. وعندما طلب الشريف من خالد أن يحضر لتوضيح هذا التصرف رفض خالد الحضور وقد أحس بأن حياته في خطر.
وفي عام 1918 بعث الملك حسين فصيلا للاستيلاء على الخرمة، إلا أن عبد العزيز تمكن آنذاك من إرسال الإخوان لنجدة خالد، ولذا دمروا بجهود متضافرة القوات التي جاءت من مكة عن بكرة أبيها. وكان ذلكتحديا سافرا للشريف حسين. إلا أن خالد قد تقوى آنذاك وأخذ يقوم بغارات على المناطق الخاضعة للحسين. وكانت المدينة المنورة لاتزال في أيدي الأتراك، وكان ذلك العمل في الواقع تعاونا مع الأتراك. وأخيرا استسلمت حامية المدينة المنورة في تشرين الثاني (نوفمبر) 1918، وانتهت الحرب العالمية الأولى بالنسبة للجزيرة العربية. وجرت الأحداث لاحقا في تربة والخرمة الواقعتين بين الحجاز ونجد. وكان في تربة حوالي ثلاثة آلاف نسمة، وكان فيها عدد من الأشراف يمتلكون كثيرا من أرضها. كانت هذه الواحة تعتب بوابة الطائف من جهة نجد. أما الخرمة فكان فيها حوالي 5 آلاف نسمة بعضهم من قبيلة سبيع وبعضهم من العبيد والمعتوقين. كما كانت فيها بضع عشرات من الأشراف.

## معاهدة دارين أوالقطيف

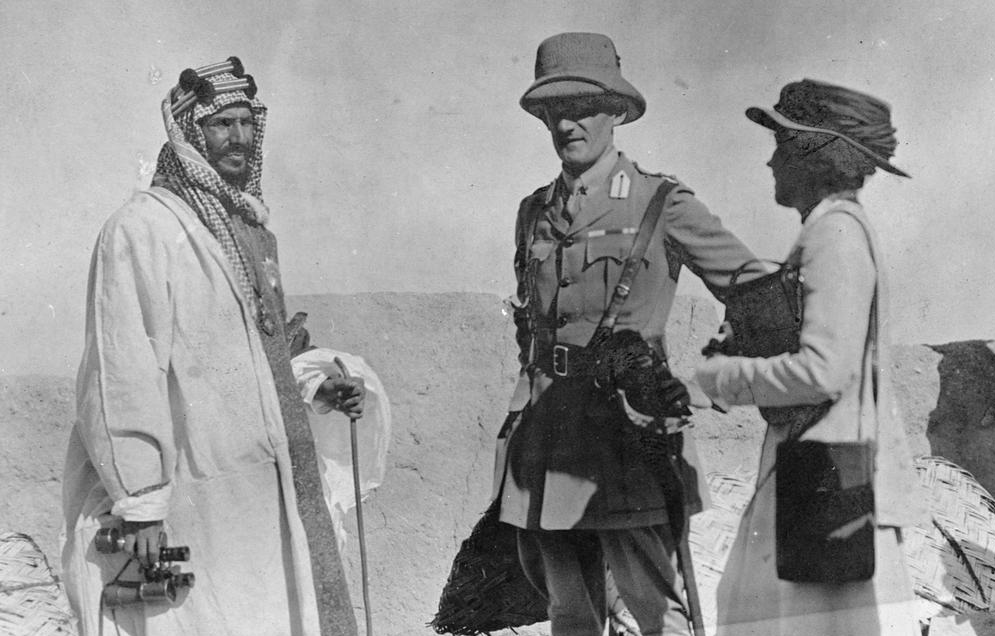
عبد العزيز بن عبد الرحمن مع بيرسي كوكس عام 1916 بعد عام واحد من عقد معاهدة دارين

بعد نشوب الحرب العالمية الأولى 1914، كانت الدولة العثمانية، تسعى لاستقطاب الأمير عبد العزيز إلى جانبها، كما مر بنا. فقد أرسلت الدولة العثمانية وفداً، قدم من البصرة، برئاسة طالب النقيب. كما قدم عليه وفد آخر، من بغداد، برئاسة محمود شكري الألوسي، الذي يحب أهل نجد. ولكن كلاً من الوفدَين، لم يحقق ما أرادته الدولة، ووجدت وثائق عثمانية تدل على رغبة العثمانيين الاعتراف بالأمير عبد العزيز بن سعود والياً على نجد ومنحه رتبة الباشوية. في الوقت نفسه، أسرع الإنجليز إلى الاتصال بالأمير عبد العزيز بن سعود، يطلبون مساعدته ودعمه لهم، ضد الأتراك.
وقدم عليه الضابط الإنجليزي، شكسبير، الوكيل السياسي البريطاني في الكويت، ليبلغه استعداد بريطانيا للاعتراف به، حاكماً مستقلاً على نجد والأحساء، وعقد معاهدة معه، وحمايته من أي عدوان، يأتي من طريق البحر. كل هذا، نظير تعاونه معها على طرد الأتراك من البصرة. ولقد بقى شكسبير ممثلاً لبريطانيا في الرياض، وسار إلى جانب الأمير عبد العزيز بن عبد الرحمن بن فيصل آل سعود، في موقعة جراب، وقتل فيها.
وبدأت المباحثات لعقد معاهدة بين ابن سعود وبريطانيا، في أبريل 1915م ، بين الأمير عبد العزيز والسير برسي كوكس، المقيم البريطاني في الخليج، المفوض صلاحيات واسعة من حكومته. واستعرضا مقترحات أعدها الطرفان لمشروع المعاهدة. وبعد جولات من المفاوضات، توصل الطرفان إلى معاهدة دارين، أو معاهدة القطيف، في 18 صفر 1334هـ - 26 ديسمبر 1915م، اعترفت الحكومة البريطانية بأن الأمير عبد العزيز تشمل (نجد والإحساء والقطيف وجبيل وجميع المدن والمرافئ التابعة لهذه المقاطعات) والتزمت (بحماية مصالحه ومصالح بلاده) بعد مشاورات مناسبة. ونصت المادة الثالثة من المعاهدة على مايلي : (يتعهد ابن سعود أن يمتنع عن كل مخابرة أو اتفاق أو معاهدة مع أية حكومة أو دولة أجنبية). وأكدت المادة الرابعة أن أمير نجد لايمكن أن يتنازل عن الأراضي أو جزء منها ولا أن يؤجرها أو يرهنها أو يتصرف بها بأي شكل ولا أن يقدمها على سبيل الامتياز إلى أية دولة أجنبية أخرى أو إلى أحد من رعايا دولة أجنبية بدون موافقة الحكومة البريطانية. وتقول المادة السادسة : (يتعهد ابن سعود كما تعهد والده من قبل بأن يمتنع عن كل تجاوز وتدخل في أرض الكويت والبحرين وأراضي مشايخ قطر وعمان وسواحلها وكل المشايخ الموجودين تحت حماية إنجلترا والذين لهم معاهدات معها). ولم يرد في المعاهدة شيء عن الحدود الغربية لنجد. وهكذا فرضت هذه المعاهدة في الواقع الحماية البريطانية على نجد وتوابعها. وصارت هذه المعاهدة جزءاً من شبكة النفوذ البريطاني التي أرادت لندن فرضه على القسم الأكبر من الشرق الأدنى، وعلى أية حال، على الجزيرة العربية كلها بعد الحرب العالمية الأولى. وفيما بعد، اعتبارا من عام 1916 استلمت نجد مقابل توقيع المعاهدة، معونة شهرية بمبلغ 5 آلاف جنيه استرليني، مع إرساليات معينة من الرشاشات والبنادق.

## الاستيلاء على عسير
بعد استسلام الإمبراطورية العثمانية ظلت في الجزيرة العربية خمس دول مستقلة في الواقع هي الحجاز ونجد وجبل شمر وعسير واليمن. وكان مستقبلها مرتبطا بالصراع فيما بينها حيث ينتصر الأقوى، وهو إمارة نجد، وكذلك بسياسة بريطانيا. وكتب اللورد ميلنر وزير المستعمرات البريطاني في 16 آيار (مايو) 1919 ، يقول (كانت الجزيرة العربية المستقلة مبدأ أساسيا دائما في سياستنا الشرقية. ولكن ما نعنيه بذلك هو أن الجزيرة العربية رغم أنها ستكون مستقلة بحد ذاتها، فإنها ستبقى خارج نطاق الدسائس السياسية الأوروبية وداخل مجال النفوذ البريطاني، وبعبارة أخرى فإن ذلك يعني أن حكامها المستقلين لن تكون لديهم معاهدات أجنبية مع أحد سوانا).
فقد كانت عسير في الفترة التي كان عبد العزيز بن عبد الرحمن بن فيصل آل سعود يواصل توحيده البلاد منقسمة إلى قسمين سياسيين:
- القسم الشمالي : تحت إمرة آل عائض وقاعدته أبها.
- القسم الجنوبي: تحت إمرة الأدارسة وقاعدته جازان.

دخلت منطقة عسير تحت النفوذ السعودي، في الدولة السعودية الأولى، وبالتحديد في زمن الإمام عبد العزيز بن محمد آل سعود، في أوائل القرن الثالث عشر الهجري، حينما توجهت إليها سرية، بقيادة أمير وادي الدواسر، ربيع بن مزيد، عام 1215هـ - 1800م. وأخذ أهلها بمبادئ الدعوة الإصلاحية للشيخ محمد بن عبد الوهاب. وعين الإمام عبد العزيز بن محمد، محمد بن عامر أبا نقطة، من آل المتحمي، من قبيلة ربيعة، والياً من قبله، على منطقة عسير وتهامة والسراة.
ولما زحفت قوات محمد علي باشا على عسير أبلى أهلها بلاءً حسنًا في الدفاع عنها وحمل لواء الجهاد طامي بن شعيب، لكن قواته هزمت وأسر هو فأرسله محمد علي إلى مصر مقيدًا بالحديد ومنها إلى إسطنبول حيث أعدم هناك. وفي عهد الأمير عائض بن مرعي من آل يزيد الذين ينتسبون إلى يزيد بن معاوية بن أبي سفيان زحفت القوات العثمانية ومعها الشريف محمد بن عون فحمل عائض لواء المقاومة وبعد عدة معارك انتصر عليهم عام 1250هـ- 1251هـ.
ولما توفي محمد بن عامر، في عام 1218هـ - 1803م، بعد ثلاثة أعوام من إمارته، تولى الأمارة أخوه عبد الوهاب أبو نقطة، وظل يحكم باسم السعوديين، حتى عام 1224هـ - 1809م قدم في هذه الفترة خدمات جليلة للدولة السعودية الأولى، وشارك مع الإمام سعود بن عبد العزيز بن محمد، في فتح جدة ومكة المكرمة، عام 1218هـ - 1803م، وأخضع كثيراً من مناطق المخلاف السليماني للنفوذ السعودي. وقتل عبد الوهاب أبو نقطة في معركة، بينه وبين الشريف حمود أبي مسمار، أمير أبي عريش، عام 1224هـ - 1809م. وعين الإمام سعود بن عبد العزيز، طامي بن شعيب المتحمي، أميراً على عسير، عام 1225هـ - 1810م. واستمر يحكمها، باسم آل سعود، حتى قدمت عليه قوات محمد علي باشا، والي مصر، في حملتها على عسير، 1230هـ/ 1815م، وأسرته، على الرغم من الشجاعة، التي تميز بها، وبعد أن حقق انتصارات كبيرة عليها. ثم أرسل إلى مصر، ومنها إلى الآستانة، حيث أعدم. وكان هذا آخر عهد السعوديين بحكم عسير، فلم تتمكن الدولة السعودية الثانية من بسط نفوذها، خارج حدود نجد والأحساء.
وفي فترة الحكم المصري لعسير، ظهرت شخصية سعيد بن مسلط، من قبيلة بني مغيد، من عسير. وانتقلت الإمارة، بذلك، من آل المتحمي إلى آل بني مغيد، ومنهم آل عايض. وقاوم سعيد بن مسلط الحملات التركية ـ المصرية، التي قادها أحمد باشا، والي الحجاز، على عسير، حتى توفي عام 1242هـ - 1826م.
وخلف سعيد بن مسلط، ابن عمه، علي بن مجثَّل المغيدي، عام 1243هـ - 1827م، الذي كان داعية لمبادئ الشيخ محمد بن عبد الوهاب الإصلاحية. وصادفت إمارته تقلص نفوذ محمد علي في شبه الجزيرة العربية، وانسحاب قواته من عسير؛ فاستطاع أن يبسط نفوذه على كثير من مناطق عسير وتهامة. واستولى على الحديدة، في عام 1248هـ/ 1832م. وقبيل وفاته في 12 شوال عام 1249هـ - 23 فبراير 1834م، أوصى أن يخلفه عايض بن مرعي المغيدي، وبايعه أهل المنطقة أميراً عليهم. وأظهر بسالة في مقاومة حملات شريف مكة، محمد بن عون، ومن معه من الأتراك، على عسير، عام 1250هـ - 1834م. وتمكن عايض بن مرعي، أن يجلي الترك عن عسير، عام 1253هـ - 1837م، ويبسط سلطانه على مناطق تهامة، ويخضع قبائلها لحكمه. وفي عام 1267هـ - 1850م، سير الخديوي عباس الأول، والي مصر، حملة كبيرة إلى عسير، واجهتها المقاومة العسيرية بقيادة عايض، وأنزلت بها هزيمة منكرة. واستمر حكم عايض بن مرعي في إمارته على عسير، حتى توفي، عام 1273هـ - 1856م. وخلفه ابنه محمد بن عايض. وبعد أن حكم 14 عاماً، سيرت الدولة العثمانية حملة، بقيادة محمد رديف باشا، عام 1288هـ/ 1871م، قضت على إمارته، وقتل محمد بن عايض، غدراً، بعد أن أعطاه القائد التركي الأمان.
وأصبحت عسير، من 1289هـ - 1872م، متصرفية عثمانية، مركزها أبها. وكانت الدولة العثمانية تستعين بأفراد من آل عايض، وتعين أحد أفرادها معاوناً للمتصرف، وآخرهم حسن بن علي بن محمد بن عايض، الذي كان معاوناً للمتصرف سليمان شفيق باشا الكمالي. وبقيت هذه المنطقة تحت الحكم العثماني، حتى نهاية الحرب العالمية الأولى، عام 1918م، التي هزم الأتراك فيها، واضطروا إلى الرحيل عن المنطقة، في عام 1336هـ-1918م، فاستقل بحكمها الأمير حسن بن علي بن عايض.
بعد خروج العثمانيين من عسير، أصبحت المنطقة هدفاً لأطماع الشريف حسين بن علي، حاكم الحجاز، والإدريسي حاكم جازان. وتدهورت أوضاعها، بسبب تدخلات هذَين الطرفَين فيها. كما ازداد الخلاف بين حسن بن عايض وبعض القبائل المهمة في المنطقة، مثل قحطان وشهران وغامد وزهران. فاشتكى زعماؤها إلى الأمير عبد العزيز بن سعود، تصرفات أميرهم، حسن بن عايض، في وقت كان نجم الأمير عبد العزيز يتلألأ في سماء شبه الجزيرة العربية، بوصفه مخلصاً لها من براثن التمزق، ومبشراً بوحدتها، التي كانت قد تمتعت بها في عهد أسلافه، زمن الدولة السعودية الأولى والثانية. وقد حاول الأمير عبد العزيز بن سعود، أن يحل الخلاف، ويتوسط في النزاع. ولكن ابن عايض رفض وساطة ابن سعود، إذ عدّ ذلك تدخلاً في شؤونه الداخلية. كما تأتّى لأمير نجد عدة عوامل، سياسية وتاريخية، جعلته يقرر، أن الوقت مناسب لضم منطقة عسير إلى حكمه.
ولما جلا الترك عن أبها بعد الحرب العالمية الأولى انفرد ابن عائض بالحكم، وأسرع إلى صبيا ليحارب الإدريسي، وما لبث أن تحول عنه إلى الملك حسن بن علي، فقاتله الإدريسي ودارت بينهما معارك كثيره. ووصل من نجد وفد برئاسة عبد العزيز بن مساعد بن جلوي آل سعود، فقاتله ابن عائض في معركة حجلا، وظفر ابن مساعد فدخل أبها، واستسلم ابن عائض فاصطحبه ابن مساعد معه إلى الرياض، وأكرمه الملك عبد العزيز بن سعود وأذن له بالعودة إلى بلاده، على أن يتولى أمارتها من قبله. وبعد نحو عامين تمرد ابن عائض وطرد الأمير السعودي ومن معه من أبها «سنة 1340 هـ»، فانتدب الملك عبد العزيز ابنه فيصل -الملك فيما بعد- وأقبل في جيش من «الإخوان» فضرب جيش ابن عائض في خميس مشيط، واستمر زاحفاً إلى أن دخل أبها، وفر ابن عائض، وعاد الأمير فيصل إلى الرياض. وحدث بعدها أن استسلم ابن عائض في نهاية الأمر للأمير عبد العزيز بن إبراهيم الموكل من الملك عبد العزيز بإمارة أبها. وأُرسل ابن عائض إلى الرياض فأقام فيها إلى أن توفي في الوباء الذي اجتاح البلاد عام 1273هـ. تولى الإمارة من بعده ابنه محمد فعمل على بسط نفوذه في ما حوله من بلاد حتى وصل حدود الحجاز شمالاً وبيشة شرقًا، إلا أنه صادف في تلك الفترة أن العثمانيين انتهجوا سياسة تقوية قبضتهم على البلاد العربية، فأرسلوا حملة قوية بقيادة رديف باشا عام 1288هـ، 1871م، حاصرت أبها فاستسلم محمد بن عائض على شرط الأمان، لكن القائد العثماني أحمد مختار باشا غدر به وقتله واحتلوا البلاد وجعلوها ولاية عثمانية، وأبعدوا آل عائض عن الحكم إلا أنهم اضطروا إلى الاستعانة بالأمير حسن بن علي بن محمد آل عائض عام 1330هـ، 1912م عندما حاربهم الإدريسي، ومنذ ذلك الوقت ظل الأمير حسن معاونًا للمتصرف العثماني سليمان شفيق باشا.
ولما قامت الحرب العالمية الأولى وانسحب الاتراك من عسير استقل بها حسن آل عائض، ولكنه لم يحسن السيرة بل ظلم الرعية واستبد، فنفرت منه القبائل وبعثوا رسلهم إلى الإمام عبد العزيز يشكون تسلط أميرهم وظلمه ويناشدون أن يحميهم فأوفد إلى أبها ستة من العلماء وكتابًا إلى الأمير حسن، فناشدوه العمل بالكتاب والسنة والعودة إلى ما كان عليه آباؤه، فعدَّ ذلك تدخلاً من ابن سعود في شؤونه الخاصة ومساسًا باستقلاله فهدد باحتلال بيشة.

### معركة حجلا
أعد الأمير عبد العزيز بن عبد الرحمن بن فيصل آل سعود جيشاً، قوامه ألفا رجل، بقيادة ابن عمه، عبد العزيز بن مساعد بن جلوي. وأمره أن يتوجه إلى عسير، وذلك في شعبان عام 1338هـ - مايو 1920م. وكان أغلب هذا الجيش من الإخوان، ومن قبائل شهران، وممن انضم إليهم من أهل عسير. واستطاع جيش ابن سعود هزيمة جيش ابن عايض، في معركة حَجْلة (حجلاء) أو حجلا، بين أبها وخميس مشيط، سنة 1338هـ - 1920م، ثم تقدم ابن جلوي بقواته، حتى استولى على أبها، عاصمة الإقليم. وبعد أن تمكن بن جلوي من إخضاع عسير، عاد إلى الرياض، في صحبة حسن بن عايض، الذي استسلم، بعد فترة قصيرة من سقوط أبها. وبعد أن أقام آل عائض أشهراً في ضيافة الأمير عبد العزيز بن سعود، عادوا إلى عسير، وخصصت لهم مرتبات شهرية وزودهم بمبلغ خمسة وستين ألف ريال فرنسي (6500 ليرة ذهباً). وعين الأمير عبد العزيز، أميراً من قبله على منطقة عسير. ولكن كثرت الشكاوى ضده فاستبدل به أمير آخر.
واغتنم حسن بن عايض فرصة إظهار قبائل عسير سخطها، لتنفيذ أطماعه في حكم المنطقة. وقد شجعه الشريف حسين على ذلك. فكان يستنهض قبائل بني شهر، ويساعدهم بالمال والسلاح، ليدعموا ابن عايض. فقام حسن بن عايض بثورة ضد الحكم السعودي في عسير، وحاصر الأمير السعودي في أبها، الذي حاول مقاومته، ولكنه لم ينجح في ذلك. واستمر الحصار عشرة أيام، استسلم، بعدها، الأمير السعودي وحاميته. وبعد شهرَين، جهز الأمير عبد العزيز بن سعود جيشاً، بقيادة ابنه، الأمير فيصل بن عبد العزيز، قوامه ستة آلاف مقاتل، معظمهم من الإخوان. انطلق من نجد، سنة 1340هـ - 1921م. وحينما اقترب من عسير، انضم إليه أربعة آلاف مقاتل من شهران بني واهب، وقبائل آخرى. وهزم جموع بني شهر، في بيشة، ثم واصل سيره، حتى وصل حَجْلة (حجلاء)، التي تقهقر إليها محمد بن عايض وجنوده. ثم أخلى محمد بن عايض، وابن عمه، حسن بن عايض أبها. وتوجه حسن، ومن معه، إلى جبال حرملة الحصينة. وأما محمد بن عايض، فقد فر إلى القنفذة، ومنها إلى مكة، يستنجد بالشريف حسين، الذي أنجده بفرقة صغيرة. ولما علم الأمير فيصل بن عبد العزيز بأخبار آل عائض، أرسل سراياه إلى حرملة، المنيعة. وبعد معارك، استمرت يومَين، صعد الإخوان إليها. ولم يجدوا حسن بن عايض فيها، فهدموا قصورها، وعادوا إلى أبها. وتقدمت فرق من الإخوان، لمواجهة الجيش الحجازي، القادم لنجدة آل عائض، فوقعت الهزيمة به ولم ينج منه إلا قادته.

### معركة حرملة
في عام 1339هـ - 1920م، تمكن عبد العزيز بن عبد الرحمن بن فيصل آل سعود من ضم منطقة عسير إلى أجزاء دولته منهياً حكم آل عائض.
وعين سعد بن عفيصان أميراً على عسير. ووصلت فرقة عسكرية أخرى، من قبل الشريف حسين، للنجدة، يرافقها حسن بن عايض. وحاصرت أمير أبها سعد بن عفيصان، فاستنجد بمن حوله، من أهل الصبيحة وتثليث وعرب قحطان. واشتبكوا في قتال مع قوات الشريف، وفكوا الحصار عن أبها. وتراجعت، على أثر ذلك القتال، تلك القوات إلى حرملة، وتحصنت بها. وتوفي أمير أبها، بعد أيام من فك الحصار. ووصل الأمير السعودي الجديد، وهو عبد العزيز بن إبراهيم، وتفاوض مع حسن بن عايض، في مقره، في حرملة. انتهت المفاوضات بإبعاد حسن بن عايض وذويه عن أبها. وأرسلوا إلى الرياض، حيث عفا عنهم الأمير عبد العزيز بن عبد الرحمن بن فيصل آل سعود، وأكرمهم. وبقي حسن بن عايض في الرياض حتى توفي بها. وبذلك، زالت إمارة آل عائض، واستتب الحكم لآل سعود في عسير.

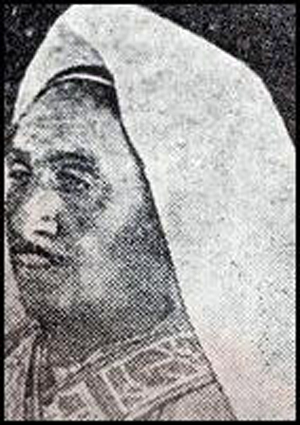
محمد بن علي الإدريسي، مؤسس دولة الأدارسة في صبيا، منطقة جازان، حكم بين الفترة 1906–1920

سارع عبد العزيز آل سعود بارسال جيش كثيف على رأسه أبنه فيصل بن عبد العزيز فوصل إلى بيشة وتقدم نحو بلاد شهران وسارع أهل عسير بإمرة محمد بن عبد الرحمن بن عائض الذي رابط في حجلا وأرسل قوة لمساندة حامية بيشة وكانت قوات عسير قد وزعت في جهات عدة وبخاصة في الغرب خوفاً من كل طارئ يحدث أو من حركة يقوم بها الإدريسي تقدم الأمير فيصل بن عبد العزيز والتقى في جنوب غربي بيشة بقوة من عسير وغيرهم وجههم الأمير حسن فبدد الأمير فيصل شملهم في موقع العين وتابع زحفه حتى إذ وصل إلى خميس شهران واستجمع قوات شهران وسار بهم مع جيشه نحو الغرب فالتقى في حجلا بقوة عسير.
خافت إحدى القبائل على أوطانها ففضلت مغادرة حجلا والدفاع عن مواطنها من القوة السعودية التي ارسلت من تلك الجهات وبعد أن جرت معركة مريرة في حجلا استمرت يومين قتل فيها الأمير سعيد بن عبد الرحمن بن عائض رأى الأمير محمد أن ينسحب بقية المرابطين إلى مواطنهم وعاد هو إلى أبها بدون رجال ومنها سار إلى الحجاز يطلب النجدة كما سار الأمير فيصل بجيشه وقبائل شهران إلى أبها وتم دخولها عام 1340 هـ من غير قتال.
أعتصم الأمير حسن بحصن حرملة. وجرت مراسلات بينه وبين الأمير فيصل إلا أنها لم تصل إلى نتيجة فتقدمت سرية سعودية نحو حرملة واستطاعت دخولها بعد عدة معارك إلا أن الأمير حسن قد نجا بنفسه وأهله واتجه نحو الغرب. علم الإدريسي بخبر الأمير حسن فطلب من عامله على رجال المع مصطفى النعمي أن يتعقب الأمير حسن ويقبض عليه ويرسله إليه إلى صبيا أو يسلمه إلى الأمير فيصل... إلا أن ابن عائض أستطاع الإفلات من مصطفى النعمي والانضمام إلى جيش الشريف حسين الذي كان قد وصل من مكة وعلى رأسه الشريف راجح والأمير محمد بن عبد الرحمن بن عائض الذي سار إلى الحجاز بعد دخول الأمير فيصل أبها.
أما الأمير فيصل فبعد دخوله أبها نصب عليها أحد رجالاته الأمير سعد بن عفيصان وعاد إلى الرياض. تمركز الجيش الحجازي في بارق واتجه نحو السراة عن طريق عقبة (ساقين) حيث تمركز في باحة تنومة فأرسل أبن عفيصان سرية بقيادة أبنه سليمان فالتقى بالجيش الحجازي الزاحف نحو أبها في بلاد بالأسمر في موقع (مسفرة) فانهزم الجيش السعودي وقتل قائده سليمان بن سعد بن عفيصان وعشق بن شلفوت وأسر عدد من الجند وتقدم الجيش الحجازي نحو أبها وعلى مقدمته الأمير حسن وأبن عمه محمد بن عبد الرحمن بن عائض فحاصر الجيش أبها واستسلمت المدينة واعتصمت الحامية السعودية في قصر شدا مدة عشرين يوما وكادت أن تستسلم إلا أن النجدة جائتها من نجد بقيادة اثنين من رجال عبد العزيز آل سعود الأوفياء هما محمد بن سعد بن نجيفان وخالد بن جامع العتيبي وفي الوقت نفسه طلب الشريف حسين من جيشه الانسحاب من أبها والتوجه نحو الطائف لمعاونة بقية قواته التي تصطدم هناك بالقوات السعودية. وانسحب آل عائض إلى حرملة وأطلقوا سراح أسراهم.
وبعد وفاة سعد بن عفيصان عام 1341هـ تولى إمارة أبها مكانه الأمير محمد بن سعد بن نجيفان واستمر في إمارته لمدة اربع أشهر حيث أبدل بالأمير عبد العزيز بن إبراهيم الذي اقنع الأمير حسن بن عائض بالتوجه من حرملة إلى خميس شهران بمقر إمارتها بذهبان في ضيافة الأمير سعيد بن مشيط وشيوخ قبيلته آل رشيد وتحت الحماية وعدم الاعتداء والتفاوض معه.
وانتهى الاتفاق بارسال الأمير حسن إلى الرياض مع كبار أسرته ومنهم الأمير محمد بن عبد الرحمن وناصر بن عبد الرحمن وعائض بن عبد الرحمن وعبد الله بن عبد الرحمن وعائض بن عبد الله بن محمد وعائض بن علي بن محمد ومحمد بن ناصر بن عبد الرحمن ومحمد بن علي بن محمد وعائض بن عبد الله بن محمد ومحمد بن عبد العزيز الغامدي شيخ قبائل غامد ومحمد بن مسلط الوصال حيث بقي الأمير حسن في الرياض حتى وافاه أجله عام 1357 هـ وباستسلام الأمير حسن أصبحت عسير جزءاً من الدولة السعودية.

## معركة النيصية
حدثت معركة النيصية، في عام 1921م/1340هـ بين إمارة جبل شمر بقيادة محمد بن طلال آل رشيد وبين جيش الإخوان التابع لإمارة الرياض والمكون من بوداي مطير بقيادة فيصل بن سلطان الدويش وانتهت المعركة بتراجع محمد بن طلال آل رشيد ودخوله أسوار حائل. وما ترتب بعد المعركة هو: تقلص إمارة جبل شمر حيث تكاملت قوات الإخوان لحصارها واستمر الحصار عدة أشهر وانتهى بالصلح من ثم تم تسليم مدينة حائل للملك عبدالعزيز آل سعود.

## معاهدة العقير
أثناء الحرب العالمية الأولى، اتخذ عبد العزيز بن عبد الرحمن بن فيصل آل سعود موقف الحياد، بين بريطانيا والدولة العثمانية. وذلك لأسباب عديدة، كما يقول الدكتور عبد الله العثيمين. «منها انشغاله بأموره الداخلية، وفي مقدمتها مشكلة العجمان. ومنها عدم رغبته في الإقدام على أمر، لا يرى فيه فائدة واضحة له، أو يرى أن تفاديه، لا يضره». ومع أن بريطانيا لم تكن راضية عن ذلك الموقف، فإنها أمدته ببعض المساعدات، المالية والعسكرية، التي طلبها منها. ويذكر الزركلي، أن تلك المساعدات، كانت خمسة آلاف جنيه شهرياً، وأربعة رشاشات، وثلاثة آلاف بندقية. ويعلل الدكتور العثيمين سبب إمداده بتلك المساعدات، بخوف الحكومة البريطانية من أن يقوم الملك عبد العزيز بأعمال، تعرقل مساعي حلفائها في المنطقة، مثل الملك حسين. وبالتالي، تكون له آثار سلبية في محاولة تحقيق أهدافها.
وبعد انتهاء الحرب العالمية الأولى، أصبح نفوذ بريطانيا في المنطقة العربية أعظم من ذي قبل. فقد أصبح كل من العراق وشرق الأردن وفلسطين، تحت النفوذ البريطاني. لذلك، أصبح لها الكلمة العليا، في تحديد علاقات حكام تلك الأقطار بعبد العزيز بن عبد الرحمن بن فيصل آل سعود. فقد رعت بريطانيا عقد معاهدة العقير، سنة 1341هـ- 2 ديسمبر 1922م، الذي عُينت فيه الحدود بين البلاد السعودية وكلٍّ من الكويت والعراق. كما أقرت في ذلك المؤتمر تبعية قريات الملح، ووادي السرحان لعبد العزيز بن عبد الرحمن بن فيصل آل سعود. وسعت، أيضاً، إلى عقد اتفاقية بحرة، بينه وبين حكومة العراق، سنة 1344هـ/ 1925م، التي سويت فيها مشاكل الحدود بين البلاد السعودية والعراق. إضافة إلى اتفاقية حداء (أو حدة)، في العام نفسه، بين عبد العزيز بن عبد الرحمن بن فيصل آل سعود وحكومة الأردن، والتي حُددت فيها الحدود السعودية ـ الأردنية.

## سقوط حائل

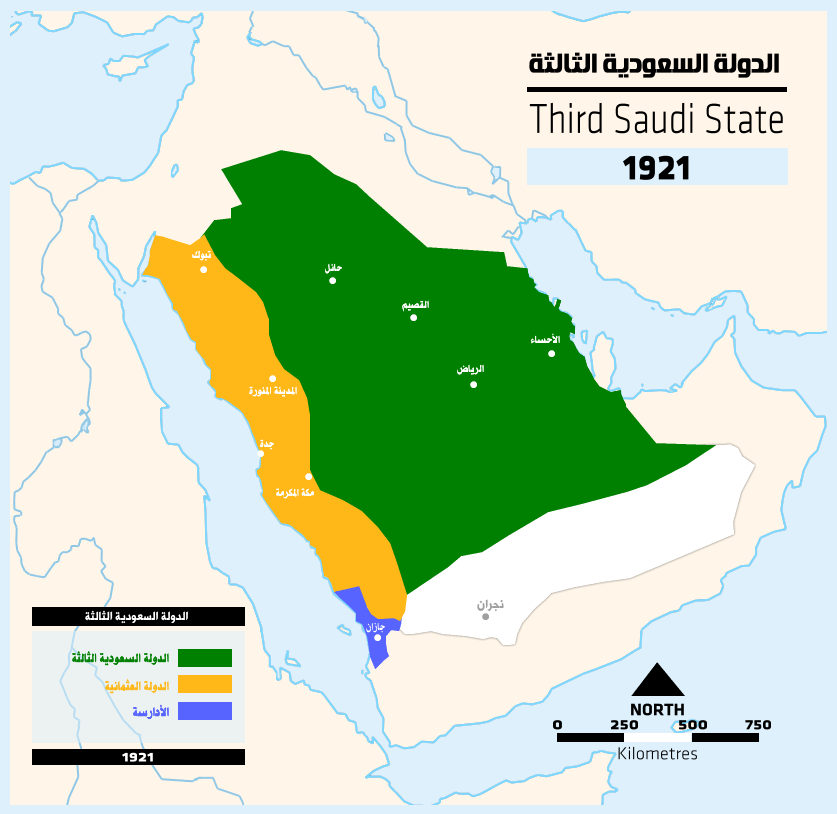
الدولة السعودية الثالثة في أقصى اتساعها عام 1921

خلال العامين المنصرمين بلغت النزاعات بين آل سبهان وآل رشيد درجة الغليان. وفي عام 1919  فر سعود آل سبهان إلى الزبير، فانتقل منصب الوزير الذي كان يشغله إلى المدعو عقاب بن عجل الذي شرع يبحث عن واصلة بعبد العزيز. وفي أواخر آذار (مارس) عام 1920 لقى أمير شمر سعود بن عبد العزيز مصرعه على يد ابن عمه عبد الله بن طلال الذي قتله فيما بعد أحد خدام سعود. وبالتالي آلت الإمارة إلى عبد الله بن متعب بن عبد العزيز. تلقى أمير نجد معلومات تفيد بوجود كثير من أنصار أسرة شريف مكة في حاشية آل رشيد، وصار خطر اتحاد خصوم آل سعود القدامى خطرا فعليا في الظروف التي كان إبانها الإنجليز يعدون فيصل لتولي عرش العراق. في آذار – نيسان (مارس – إبريل) عام 1921، وأثر عقد الصلح مع ممثل الكويت، قرر عبد العزيز تجهيز حملة على حائل. وفي تلك الأثناء نكبت المناطق الوسطى من الجزيرة مرة أخرى بالجفاف الشديد وارتفعت الأسعار، مما زاد من مصاعب جبل شمر.

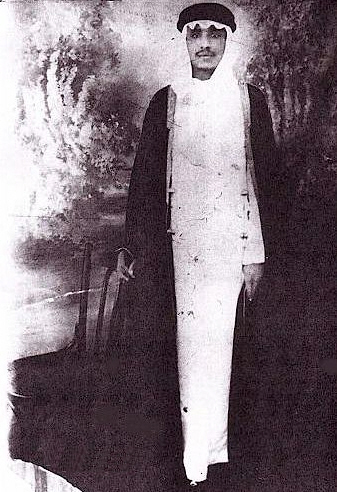
عبدالله بن متعب

في نيسان – آيار (إبريل – مايو) عام 1920 ألحقت فصائل بن سعود الهزيمة بقبائل شمر وأضحت عند جدران حائل، فبدأ حصار مديد. قرر حاكم جبل شمر عبد الله بن متعب بن عبد العزيز الاحتماء وراء جدران حائل المنيعة، ولكن حينما أوشكت المؤونة في المدينة على النفاد، أرسل وفدا للتفاوض. وكان مستعدا للقبول بأن تقتصر إمارة جبل شمر على مدينة حائل وأراضي قبيلة شمر، ولكن ابن سعود الذي شعر بقوته، طالب بالاستسلام الكامل. استمرت الاشتباكات بين الطرفين طوال عدة شهور، دونما نتائج تذكر. ورغم أن سكان حائل تمكنوا من الحصول على قدر من المؤونة يكفي لمقاومة الحصار، إلا أن الصراع الداخلي في المدينة استمر مستعرا ز وقد خلع أعيان حائل عبد الله بن متعب ونصبوا مكانه محمد بن طلال (شقيق عبد الله بن طلال) بعد إطلاق سراحه من السجن، واستجار عبدالله بن متعب بأمير الرياض. وحتى ذلك الحين لم يسفر الحصار عن شيء.
في تلك الأثناء وضع ونستون تشرشل في اجتماع عقد بالقاهرة بنية الشرق الأوسط لفترة مابعد الحرب. قرر الإنجليز تنصيب فيصل، ابن الشريف حسين، ملكا على العراق، وسرعان ماتوج. كما قرروا إسناد إمارة شرقي الأردن لعبد الله. وأدرك ابن سعود أن عليه الإسراع، وإلا فإن جبل شمر سوف يفلت منه. قبل بدء الحملة الجديدة على حائل عقد عبد العزيز مجلسا لأعيان وشيوخ القبائل وعلماء الدين حيث تقرر أن يخلع على الأمير لقب (سلطان نجد والأراضي الملحقة) لرفع الهيبة الدولية للبلد .
في آب (أغسطس) عام 1921 ، عاد عبد العزيز إلى مواقع قرب حائل على رأس قوة مؤلفة، وفق بعض المصادر، من زهاء عشرة آلاف شخص من ضمنهم الإخوانيون بزعامة فيصل الدويش. أصبحت أوضاع المحاصرين ميئوسا منها، وبعد شهرين من الحصار أوفد أعيان المدينة أحد أفراد آل سبهان للتفاوض ثم اتفقوا على الاستسلام. وفي الوقت المحدد شرعت أبواب حائل أمام قوات عبد العزيز. لاذ بن طلال بالقلعة وأرسل نداء استغاثة إلى السلطات البريطانية في العراق وإلى الملك فيصل، ولكن النجدة لم تصل وبعد فترة استسلم بشرط أن تصان حياته. أقام ابن طلال في الرياض أسيرا مكرما وزوج إبنته لإبن سعود. وقد لقى آخر أمير مستقل لحائل مصرعه في الرياض على يد أحد عبيده عام 1954 .
في الأول من تشرين الثاني (نوفمبر) عام 1921 لم يعد هناك وجود لإمارة جبل شمر المستقلة. وفي الثاني من الشهر بايع سكان حائل عبد العزيز الذي جعل من إبراهيم السبهان واليا للمنطقة الجديدة في سلطنته. وقد حرم أمير نجد السلب في المدينة، بل وزود الجياع ببعض المؤن. وكان الشيعة أكثر من يخشى على حياتهم، ولكن ابن سعود أصدر إيعازا خاصا يكفل لهم الحماية. ويجدر بالذكر أن الإخوان لم يوافقوا على تسامح أميرهم وانتقدوه علانية لغضه النظر عن (المشركين).
بسقوط جبل شمر أضحت كل المناطق الوسطى من الجزيرة تحت سيطرة أمير الرياض وأصبحت نجد والمناطق الملحقة بها القوة الرئيسية في شبه الجزيرة العربية. ولم يقو جبل شمر على الصمود إزاء ضغط الجار الجنوبي الأقوى الذي استلهم جنده شعارات المذهب الوهابي بعد انبعاثه. لقد اعتمد جبل شمر، في الأساس، على قبيلة كبيرة واحدة ولم يصبح نواة لدولة موحدة في الجزيرة العربية، وضعفت مواقعه إزاء المنافس القوي الحازم بسبب الحزازات الداخلية وغياب الزعيم القوي. وقد ربط حكام جبل شمر مصيرهم بالإمبراطورية العثمانية، في حين أن الحركة القومية لعرب الجزيرة كانت ذات طابع مناهض للأتراك بوضوح. وفي تلك الأثناء لم تكن بريطانيا تعتبر إلحاق الجزء الشمالي من وسط الجزيرة بنجد خطرا كبيرا على مصالحها في العراق وشرقي الأردن، وآثرت أن تبقى بمعزل عن الأحداث هناك، رغم أن تعزيز مواقع نجد حملها هموما غير قليلة.
تعد الفترة الواقعة بين معركة جراب 1333هـ، 1915م ومقتل سعود بن عبد العزيز المتعب آل رشيد، عام 1338هـ، 1919م بيد ابن عم أبيه عبد الله بن طلال، في المغواة وهما خارجان للنزهة ـ تعد هذه المدة فترة صلح وهدنة بين أمير حائل والسلطان عبد العزيز بن عبد الرحمن بن فيصل آل سعود رغم محاولة الشريف حسين بن علي تحريض آل رشيد على نقض الصلح.
وفي اليوم نفسه الذي قتل فيه سعود، قتل القاتل بيد أحد عبيد سعود بن رشيد فتولى الإمارة ابن أخي سعود عبد الله بن متعب بن عبد العزيز، وحاول تجديد الصلح مع السلطان عبد العزيز فاشترط أن تكون شؤون حائل الخارجية إليه، فرفض شرطه وأعلنت الحرب، فسير السلطان عبد العزيز جيشًا إلى حائل مكونًا من حوالي عشرة آلاف مقاتل وعهد إلى أخيه الأمير محمد بن عبد الرحمن حصارها، ووكّل إلى ابنه الأمير سعود مهاجمة شمّر، ورابط هو في القصيم ليكون قريبًا من موقع الأحداث، فجاءه وفد من حائل بقبول ما اشترطه في العام الماضي من أن تكون شؤون حائل الخارجية إليه، فرد عليهم السلطان عبد العزيز بعدم قبوله ذلك، وأن عليهم أن يدخلوا فيما دخل فيه أهالي نجد، ليريحوه ويريحوا انفسهم من ويلات الحروب، وشروطه الآن أن يسلموا إليه شوكة الحرب وآل رشيد، وعند هذا (يكون لكم مالنا وعليكم ما علينا) وبعد أن عاد الوفد إلى حائل رفضت الشروط وشدد الحصار الذي قاده الأمير سعود مدة شهرين.

قصر برزان مقر حكم ابن رشيد

في هذه الأثناء وصل إلى حائل محمد بن طلال بن عبد الله آل رشيد قادمًا من الجوف، ففر أمير حائل عبد الله ابن متعب بن عبد العزيز آل رشيد من وجهه والتجأ إلى الأمير سعود بن عبد العزيز آل سعود ففك الحصار عن حائل وعاد بأميرها عبد الله بن متعب فتولى إمارة حائل محمد بن طلال وقاد حملة على قرى حائل التي كان أهلها موالين لابن سعود وفتك بهم وفعل بهم قريبًا مما فعله ابن عمه عبد العزيز المتعب آل رشيد بأهل القصيم بعد وقعة الصريف من البطش والتنكيل، مما اضطر السلطان عبد العزيز إلى التحرك السريع لحسم الموقف، فأمر قواته القريبة من منطقة حائل بالتوجه فورًا إلى حائل لحصارها حتى يوافيهم هناك، حيث تحرك السلطان عبد العزيز بالقوات الرئيسية في 11 ذو الحجة 1339هـ-16 أغسطس 1921م، ووصل ساحة المعركة في 4 محرم 1340-8 سبتمبر 1921م بالجثامية، حيث كان ابن طلال في حرب مع القوات الأولى وكادت الهزيمة تحل بها نتيجة خدعة من ابن طلال، فهاجمه الجيش الرئيسي فهزمه وانسحب إلى حصون مدينة حائل، فحاصرته فيها قوات عبد العزيز آل سعود، وكتب إليهم ابن سعود يقول : (سلموا تسلموا) فاشترطوا بقاء إمرة ابن طلال فرفض ذلك السلطان عبد العزيز، ولما طال أمد الحصار كتب يقول : (قد طال أمد الحصار وأقبل الشتاء، فليعذرنا الأهالي إذا أنذرناهم، لهم ثلاثة أيام ليسلموا المدينة وعائلة الرشيد، وإلا فنحن إلى غرضنا مسرعون بالرصاص والنار).
وقد جاءه الجواب بأن الأهالي يتخلون عن ابن طلال وبيت الرشيد وأنهم على استعداد لتسليم الحصون المحيطة بالمدينة إذا جاءتهم قوات ابن سعود، فأرسل السلطان ألفين من رجاله ففتحت لهم الحصون المحيطة بحائل، ثم أمّن الناس على أرواحهم وأعراضهم وأموالهم، فخرجوا إليه أفواجًا يبايعونه.
أما ابن طلال فتحصن في قصر برزان فأمنه ابن سعود إذا هو سلم ففعل وهكذا عادت حائل إلى حكم آل سعود، وتوحدت نجد كلها تحت حكم السلطان عبد العزيز بن عبد الرحمن بن فيصل آل سعود وكان ذلك في يوم 29 صفر عام 1340هـ المصادف 1 نوفمبر 1921م.
بعد سقوط حائل جهز عبد العزيز قوة قوامها زهاء ستة آلاف شخص أسند قيادتها الإسمية إلى إبنه الصبي فيصل، بينما تولى القيادة الفعلية ابن لؤي. غادرت القوة الرياض في حزيران – تموز (يونيو – يوليو) 1922 ، وفي الطريق التحق بها قرابة أربعة آلاف بدوي من قحطان وزهران وشهران. وبعد الاستيلاء على واحة بيشة في أيلول – تشرين الأول (سبتمبر – أكتوبر) عام 1922 شارف فيصل مدينة أبها واستولى عليها دون قتال، وفر حسن بن عائض إلى الجبال. وقد أخفقت محاولة ملك الحجاز لنجدته، وهزم الإخوان الحملة الحجازية. وبعد الاستيلاء على هذا الجزء من عسير، وولى فيصل إمارة أبها لسعد بن عفيصان وأبقى معه حامية وعاد إلى الرياض في أوائل عام 1923، وسرعان ماتوفي ابن عفيصان فولى الإمارة بعده عبد العزيز بن إبراهيم. وبعد فترة من الزمن استسلم حسن ووجه إلى الرياض حيث عاش مكرما. وبذا باءت بالفشل محاولة عائض لإنشاء إمارة مستقلة في شمال عسير.
منذ تأسيسها عام 1902م، ظلت الدولة السعودية الثالثة -إمارة نجد- في حرب شبه مستمرة مع إمارة حائل إلى ان سقطت إمارة جبل شمر في (29 صفر 1340هـ - 2 نوفمبر 1921م) ، على يد قوات عبد العزيز بن عبد الرحمن بن فيصل آل سعود الذي بدوره أنهى بعد عدة مناوشات مع قوات آل رشيد حكم أسرة آل رشيد في حائل والجزيرة العربية، إعلان قيام سلطنة نجد. والتي ابتدات بتعيين الإمام فيصل بن تركي ال سعود لعبد الله بن علي الرشيد واليا على حائل مكافأة له على مشاركته واصابته أثناء محاصرة مشاري بن عبد الرحمن بالرياض على اثر اغتياله للامام تركي بن عبد الله.

## سلطنة نجد

علم سلطنة نجد (1921-1926)، بعد دخول قوات آل سعود حائل ونهاية حكم آل رشيد

في صيف عام 1339هـ - 1921م، عقد مؤتمر، في القاهرة، برئاسة وزير الخارجية البريطاني، يومذاك، ونستون تشرشل، تقرر فيه تنصيب الأمير فيصل بن الحسين بن علي، ملكاً على العراق. وفي خطوة مقابلة، عقد مؤتمر، في الرياض، حضره العلماء والرؤساء، من أهل نجد، وقرروا أن يتخذ حاكم نجد، الأمير عبد العزيز بن عبد الرحمن بن فيصل آل سعود، ومن يخلفه، لقب «سلطان». وكتب الأمير عبد العزيز كتاباً إلى المفوض السامي البريطاني، يخبره بذلك، ويرجو أن يكون ذلك مستحسناً لدى الحكومة البريطانية. وكانت الحكومة البريطانية، قد أرسلت، في الوقت عينه، كتاباً إلى الأمير عبد العزيز بن عبد الرحمن بن فيصل آل سعود، تخبره بأنه تقرر انتخاب الأمير فيصل بن الحسين، ملكاً على العراق، وترجو أن يكون ذلك مستحسناً لديه. فأجاب الأمير عبد العزيز، أنه مسرور بذلك، بشرط ألا يكون في هذا الأمر إجحاف بحقوق نجد، أو ضرر بمصالحها. واعترفت الحكومة البريطانية، في 27 ذو الحجة 1339هـ - 2 سبتمبر 1921م، لابن سعود، ومن يخلفه من ذريته، بلقب «سلطان نجد». السلطنة التي ظلت قائمة حتى إعلان قيام المملكة العربية السعودية عام 1932.

## الحوادث الهامة
جدول يوضح بعض الحوادث الهامة في قيام الدولة السعودية الثالثة في عهد عبد العزيز آل سعود:
| 26 ذو القعدة 1318هـ   | 16 فبراير 1901م      | معركة الصريف                              | وقعة بين مبارك بن صباح وابن رشيد، واشتراك الإمام عبد الرحمن فيها.                                                                                        |
| 15 ربيع الآخر 1319هـ  | يوليو 1901م          | من الكويت إلى الرياض                      | توجه الأمير عبد العزيز بن عبد الرحمن الفيصل، من الكويت إلى (عوينة كنهر)، في طريقه إلى استرداد الرياض.                                                    |
| 1 شعبان 1319هـ        | نوفمبر 1901م         | وصول الأمير عبد العزيز إلى الجافورة       | الجافورة، على أطراف الربع الخالي، حيث بقي متخفياً، حتى 20 رمضان 1319هـ - 1 يناير 1902م.                                                                   |
| 21 رمضان 1319هـ       | 2 يناير 1902م        | عبد العزيز، من الجافورة "أبي الجفان"      | الأمير عبد العزيز، ينطلق من الجافورة على أطراف الربع الخالي إلى "أبي الجفان".                                                                            |
| 29 رمضان 1319هـ       | 10 يناير 1902م       | الوصول إلى "أبي الجفان"                   | وصول الأمير عبد العزيز بن عبد الرحمن بن فيصل آل سعود إلى "أبي الجفان".                                                                                   |
| 4 شوال 1319هـ         | 14 يناير 1902م       | ضلع الشقيب                                | وصول الأمير عبد العزيز آل سعود إلى ضلع الشقيب، على مقربة من الرياض. وتقسيم قواته، استعداداً لاقتحام الرياض.                                               |
| 5 شوال 1319هـ         | 15 يناير 1902م       | استرداد آل سعود الرياض                    | استرداد الأمير عبد العزيز بن عبد الرحمن آل سعود الرياض.                                                                                                  |
| صفر 1320هـ            | مايو 1902م           | إخراج ابن رشيد من ثادق                    | إرسال الأمير عبد العزيز سرية، بقيادة الأمير عبد الله بن صنيتان إلى ثادق، وإخراج حامية ابن رشيد منها.                                                     |
| ربيع الأول 1320هـ     | يونيو 1902م          | معركة الدلم والسلمية                      | وقعتا الدلم والسلمية، بين الأمير عبد العزيز وابن رشيد، الذي لحقت بقواته الهزيمة.                                                                         |
| شوال 1320هـ           | يناير 1903م          | حملة إلى شقراء وجلاجل وروضة سدير          | الأمير عبد العزيز، يقود حملة إلى شقراء، يرسل سريتَين إلى جلاجل وروضة سدير، لمواجهة قوات ابن رشيد.                                                         |
| 4 ذو الحجة 1320هـ     | 5 مارس 1903م         | حملة آل سعود والصباح نحو "الحفر"          | الأمير عبد العزيز، يصل إلى الكويت، ويشترك مع الشيخ مبارك الصباح، في حملة، توجهت نحو الحفر، خشية هجوم ابن رشيد على ابن صباح.                              |
| 1321هـ                | 1903م                | معاهدة دارين                              | أول لقاء بين الأمير عبد العزيز آل سعود وممثل سياسي عن بريطاني.                                                                                           |
| ذو القعدة 1321هـ      | يناير 1904م          | عبد العزيز من الرياض نحو القصيم           | خروج الأمير عبد العزيز من الرياض، متوجهاً نحو القصيم، لتخليصها من حكم ابن رشيد.                                                                           |
| 1321هـ                | 1903م                | ضم شقراء وثرمداء                          | الأمير عبد العزيز آل سعود يضم قريتي شقراء وثرمداء. |
| 5 محرم 1322هـ         | 23 مارس 1904م        | ضم عنيزة                                  | دخول الأمير عبد العزيز بن عبد الرحمن بن فيصل آل سعود عنيزة، وضمها.                                                                                       |
| 1 ربيع الأول 1322هـ   | 16 مايو 1904م        | معركة البكيرية                            | موقعة بين الأمير عبد العزيز وابن رشيد والترك. |
| 18 رجب 1322هـ         | 29 سبتمبر 1904م      | معركة الشنانة                             | انهزم ابن رشيد فيها من قبل قوات آل سعود. |
| ذو الحجة 1322هـ       | فبراير 1905م         | مفاوضات العثمانيون                        | الإمام عبد الرحمن الفيصل، يلتقي، في الزبير، والي البصرة العثماني، للتفاوض حول الأوضاع في القصيم.                                                         |
| جمادى الأولى 1323هـ   | يوليو 1905م          | نجدة الشيخ قاسم آل ثانٍ                    | الأمير عبد العزيز، يبادر إلى نجدة الشيخ قاسم بن محمد آل ثانٍ، شيخ قطر، ضد أخيه أحمد آل ثانٍ، ويمكنه من استمرار حكمه.                                       |
| 17 صفر 1324هـ         | 14 أبريل 1906م       | معركة روضة مهنا                           | موقعة روضة مهنا، بين قوات ابن سعود وقـوات ابن رشيد، ومقتل عبد العزيز بن متعب بن رشيد.                                                                    |
| رجب 1324هـ            | أغسطس ـ سبتمبر 1906م | حملة تركية عراقية                         | وصول حملة عسكرية تركية، من المدينة المنورة، بقيادة القاروقي، وحملة أخرى من العراق.                                                                       |
| رمضان 1324هـ          | أكتوبر 1906م         | رحيل العثمانيون إلى المدينة المنورة       | تضييق الخناق على القوات العثمانية في القصيم، وتفاوض قائدها مع الأمير عبد العزيز، وترحيلها إلى المدينة المنورة.                                           |
| شوال 1324هـ           | نوفمبر 1906م         | جلاء القوات العثمانية                     | رحيل القوات العثمانية عن القصيم، إلى العراق. |
| 5 شعبان 1325هـ        | 14 سبتمبر 1907م      | موقعة الطرفية                             | موقعة الطرفية، وانتصار الأمير عبد العزيز. |
| 20 ربيع الآخر 1326هـ  | 23 مايو 1908م        | احتلال بريدة                              | احتلال بريدة، وهزيمة أميرها، محمد أبا الخيل. |
| 5 ربيع الأول 1327هـ   | 29 مارس 1909م        | وقعة الأشعلي                              | وقعة الأشعلي، بين الأميرعبدالعزيز وابن رشيد. |
| 1 جمادى الآخرة 1328هـ | 10 يناير 1910م       | موقعة هديّة                                | اشتراك الأمير عبد العزيز في موقعة هديّة، التي جرت بين ابن صباح وشيخ المنتفق، سعدون المنصور.                                                               |
| جمادى الآخرة 1328هـ   | 1910م                | اللقاء الأول في الكويت                    | لقاء الأمير عبد العزيز بالضابط الإنجليزي، شكسبير، الوكيل السياسي البريطاني في الكويت.                                                                    |
| 1328هـ                | 1910م                | لقب "أمير نجد ورئيس عشائرها"              | الأمير عبد العزيز آل سعود، يتخذ لنفسه لقب"أمير نجد ورئيس عشائرها"، وموافقة الدولة العثمانية على ذلك.                                                     |
| 1330هـ                | 1912م                | أول "هجرة" في الأرطاوية                   | تأسيس أول "هجرة" في الأرطاوية، سكنتها جماعات من قبيلتَي مطير وحرب.                                                                                        |
| 5 جمادى الأولى 1331هـ | 13 أبريل 1913م       | فتح الأحساء                               | فتح الأحساء، ومغادرة الحامية التركية الهفوف. |
| 1331هـ                | 1913م                | اللقاء الثاني في نجد                      | اللقاء الثاني بين الأمير عبد العزيز والضابط الإنجليزي، شكسبير، في نجد.                                                                                   |
| 1332هـ                | 1914م                | الحرب العالمية الأولى                     | نشوب الحرب العالمية الأولى. |
| 1332هـ                | 1914م                | لقاء عبد العزيز بالوكيل السياسي البريطاني | لقاء، في ميناء العقير، بين الأمير عبد العزيز والوكيل السياسي البريطاني في الكويت، والتباحث حول عقد معاهدة بينهما.                                        |
| 7 ربيع الأول 1333هـ   | 24 يناير 1915م       | معركة جراب                                | معركة جراب، بيـن الأمير عبدالعزيـز وسعود بن رشيد، ومقتل المبعوث الإنجليزي، الضابط شكسبير فيها.                                                           |
| 1 شعبان 1333هـ        | 14 يونيو 1915م       | معركة كنزان                               | موقعة كنزان، قرب الأحساء، بين الأميرعبدالعزيز وقبيلة العجمان، ومقتل شقيقه، الأمير سعد بن عبد الرحمن آل سعود.                                             |
| 18 صفر 1334هـ         | 26 ديسمبر 1915م      | معاهدة دارين أو القطيف                    | معاهدة القطيف، أو دارين، بين الأمير عبد العزيز بن سعود والممثل البريطاني في الخليج، برسي كوكس.                                                           |
| 6 شعبان 1334هـ        | 9 يونيو 1916م        | ثورة الشريف على الأتراك                   | الشريف حسين بن علي، يعلن الثورة على الأتراك، بمساعدة الإنجليز.                                                                                           |
| ذو الحجة 1336هـ       | سبتمبر 1918م         | موقعة ياطب                                | موقعة ياطب، بين قوات ابن سعود، بقيادة الأمير فيصل بن عبد العزيز آل سعود، وبين قوات سعود بن رشيد.                                                         |
| 25 شعبان 1337هـ       | 27 مايو 1919م        | معركة تربة                                | موقعة تربة، بين قوات ابن سعود، بقيادة سلطان بن بجاد والشريف خالد بن لؤي، وبين قوات الشريف حسين، بقيادة الشريف عبد الله بن الحسين، التي لحقت بها الهزيمة. |
| ذو القعدة 1337هـ      | يوليو 1919م          | مؤتمر السلام (فرساي) في باريس             | اشتراك الأمير فيصل بن عبد العزيز آل سعود في مؤتمر السلام في باريس (فرساي)، نيابة عن والده.                                                               |
| شوال 1338هـ           | يوليو 1920م          | ضم عسير                                   | الاستيلاء على عسير. |
| 26 محرم 1339هـ        | 11 أكتوبر 1920م      | معركة الجهراء                             | موقعة الجهراء، بين قوات الدويش وقوات كويتية. |
| 10 صفر 1339هـ         | 25 أكتوبر 1920م      | معاهدة حسن جوار                           | معاهدة حسن جوار، بين السطان عبد العزيز والإمام محمد بن علي الإدريسي، حاكم جازان.                                                                         |
| 29 صفر 1340هـ         | 2 نوفمبر 1921م       | سقوط حائل                                 | سقوط حائل، ودخول السلطان عبد العزيز بن عبد الرحمن بن فيصل آل سعود إليها.                                                                                 |
| 1339هـ                | 1921م                | مؤتمر الرياض                              | مؤتمر الرياض، يلقب الأمير عبد العزيز بـ "سلطان نجد وملحقاتها".                                                                                           |

## معارك الدولة السعودية الثالثة
| - معركة الرياض ضد إمارة جبل شمر 1902 م - معركة الدلم ضد إمارة جبل شمر 1903 م - معركة جو لبن ضد قبيلة مطير بقيادة سلطان بن فيصل الدويش 1903 م - معركة البكيرية ضد إمارة جبل شمر 1904 م - معركة الشنانة ضد إمارة جبل شمر 1904 م - معركة روضة مهنا ضد إمارة جبل شمر 1906 م - معركة الطرفية ضد إمارة جبل شمر وقبيلة مطير ومنطقة القصيم 1907 م - معركة الأحساء ضد الدولة العثمانية 1913 م | - معركة كنزان ضد قبيلة العجمان 1915 م - معركة جراب ضد إمارة جبل شمر 1915 م - معركة تربة ضد المملكة الحجازية الهاشمية 1919 م - معركة حمض ضد إمارة الكويت 1920 م - معركة الجهراء ضد إمارة الكويت و إمارة جبل شمر 1920 م - معركة حجلا ضد إمارة آل عايض في عسير 1920 م - معركة النيصية ضد إمارة جبل شمر 1921 م - معركة حائل ضد إمارة حائل 1921 م |

## معرض الصور

### شخصيات

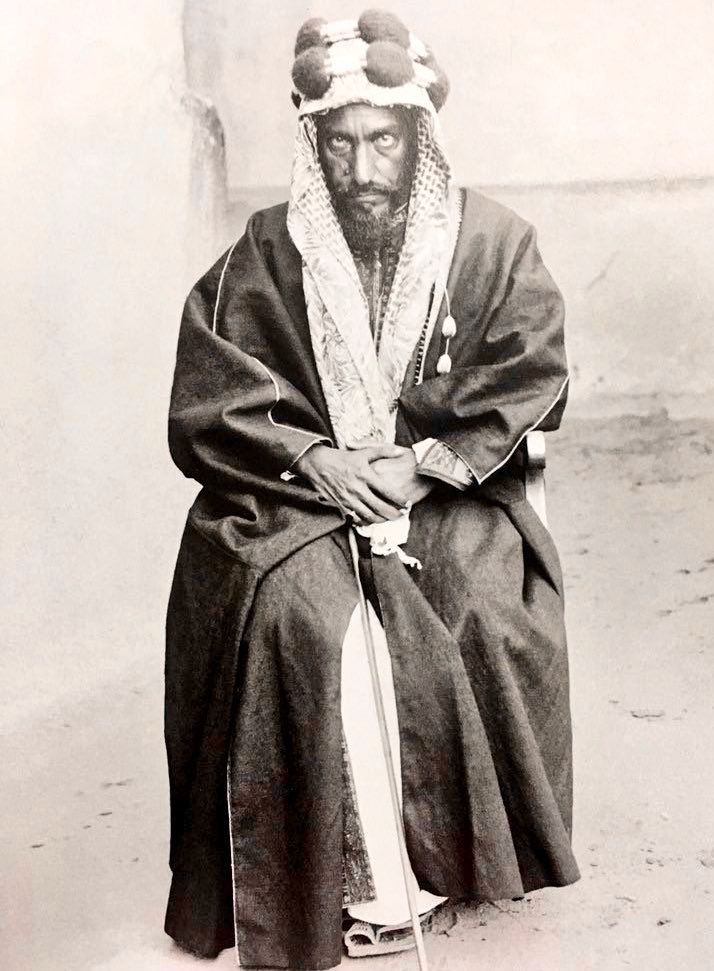
الإمام عبد الرحمن بن فيصل بن تركي آل سعود (1850–1928) آخر حكام الدولة السعودية الثانية.
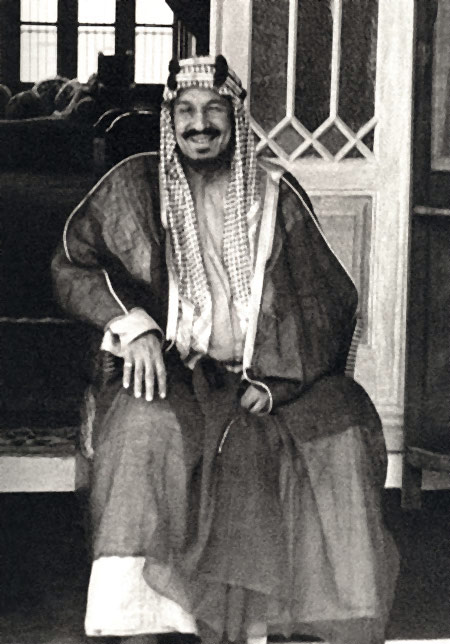
الملك عبد العزيز بن عبد الرحمن آل سعود.
الأمير عبد العزيز آل سعود وبجانبه الشيخ مبارك الصباح في الكويت عام 1910.
الشيخ مبارك الصباح.
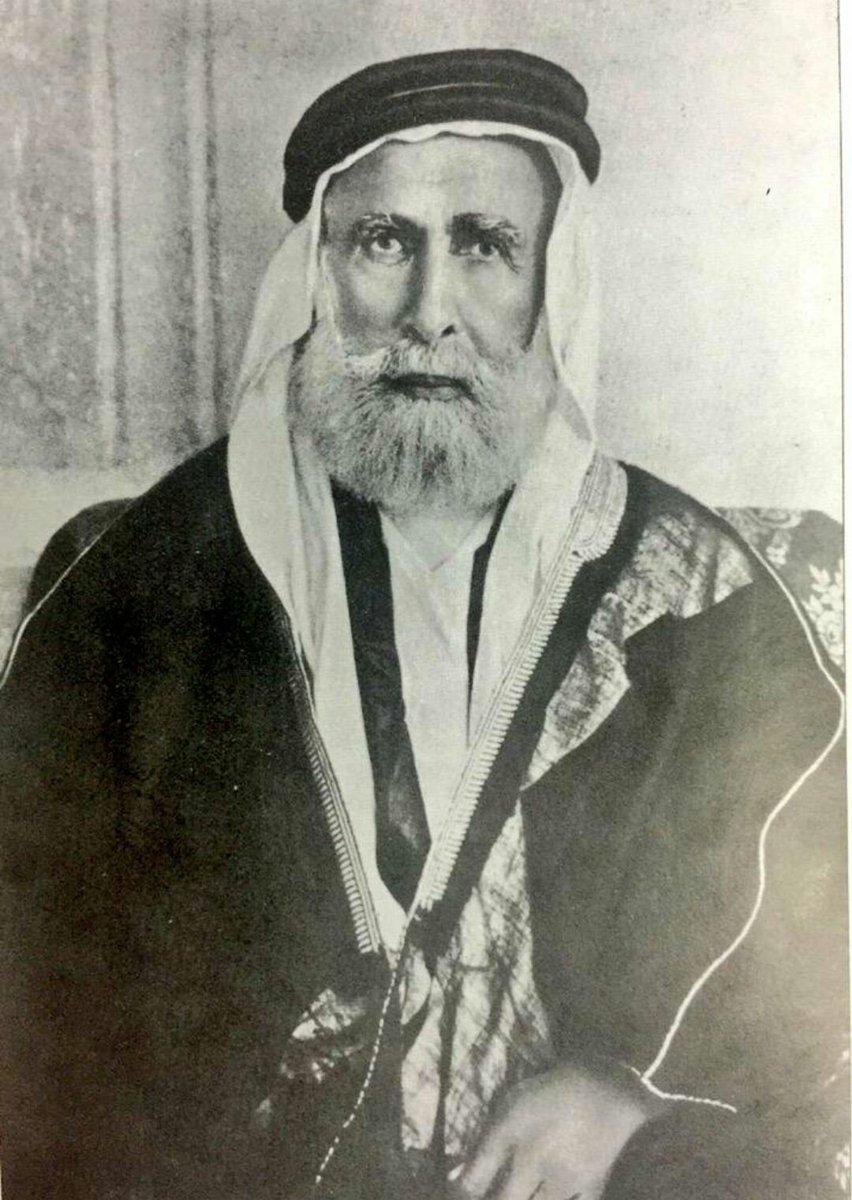
الشريف حسين بن علي الهاشمي
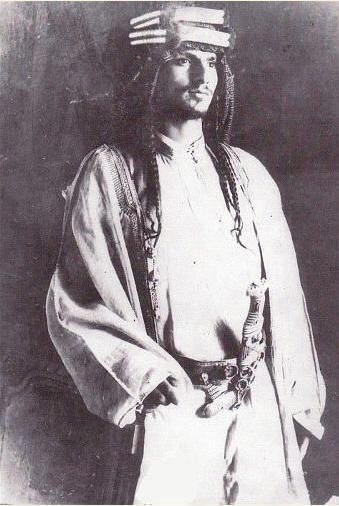
سعود العبد العزيز المتعب الرشيد (ابن رشيد).
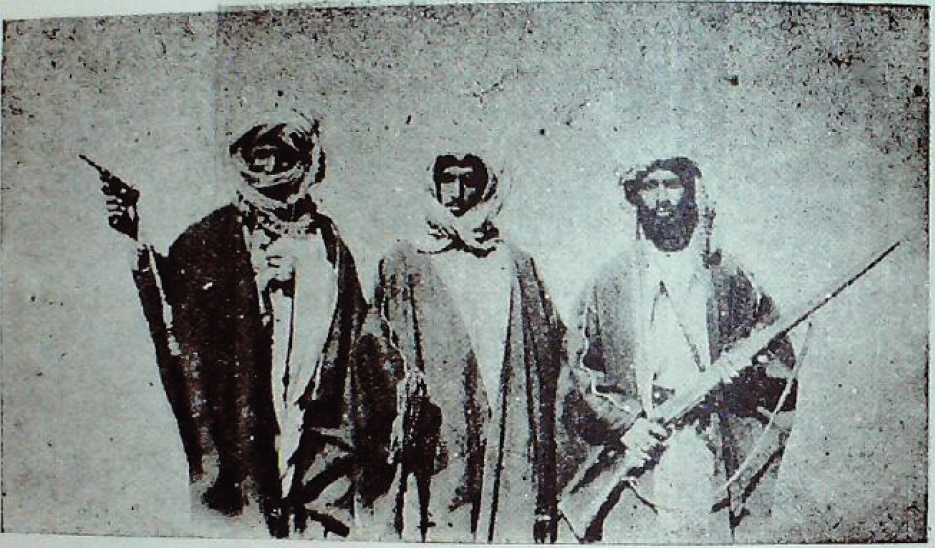
ضيدان بن حثلين، شيخ العجمان، في وسط الصورة.
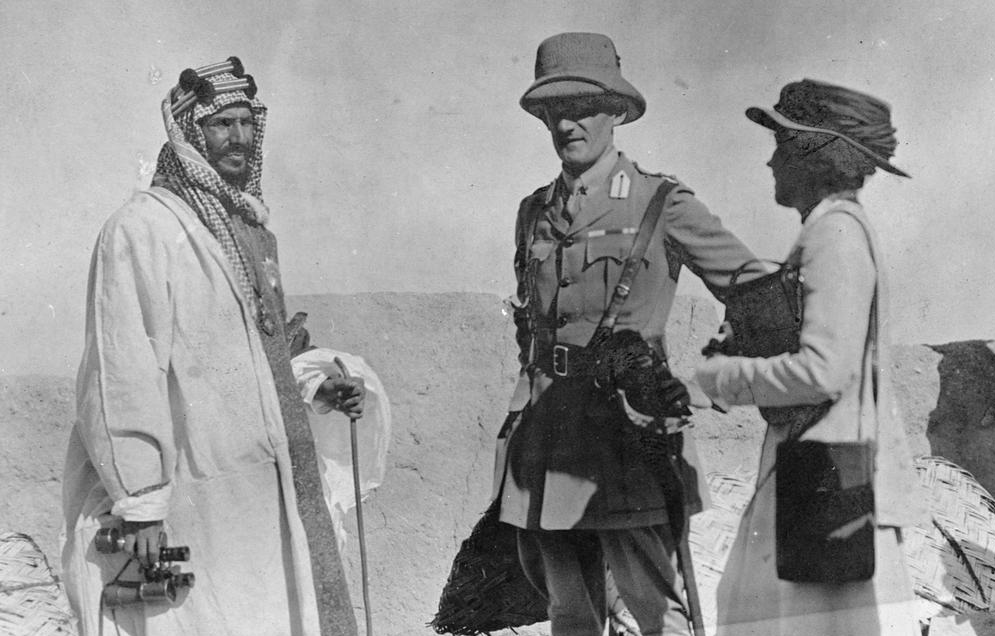
السلطان عبد العزيز بن عبد الرحمن مع بيرسي كوكس عام 1916 بعد عام واحد من عقد معاهدة دارين.
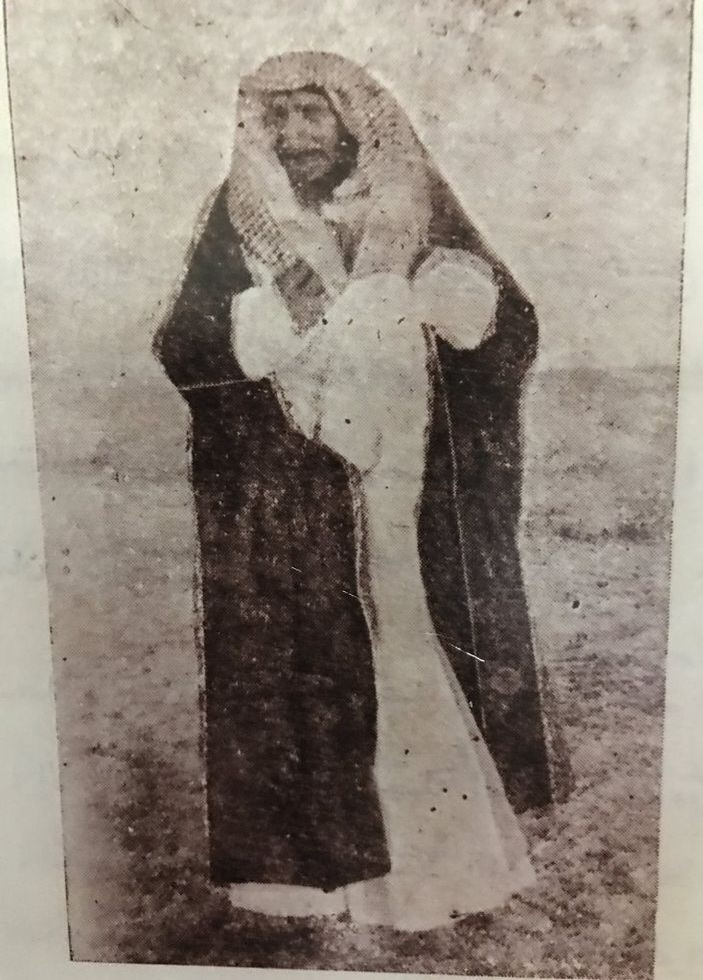
فيصل الدويش.
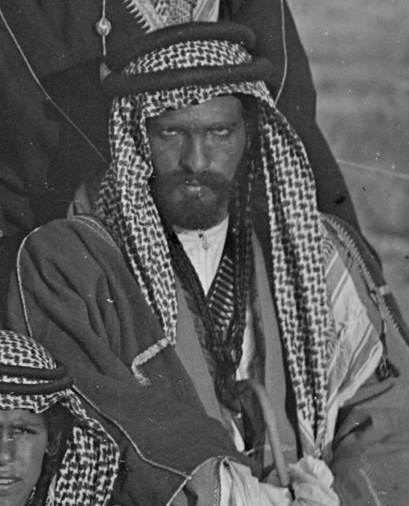
محمد بن عبدالرحمن قائد المجموعة الثانية المكونة من ثلاتة وثلاثين رجلا"، في معركة فتح الرياض 1319هـ- 1902م.
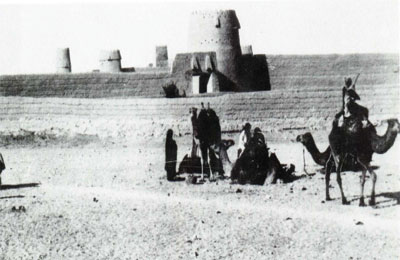
جنود جيش الملك عبد العزيز في الرياض.
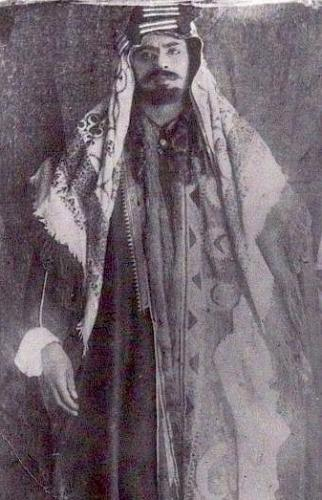
عبد العزيز بن متعب بن عبد الله الرشيد أمير إمارة جبل شمر، وقائد جيش إمارة جبل شمر ضد الملك عبد العزيز.
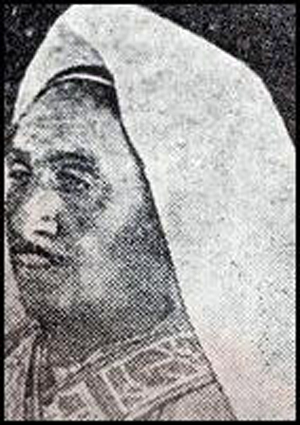
محمد بن علي الإدريسي، مؤسس دولة الأدارسة في صبيا، حكم بين الفترة 1906–1920.
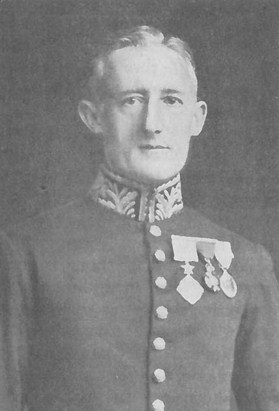
بيرسي كوكس، شغل منصب المقيم السياسي في بو شهر منذ العام 1904. أرسل لاستطلاع قوى ابن سعود، قتل في معركة جراب
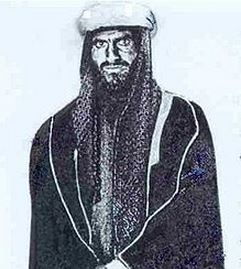
قائد قوات اخوان من طاع الله سلطان الدين ابن حميد

### مناطق

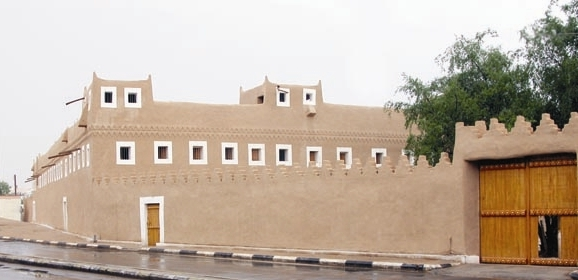
قصر عنيزة، القصيم.
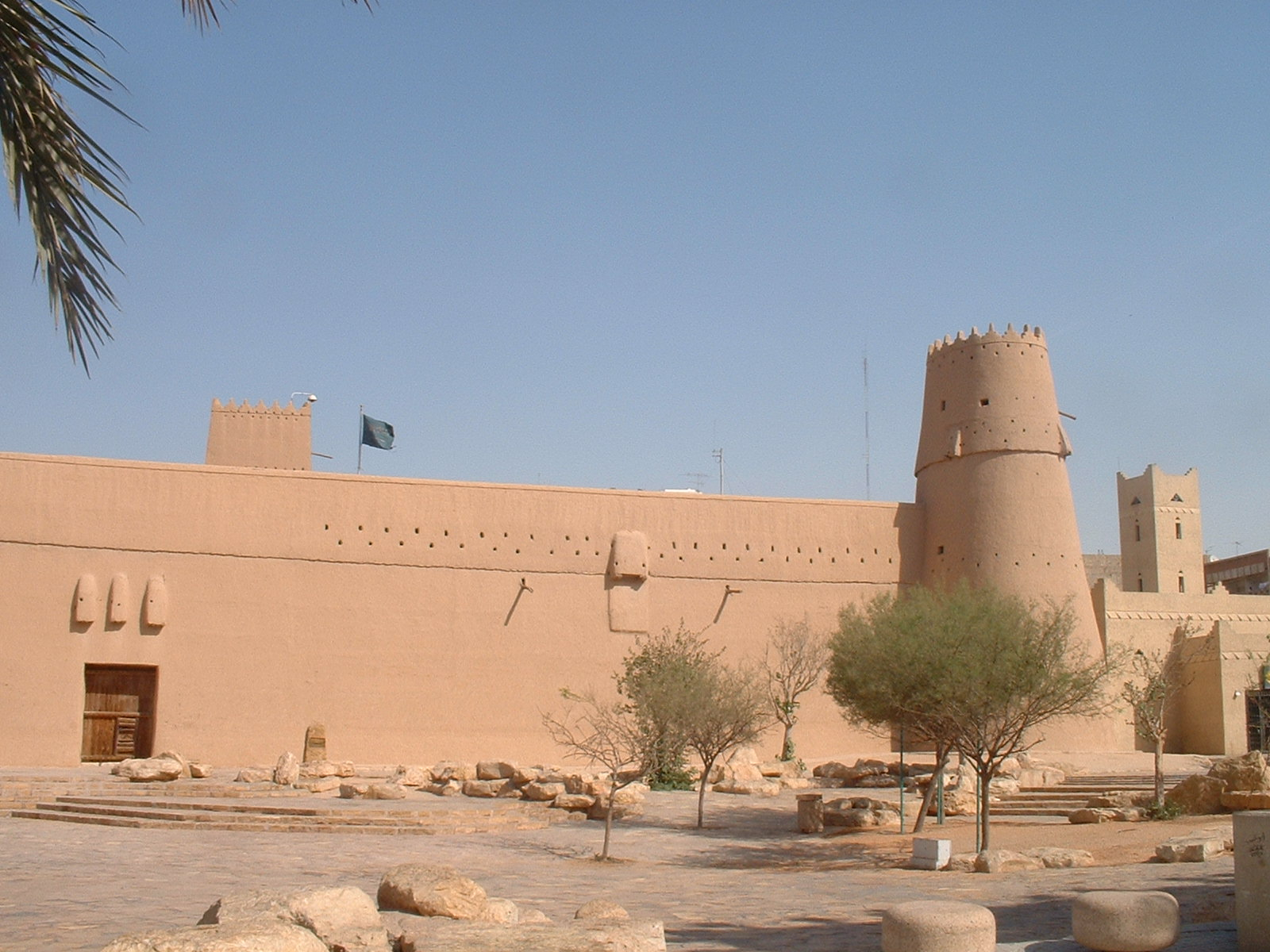
قصر المصمك بالرياض، 1993م.
قصر برزان مقر حكم ابن رشيد

### خرائط

معركة تربة 15 مايو 1919م، حدثت في تربة البقوم، على وادي تربة
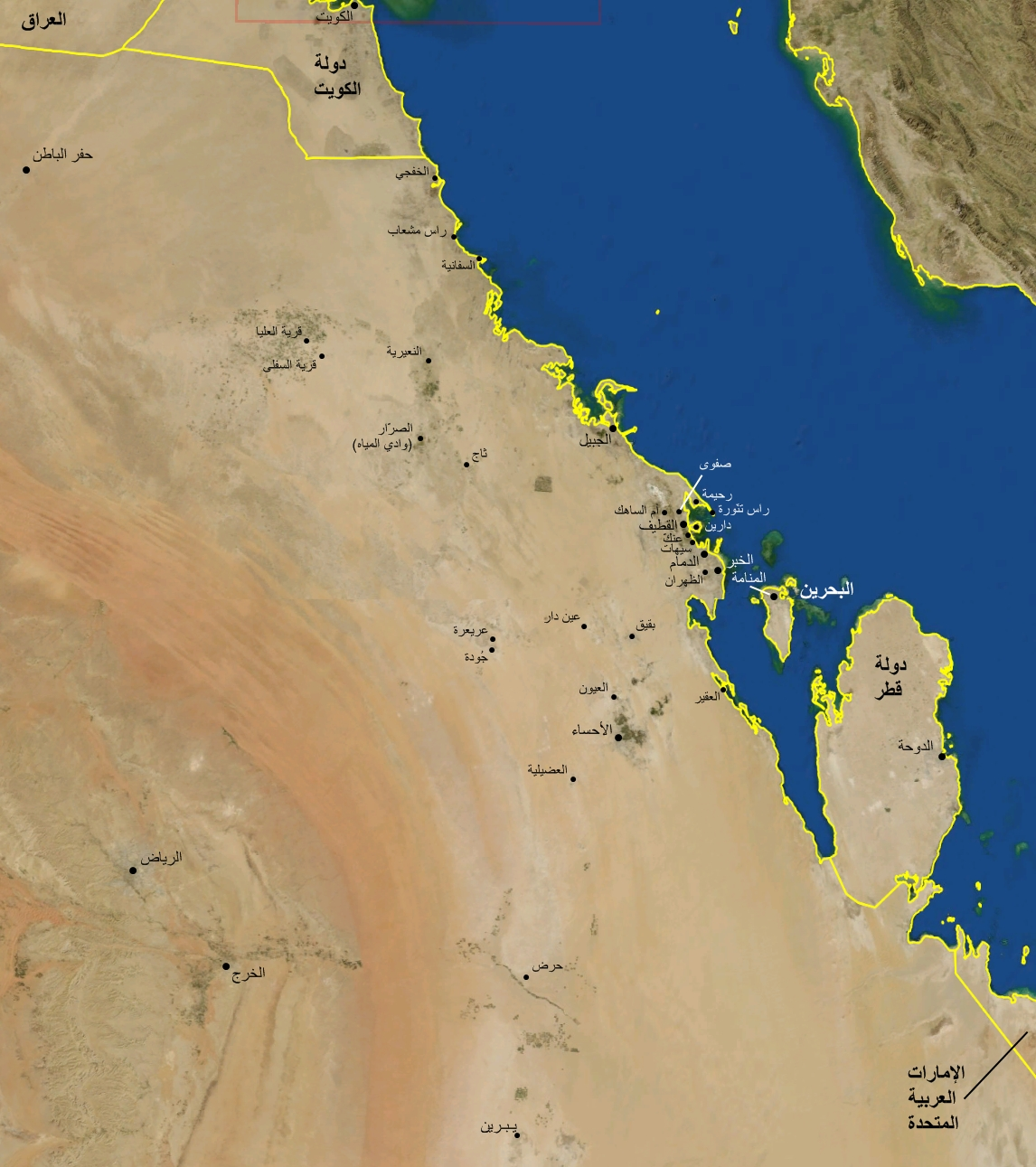
منطقة الأحساء
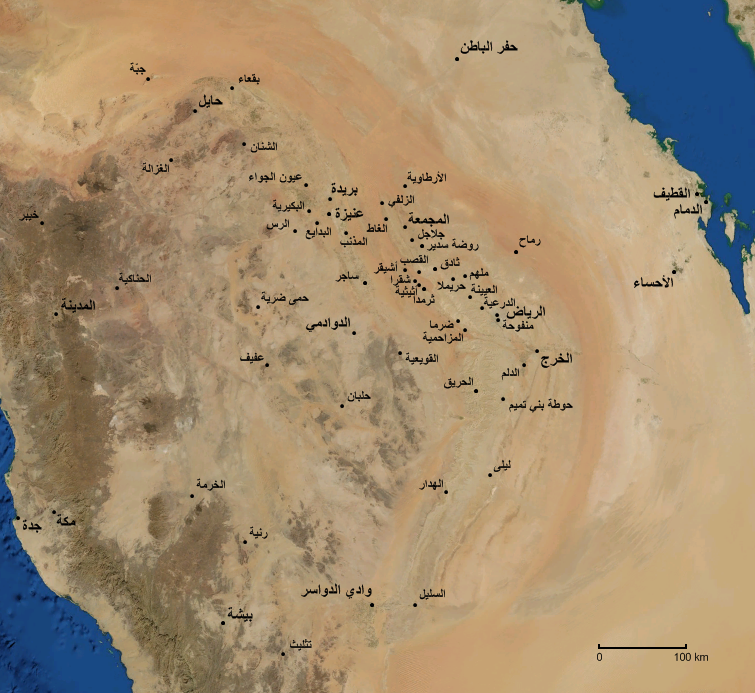
خريطة تبين بعض أهم المدن والقرى والهجر الواقعة على هضبة نجد بالإضافة إلى بعض الحواضر والمدن المجاورة
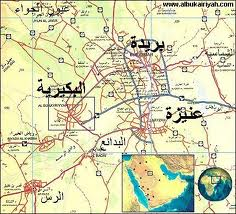
خارطة توضح أهم مناطق القصيم

## هوامش
- 1: تربة والخرمة: «بلدتان تقعان بالقرب من جبل حضَن الفاصل بين نجد والحجاز، تربة على مسافة خمسة وسبعين ميلاً إلى الجنوب من حضَن، وسكانها من البقوم، وهي مفتاح الطائف من الشرق والخرمة على مسافة خمسين ميلاً إلى الشرق منه، وتقع في وادي سبيع وكان أميرها الشريف خالد بن منصور بن لؤي. وتحيط قبيلة عتيبة بالبلدتين. وتعدان من نجد ولكن كانت السيادة فيهما لأشراف الحجاز، فادعى الملك حسين رعايتهما. ولكن أهلهما من بدو وحضر وأشراف قد اعتنقوا مبادئ الدعوة الإصلاحية للشيخ محمد بن عبد الوهاب منذ أيام الدولة السعودية الأولى، ولهذا كان ابن سعود يراهما من مناطق نفوذه. وللبلدتين أهمية خاصة من الناحية التجارية بين الحجاز ونجد».
- 2: بن لؤي هو الشريف الذي قاد جيش ابن سعود من الأخوان ودخل بهم مكة.